# Список гравюр Альбрехта Дюрера
У цій статті представлений оглядовий список гравюр німецького художника Епохи Відродження Альбрехта Дюрера.

## Список

### Гравюри зроблені для другої подорожі до Італії (1494-1505)

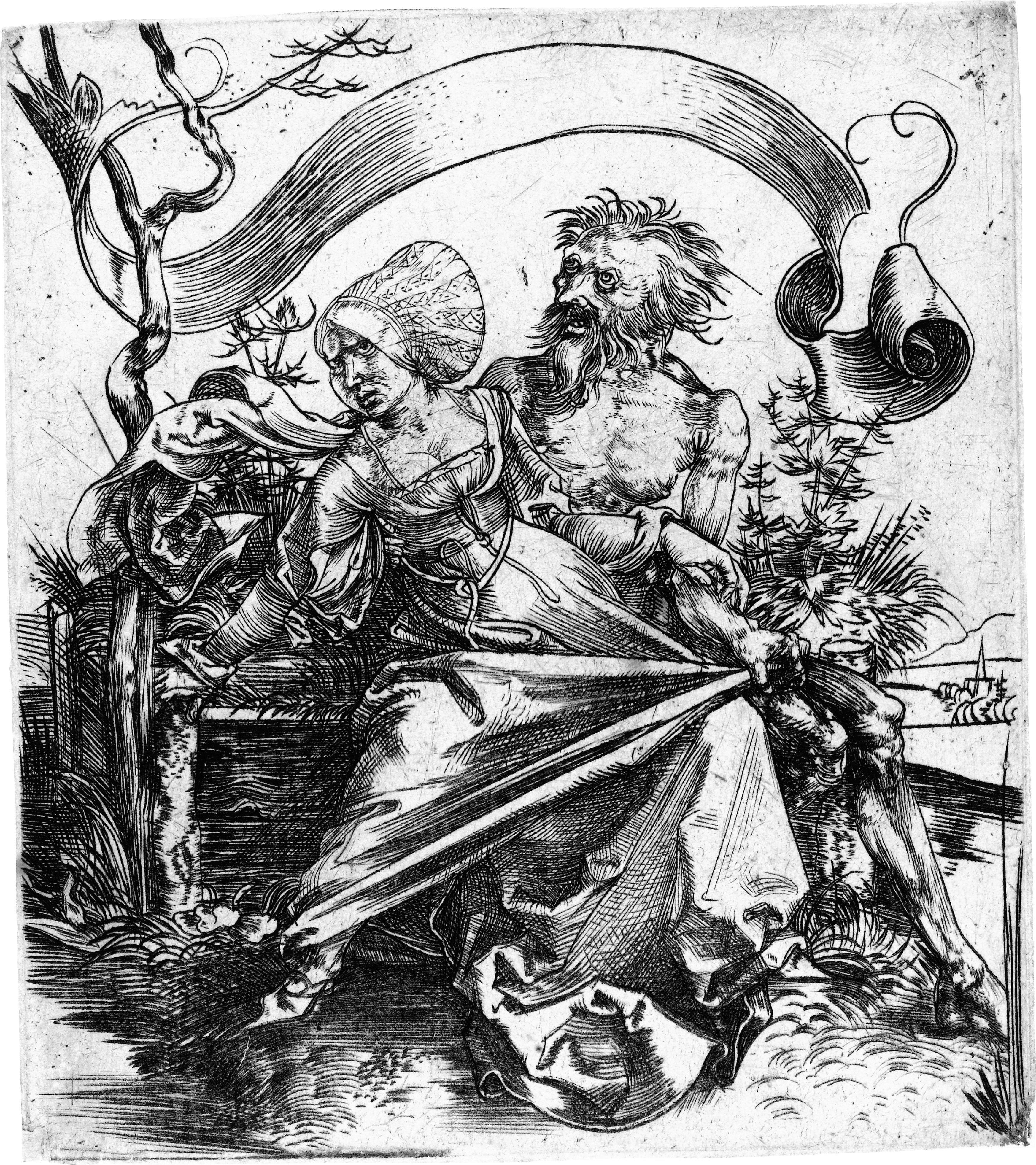
Напад смерті на молоду жінку Young Woman Attacked by Death 1495 рік Мідна гравюра 11 см x 9.2 см
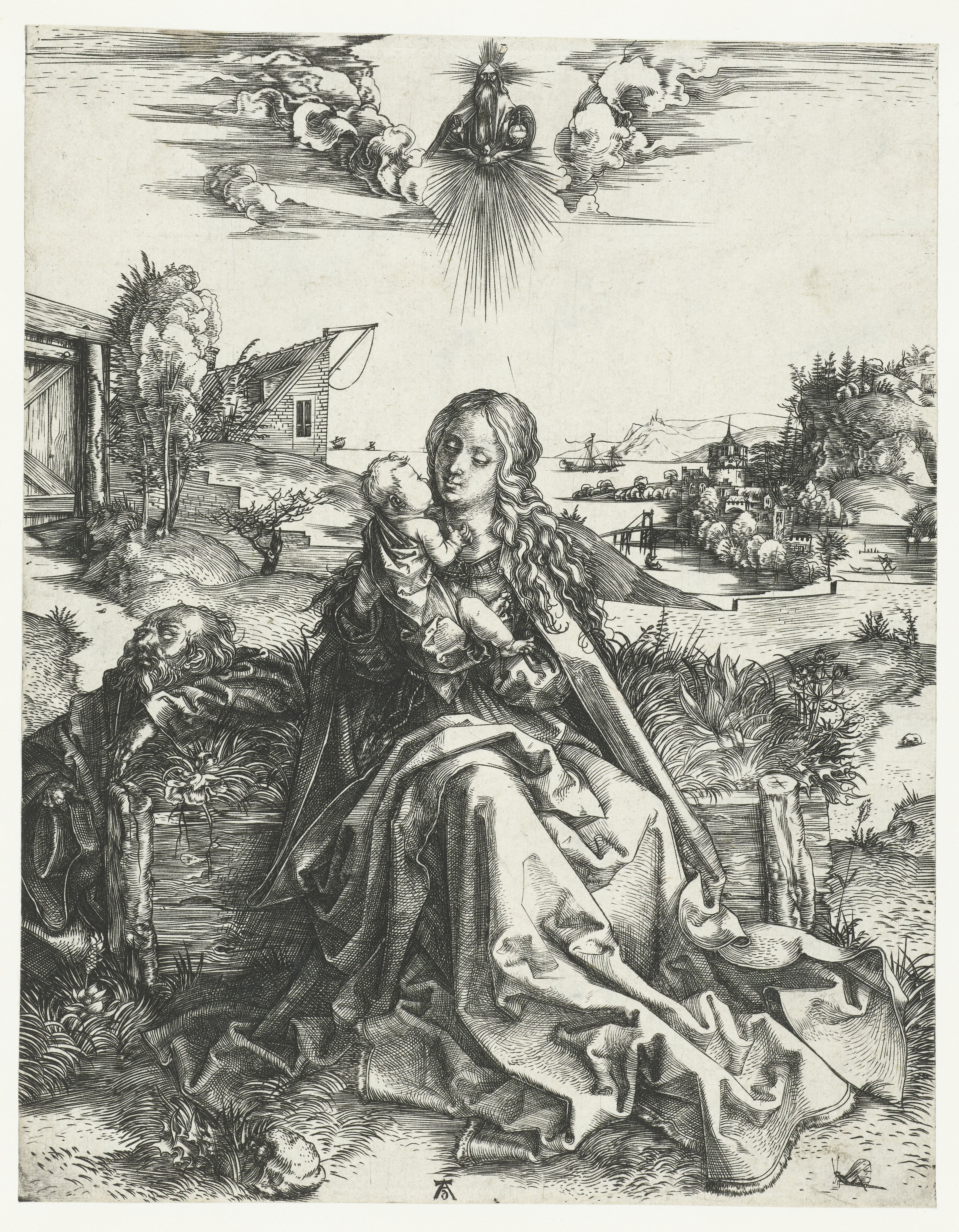
Святе сімейство зі стрекозою The Holy Family with the Dragonfly 1493-1497 роки Мідна гравюра 23.6 см x 18.6 см
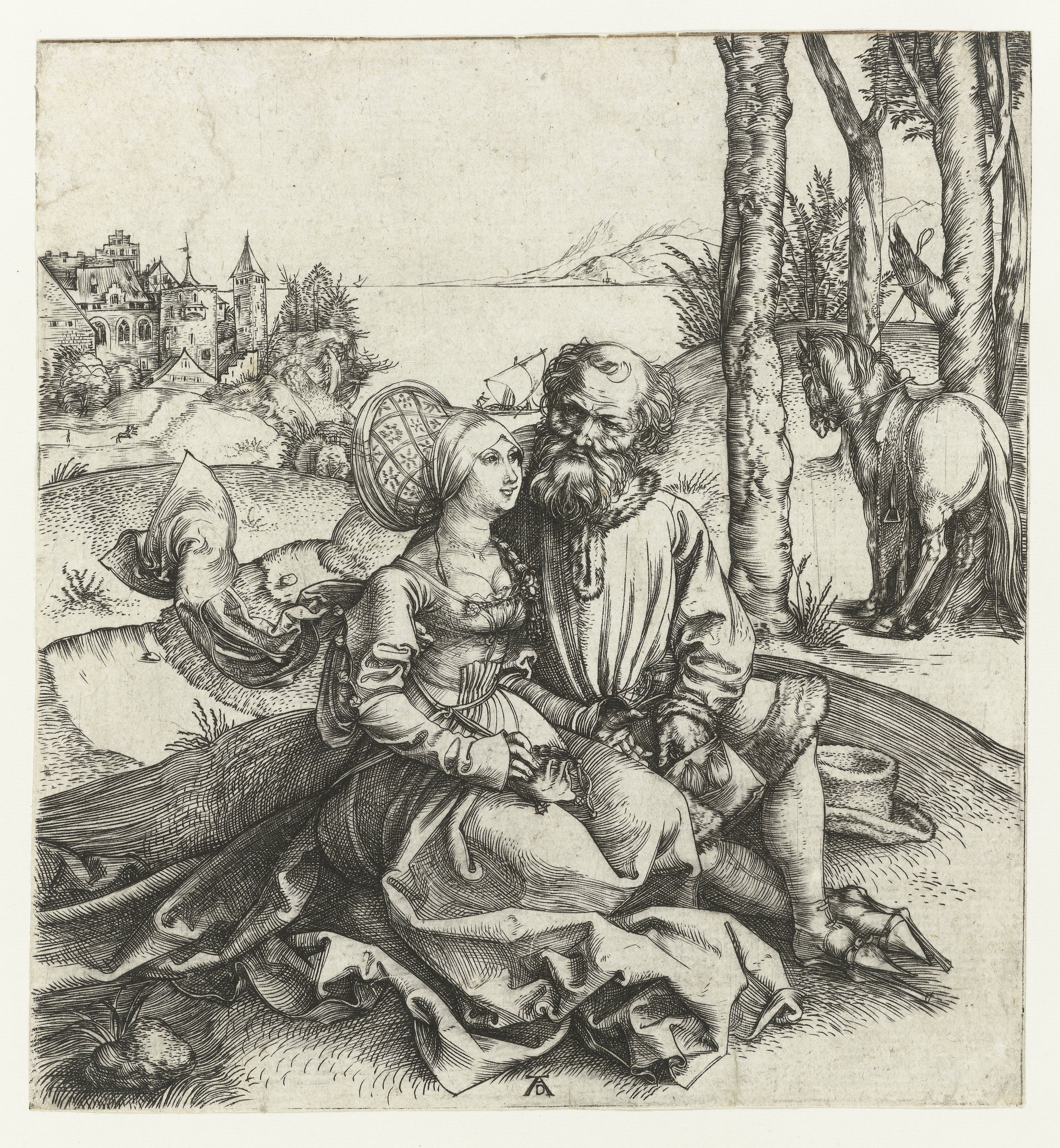
Нерівне кохання The Ill-Assorted Couple; or the Offer of Love 1493-1497 роки Мідна гравюра 15 см x 14 см
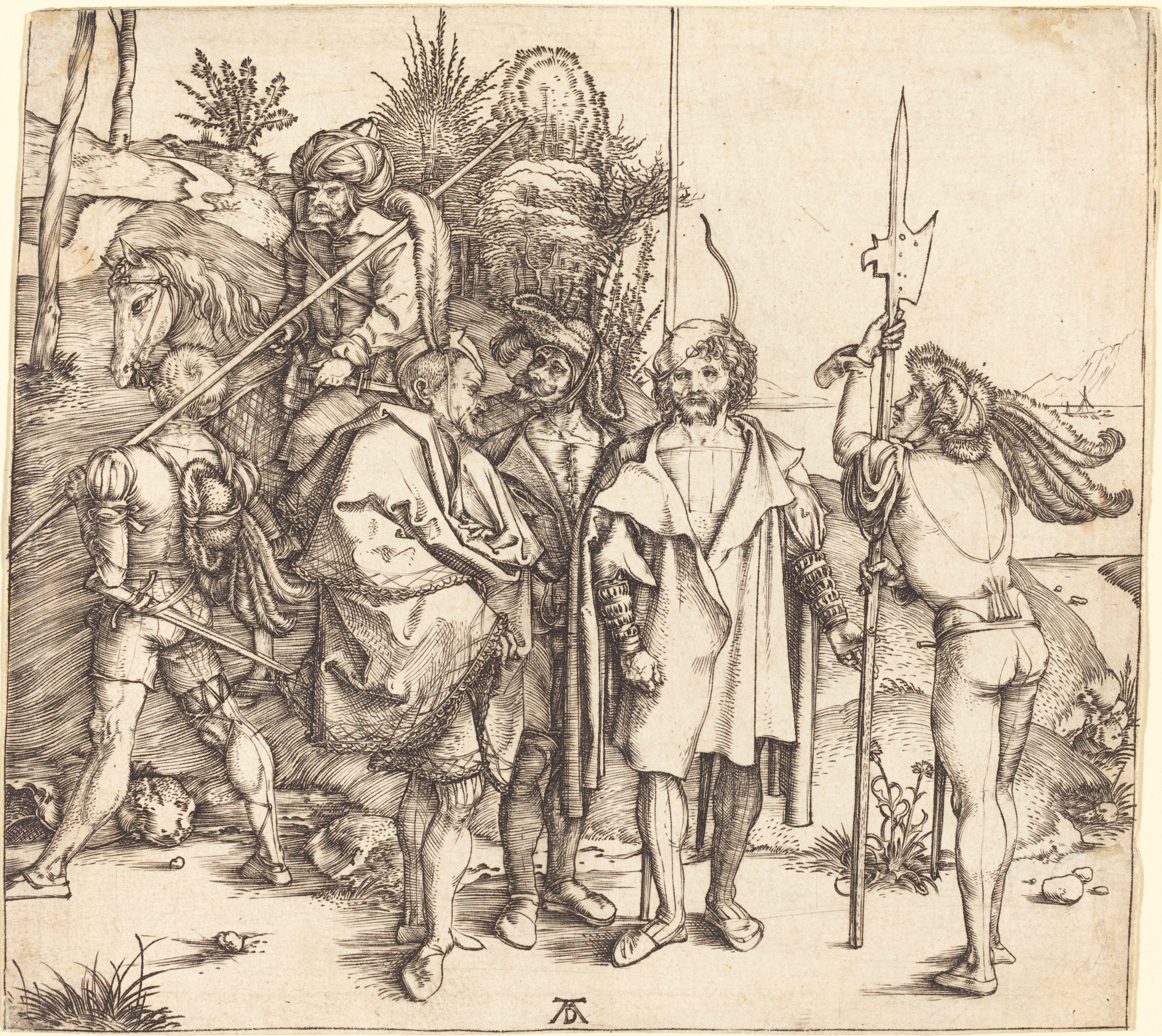
П'ять солдатів і східний наїзник Five Lansquenets and an Oriental on Horseback 1493-1498 роки Мідна гравюра 31.6 см x 14.5 см
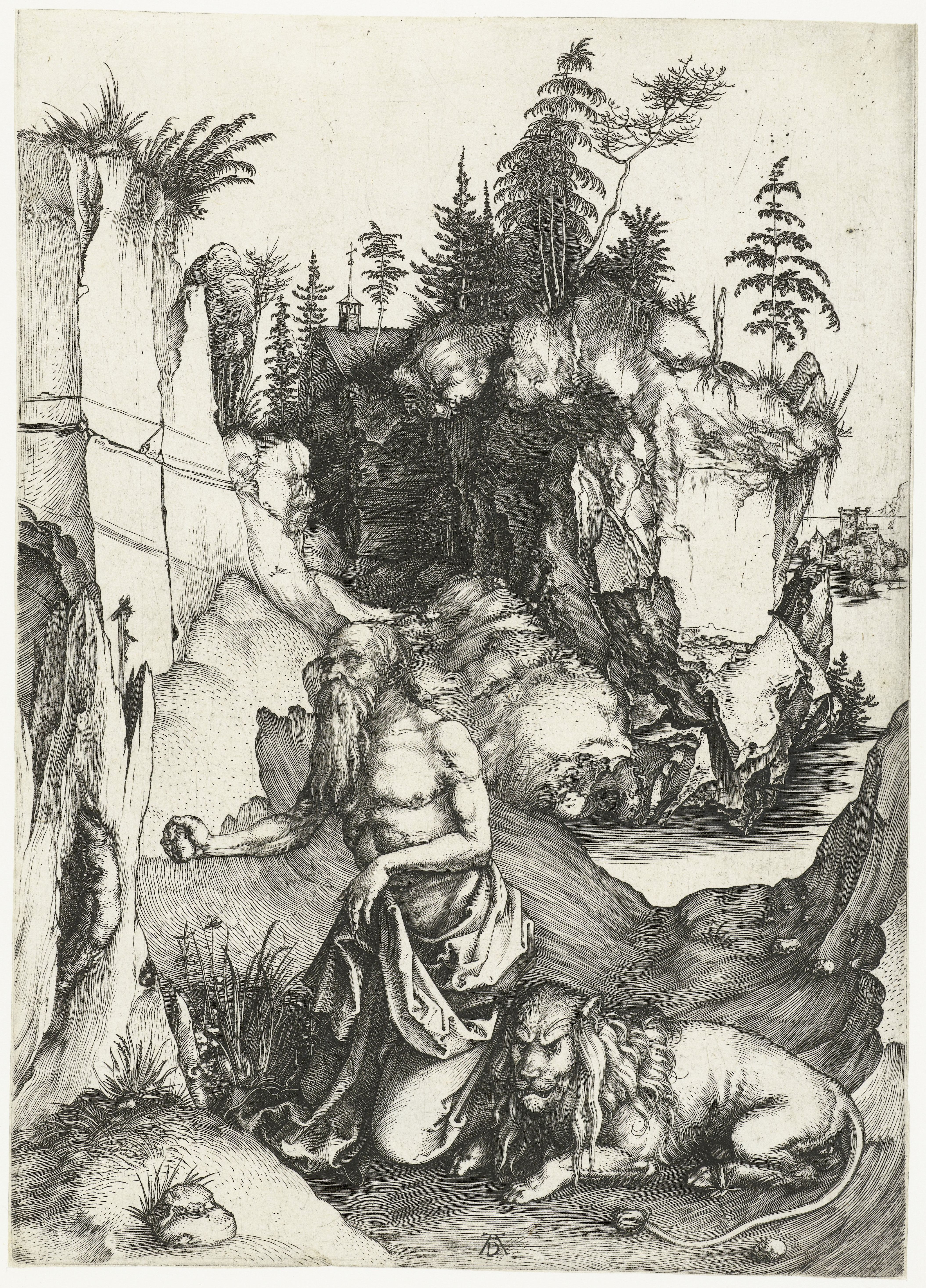
Святий Ієронім в пустелі St Jerome Penitent in the Wilderness 1494-1998 роки Мідна гравюра 31.6 см x 22.5 см
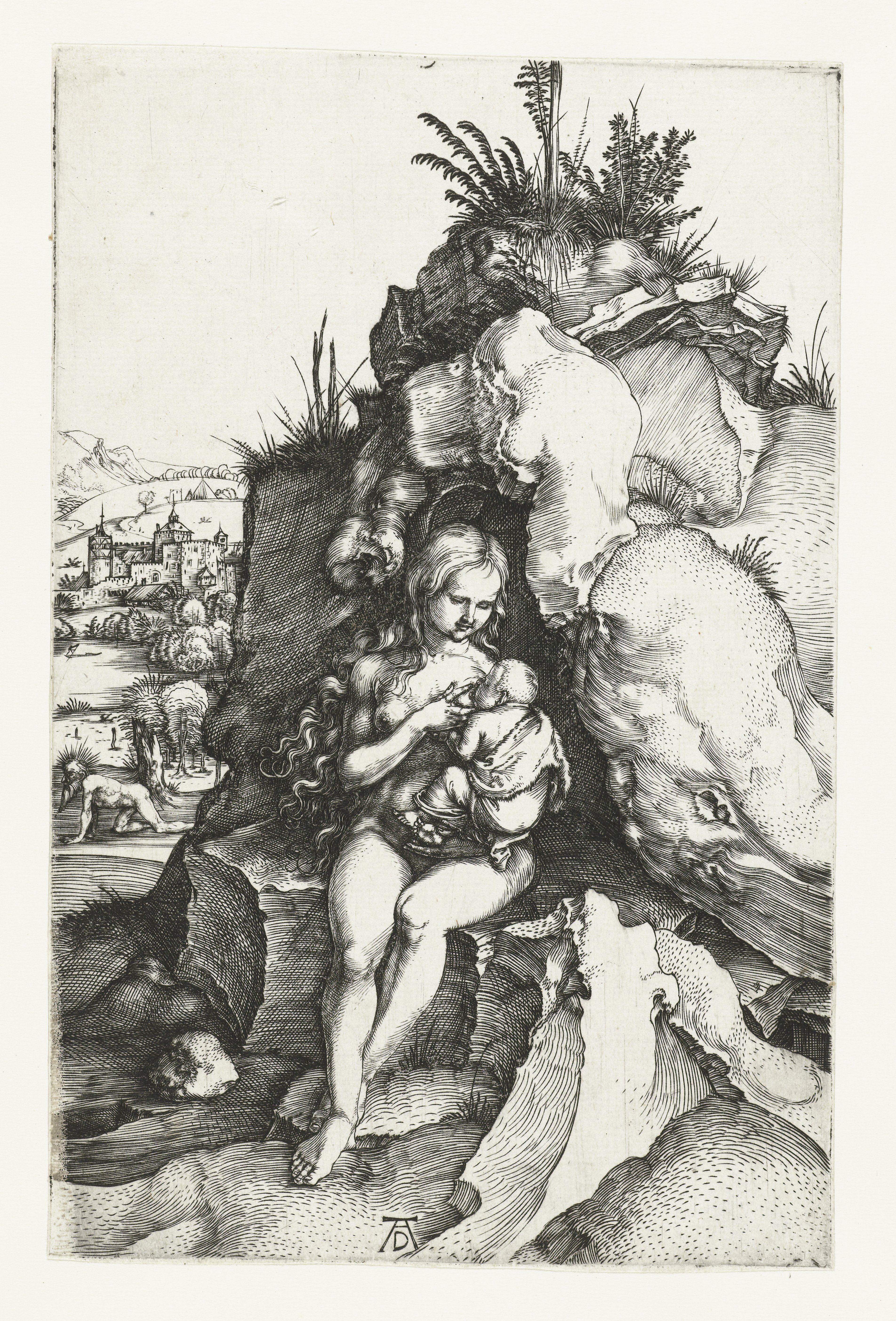
Покаяння Святого Івана Золотовуста The Penance of St John Chrysostom 1494—1498 роки Мідна гравюра 18,3 см x 11,9 см
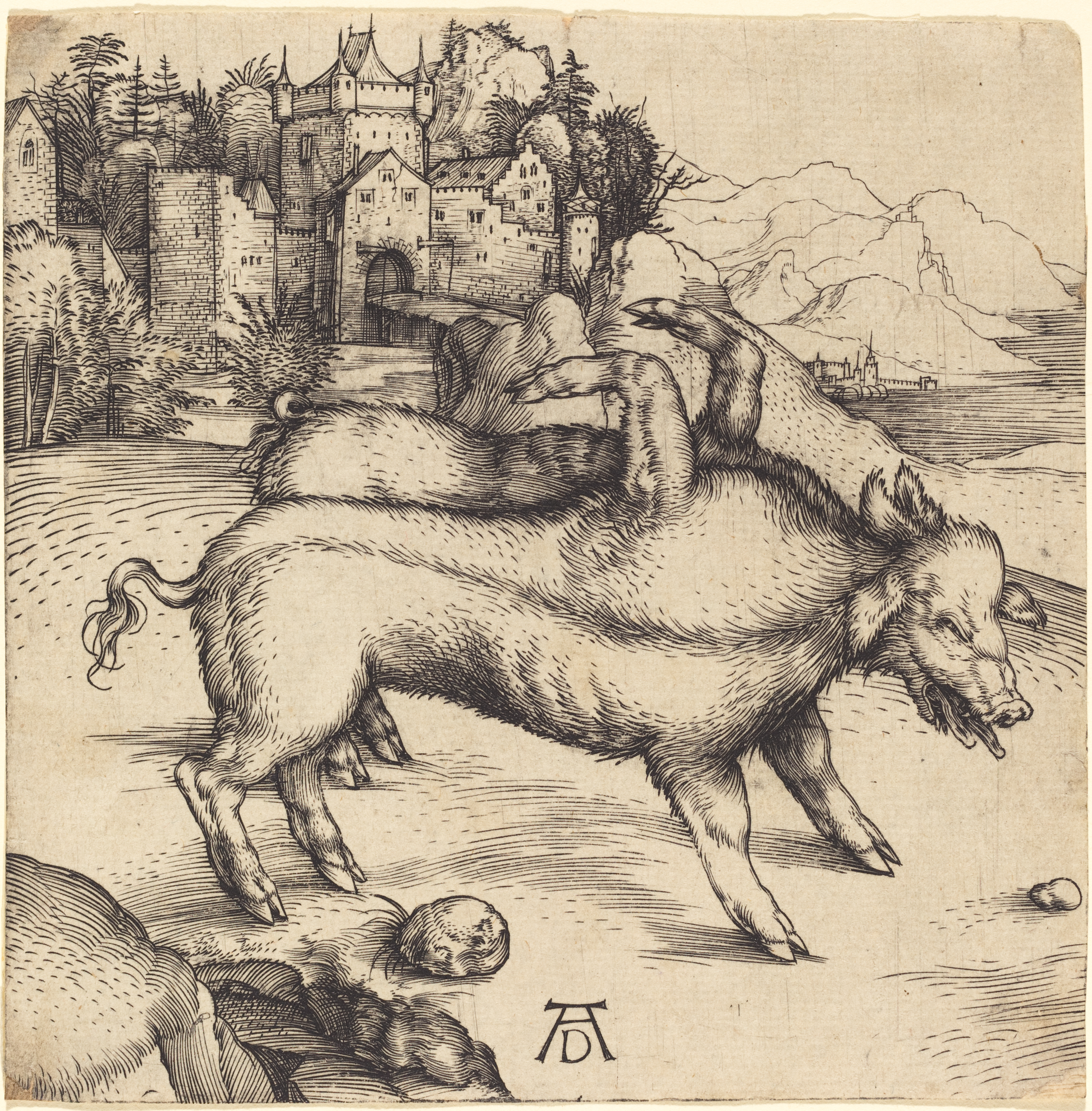
Деформований кабан The Deformed Landser Sow 1494—1498 роки Мідна гравюра 11.8 см x 12.6 см
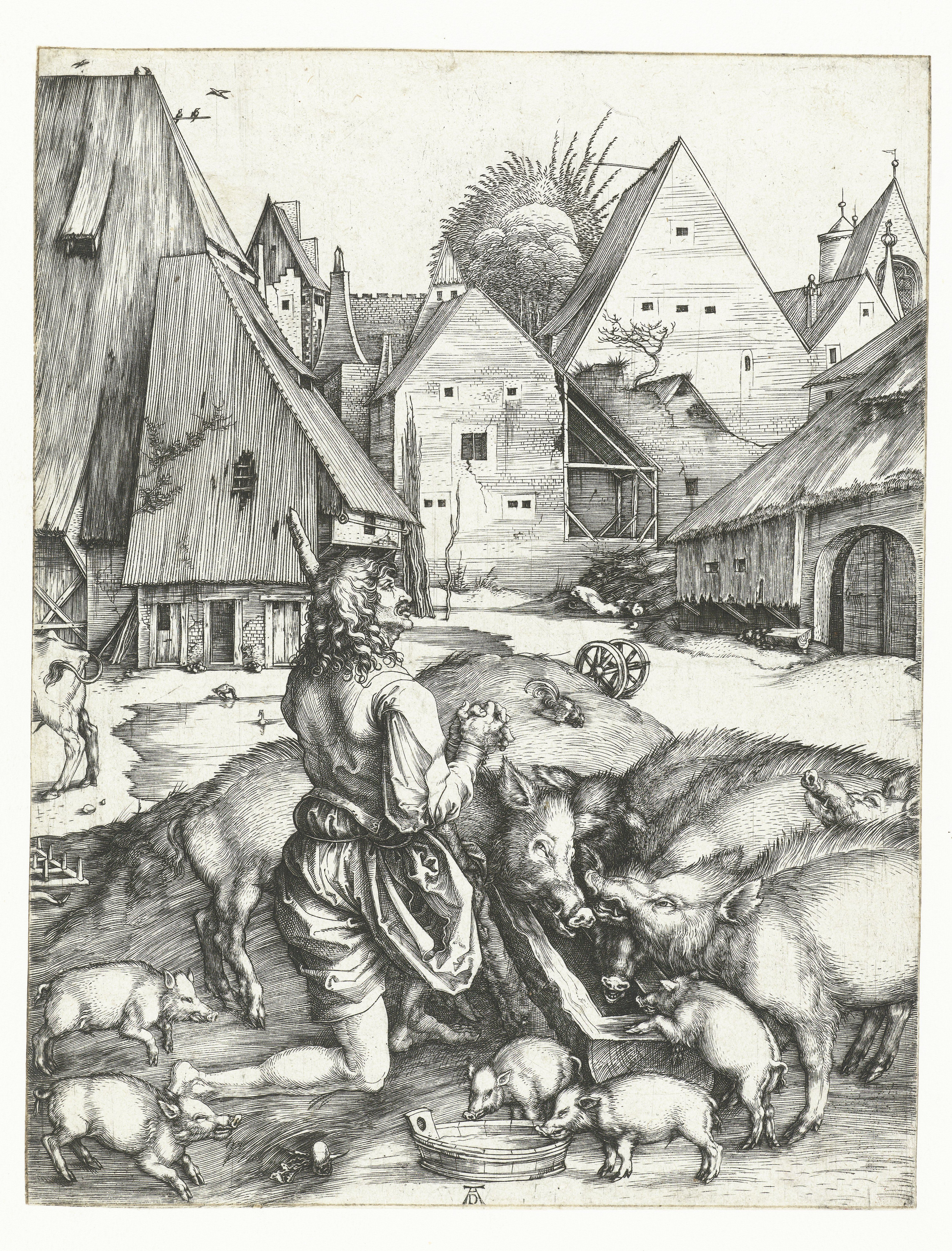
Блудний син The Prodigal Son 1494—1498 роки Мідна гравюра 24.7 см x 19.1 см
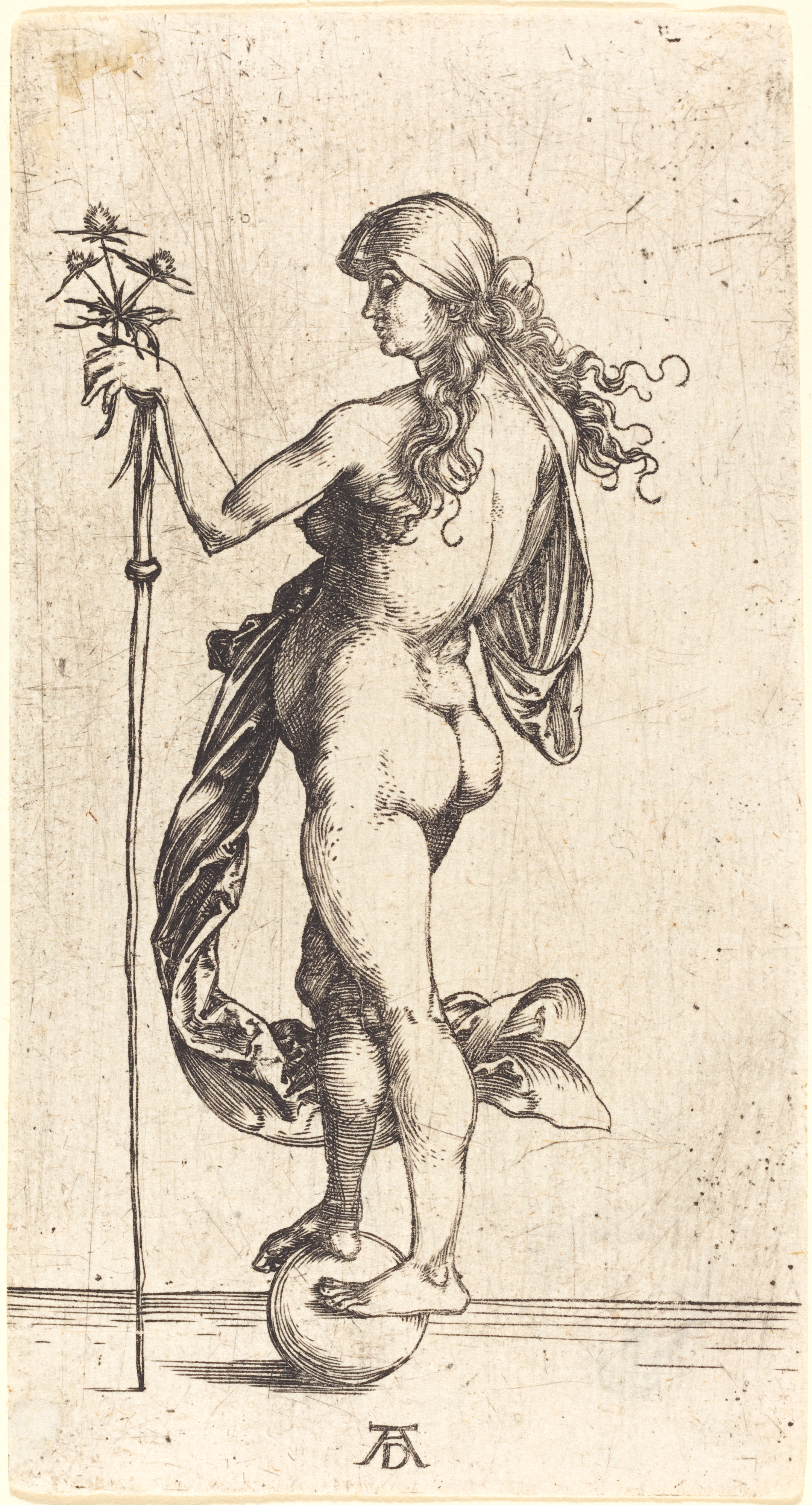
Маленька Фортуна The Small Fortune 1495—1496 роки Мідна гравюра 12 см x 6.6 см
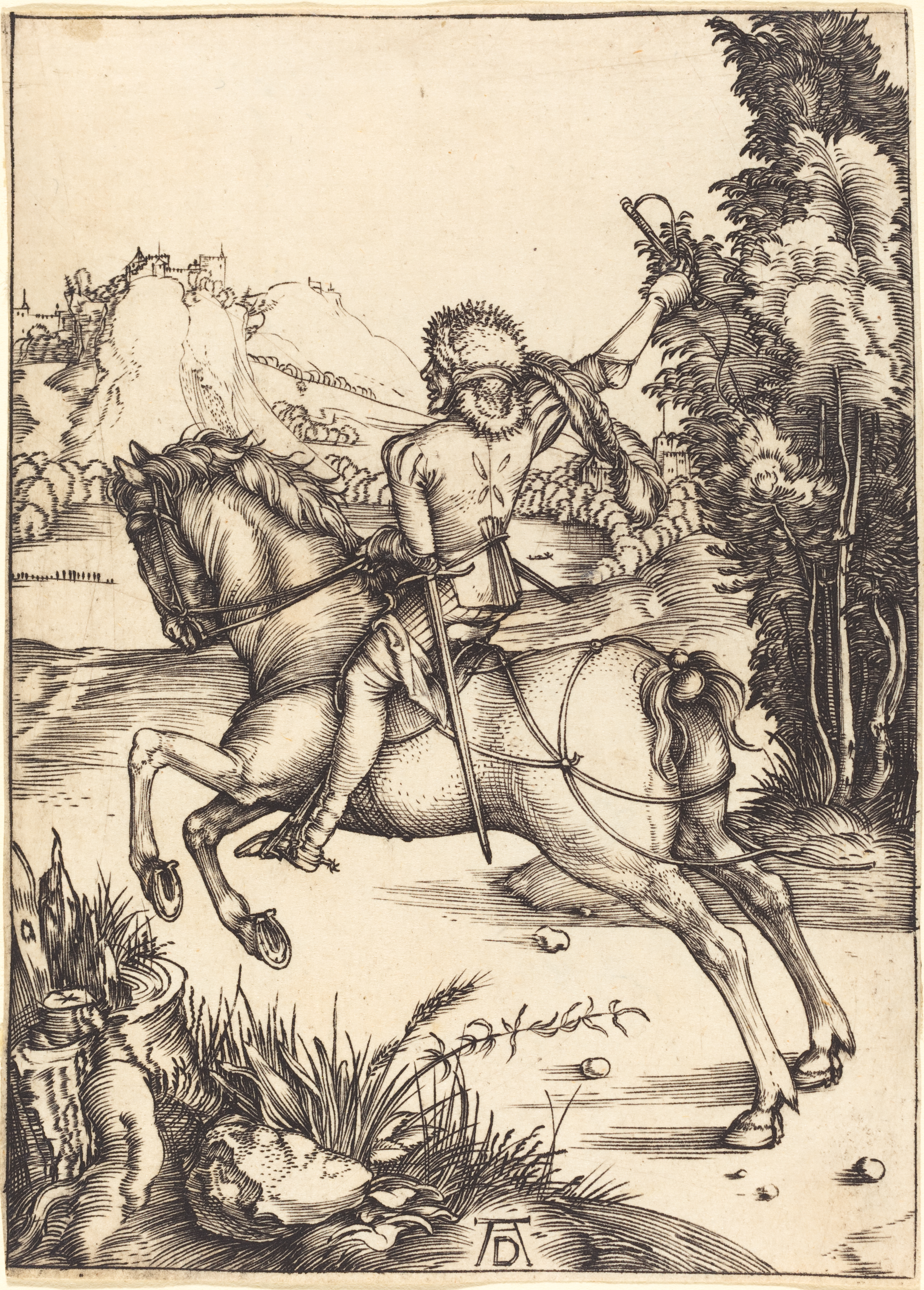
Маленький вершник The Small Courier 1496 рік Мідна гравюра 10 см x 7.8 см
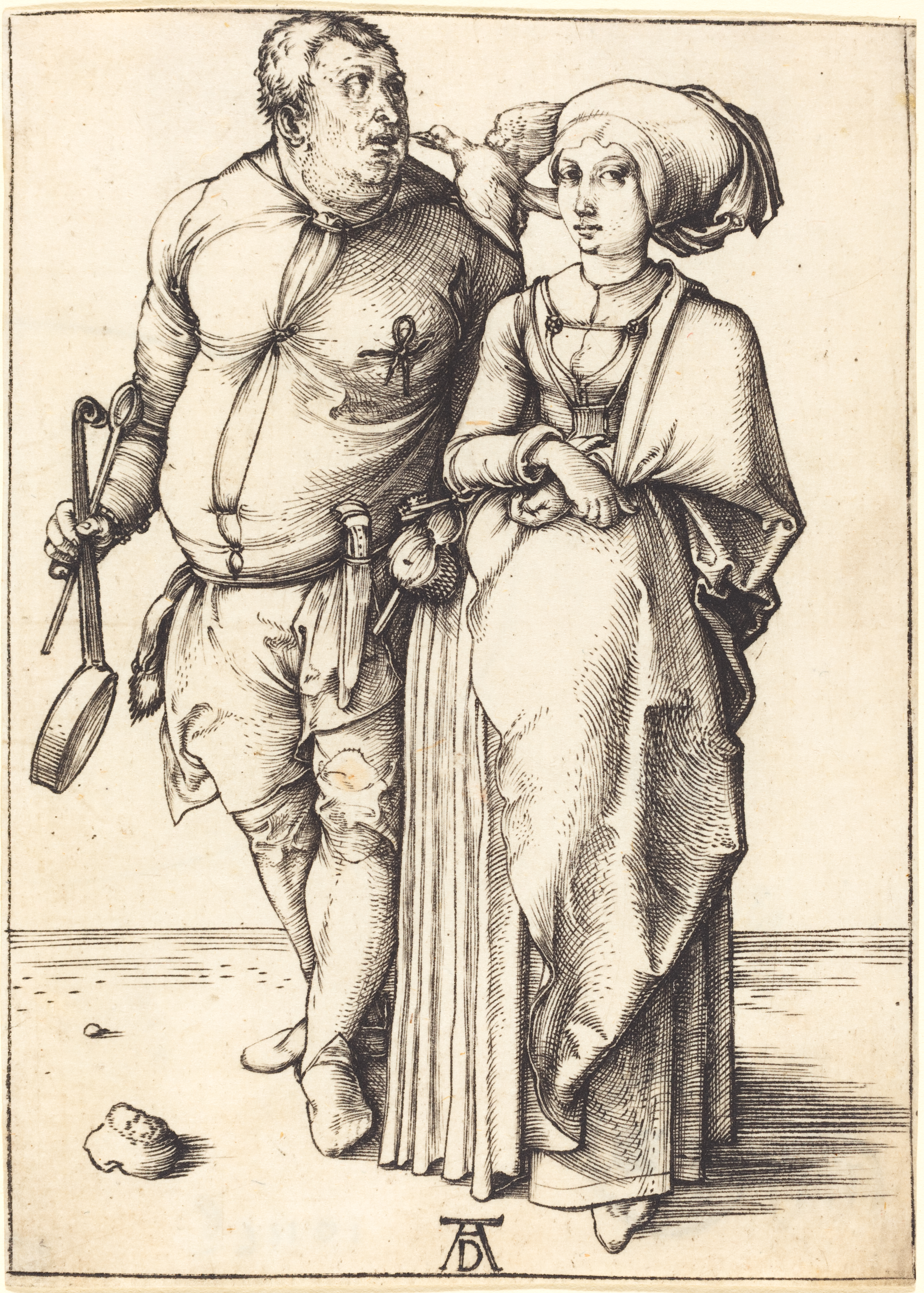
Кухар і його дружина A Cook and his Wife 1496 рік Мідна гравюра 11 см x 7.8 см
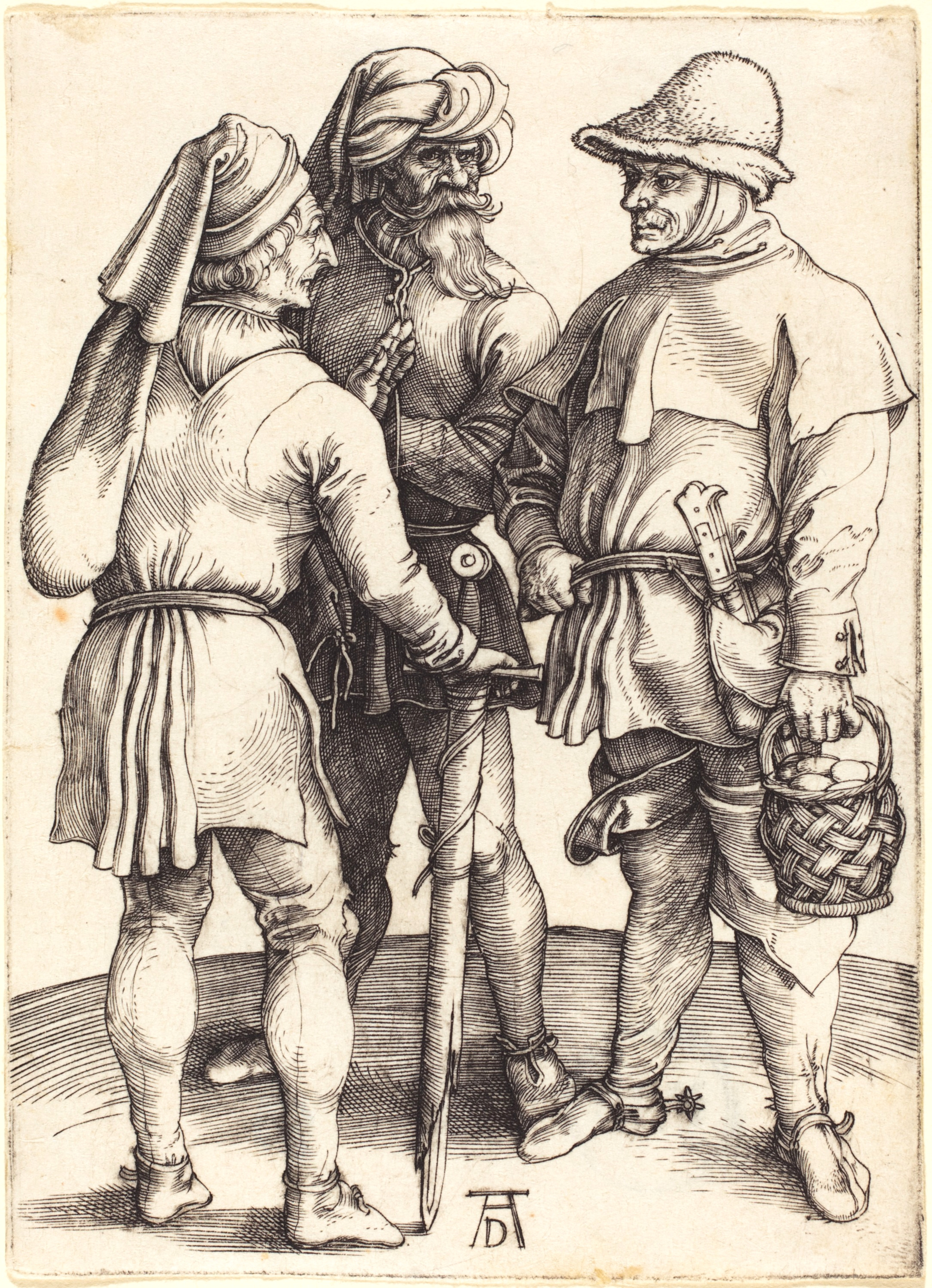
Три фермера в розмові Three Peasants in Conversation 1496 рік Мідна гравюра 10.9 см x 7.7 см
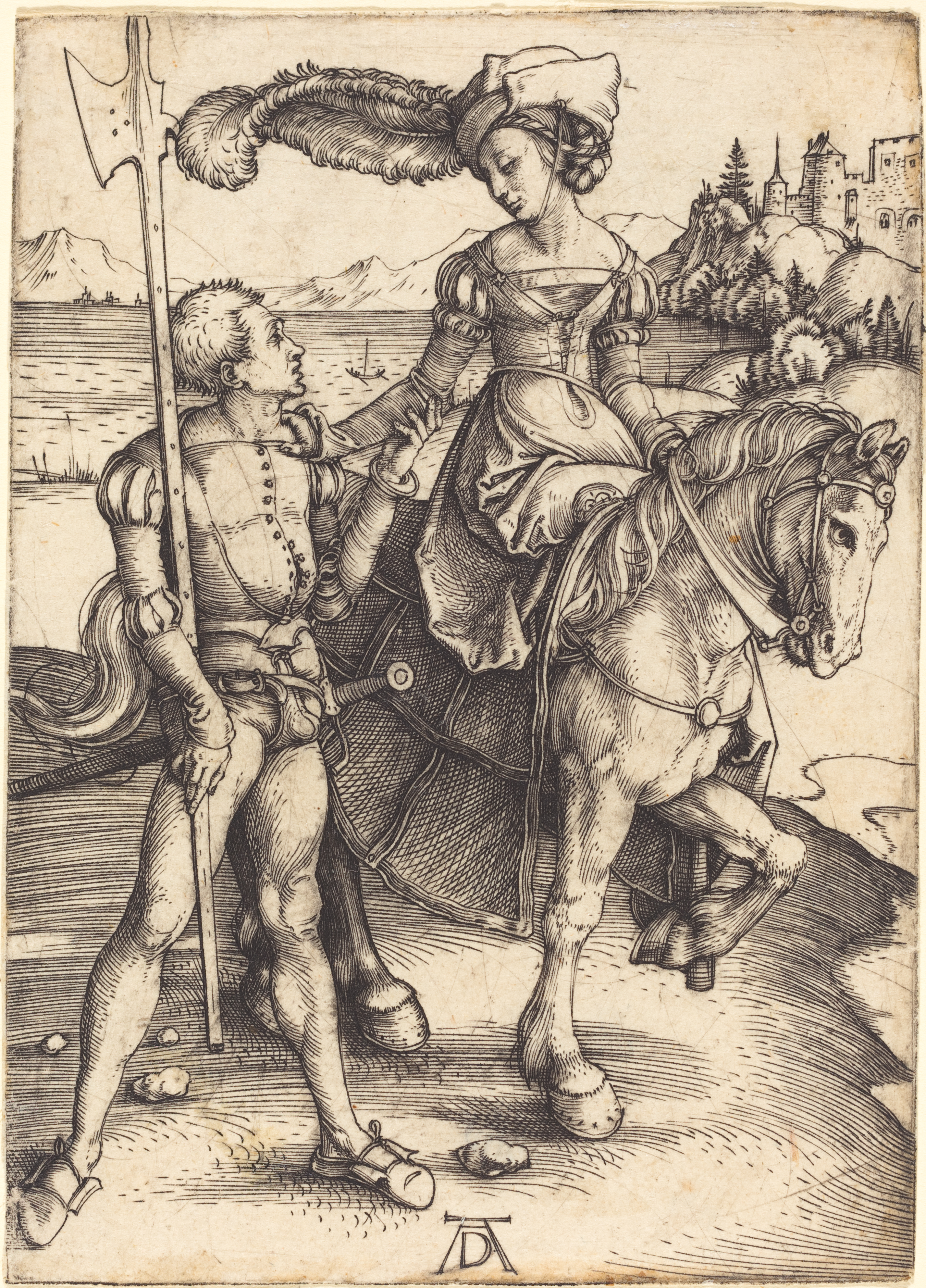
Жінка на коні і лицар Lady on Horseback and Lansquenet 1496-1497 роки Мідна гравюра 10.6 см x 7.7 см
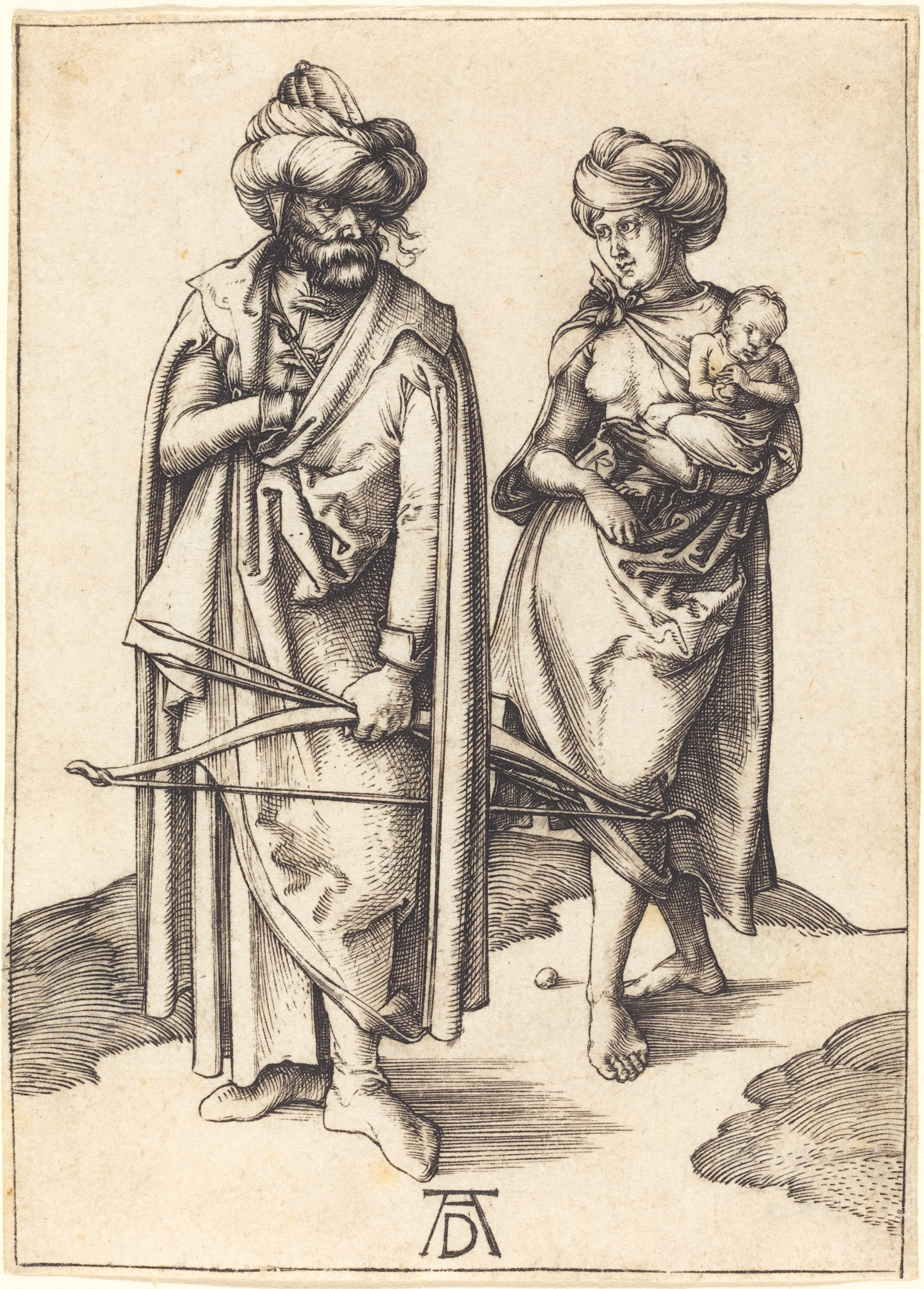
Родина зі сходу An Oriental Family 1496-1497 рок Мідна гравюра 11.1 см x 7.9 см
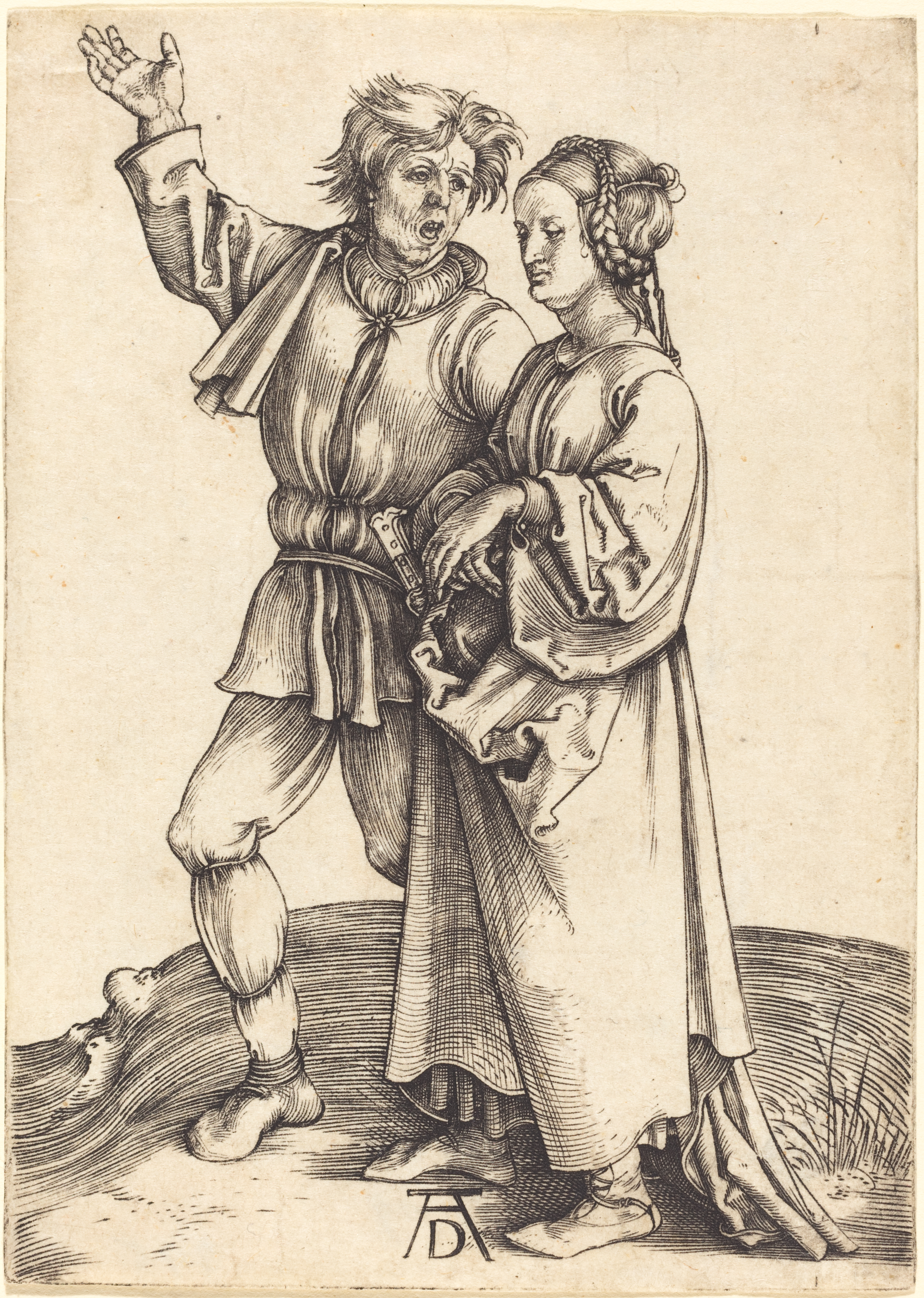
Селянська пара Peasant and His Wife 1496-1498 роки Мідна гравюра 10.9 см x 7.7 см
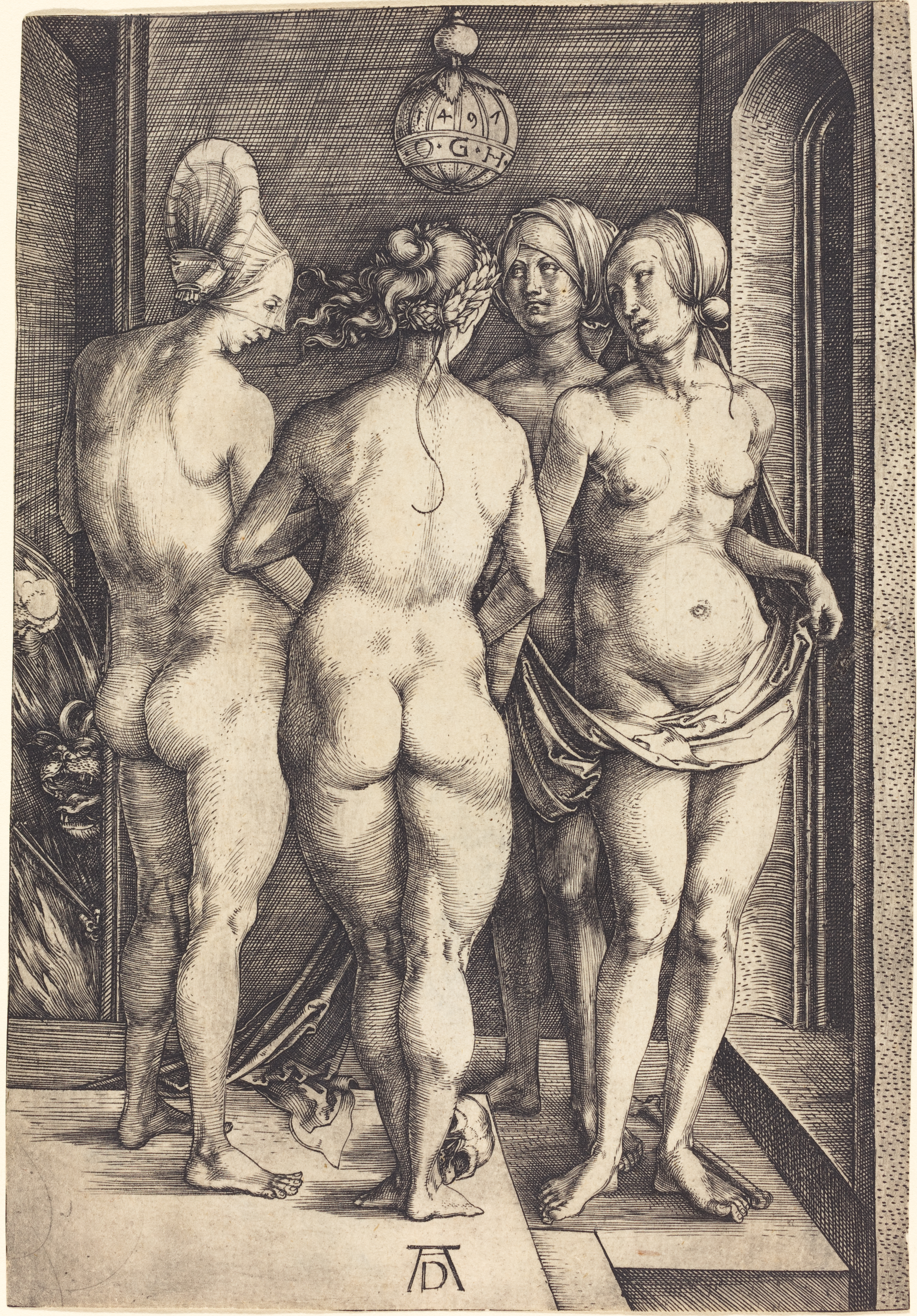
Чотири відьми The Four Witches 1497 рік Мідна гравюра 19.4 см x 13.5 см
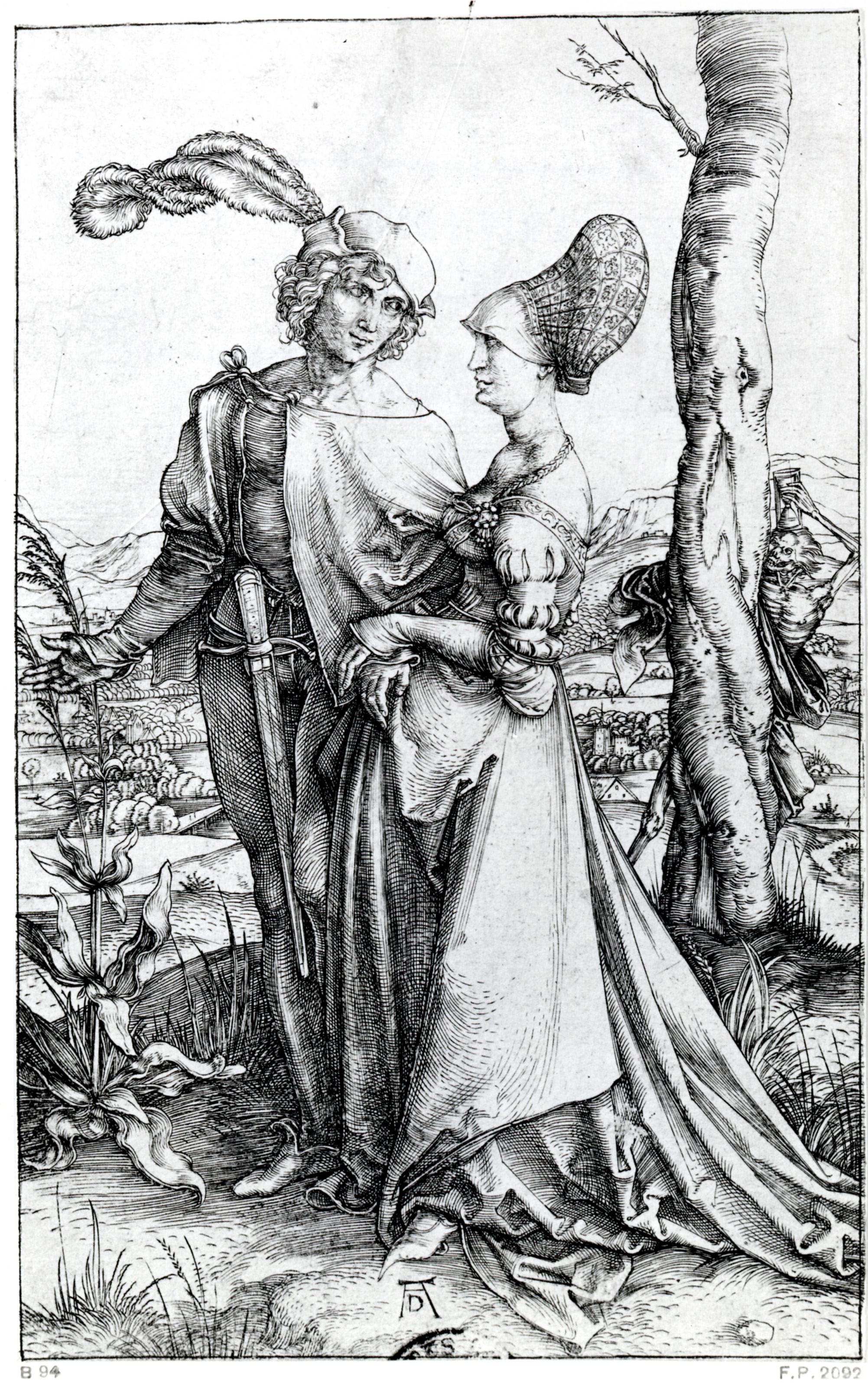
Молода пара і смерть Young Couple Threatened by Death 1496-1500 роки Мідна гравюра 19 см x 12 см
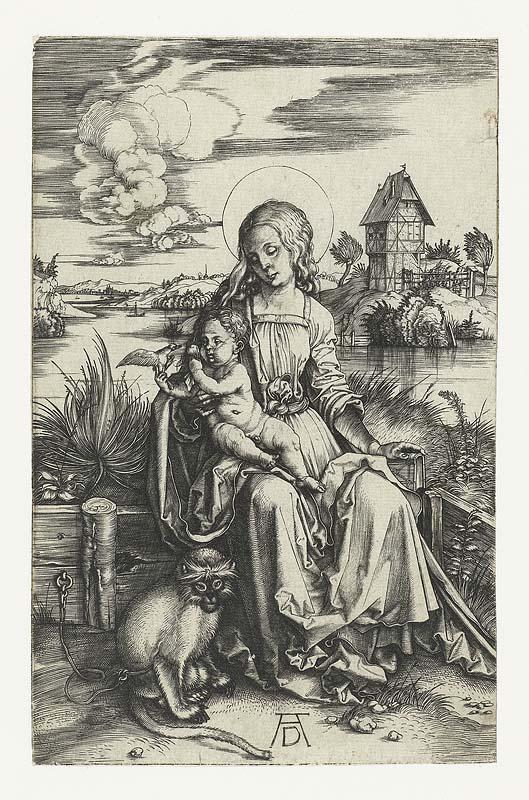
Мадонна з мавпою The Madonna with the Monkey 1496-1500 рік Мідна гравюра 19 см x 12.1 см
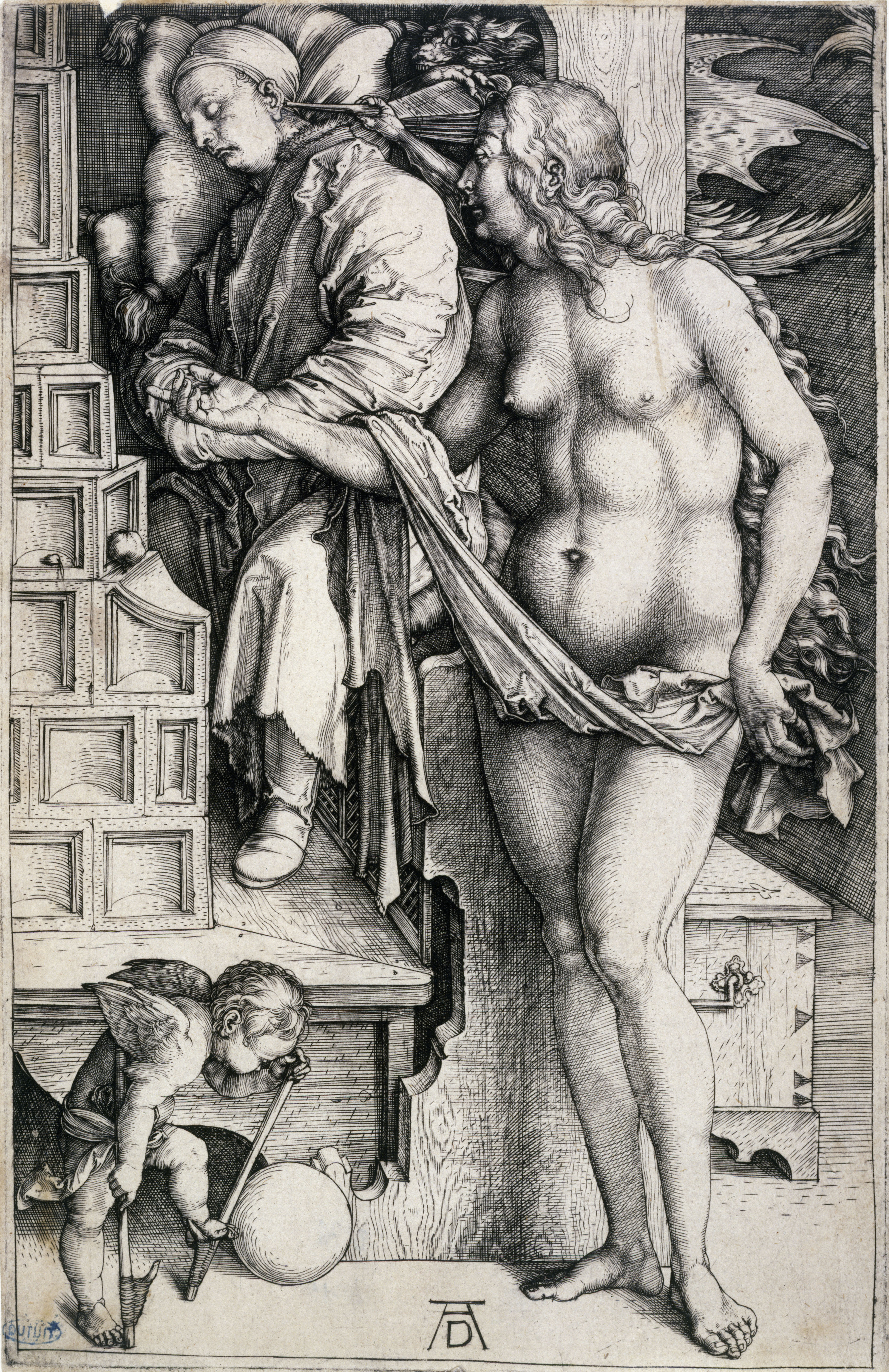
Сон доктора The Dream of the Doctor 1496-1500 рок Мідна гравюра 19 см x 12.1 см
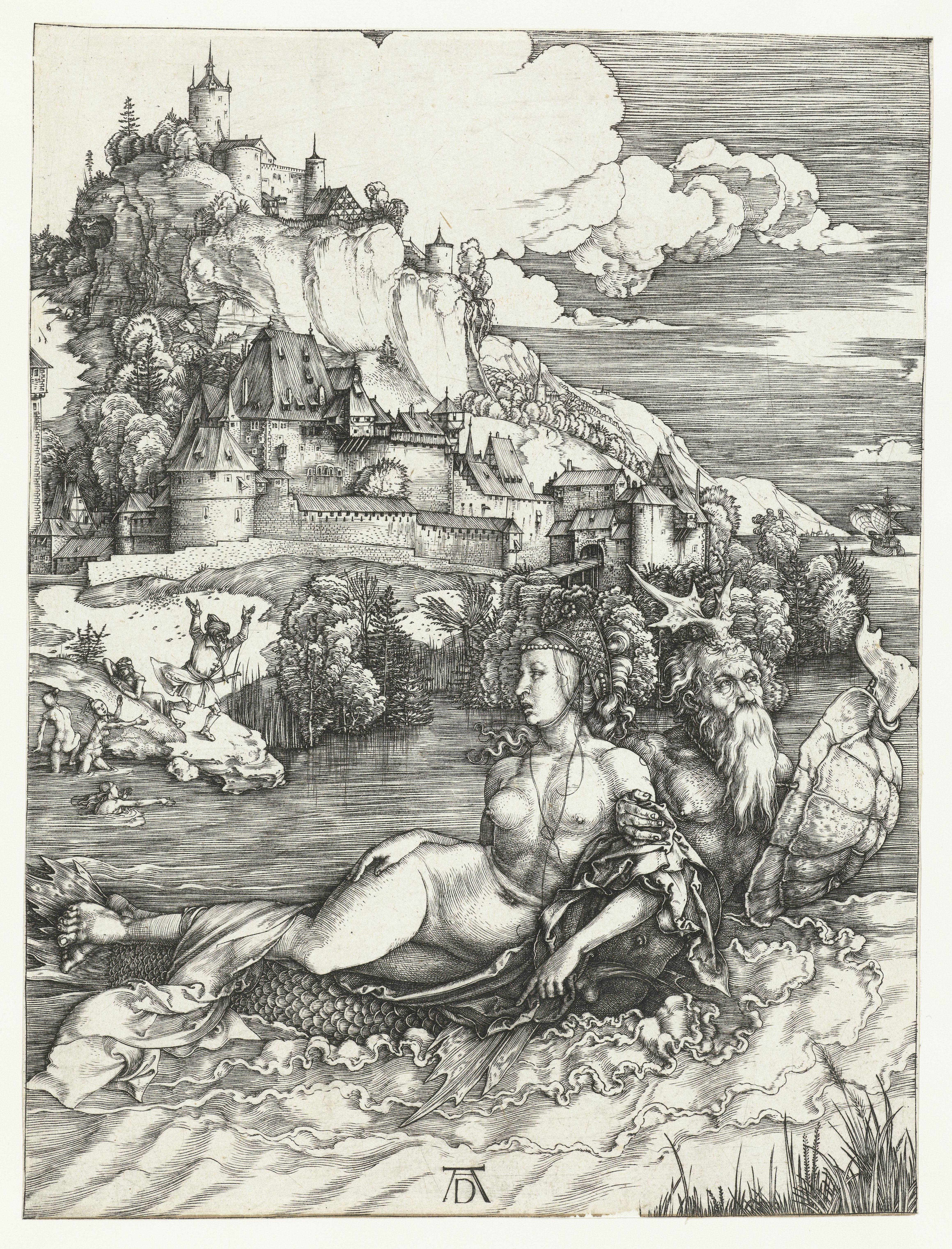
Морський монстр The Sea Monster 1496-1500 роки Мідна гравюра 24.8 см x 18.9 см
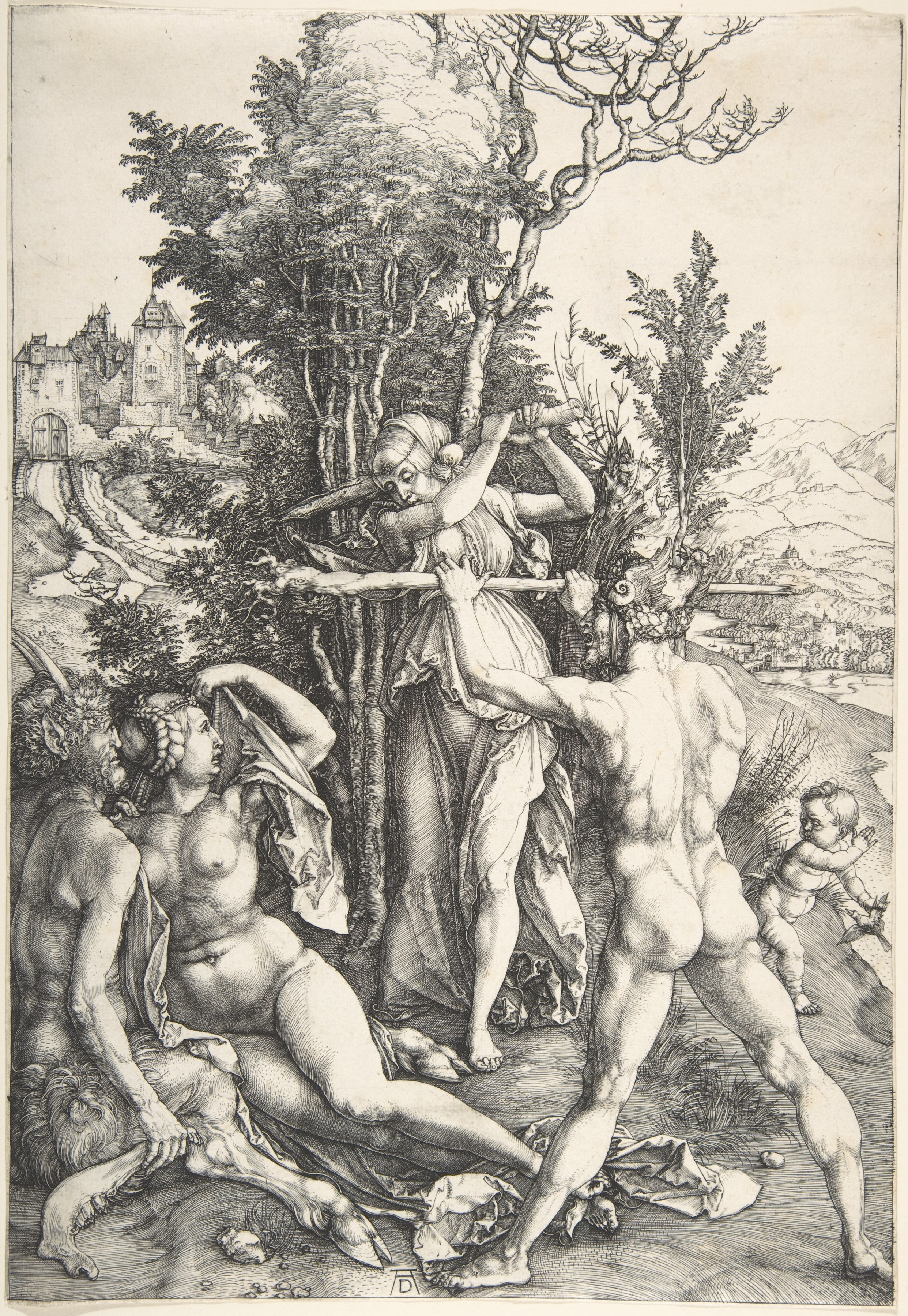
Геркулес на роздоріжжі Hercules at the Crossroad 1496-1500 роки Мідна гравюра 32 см x 22.2 см
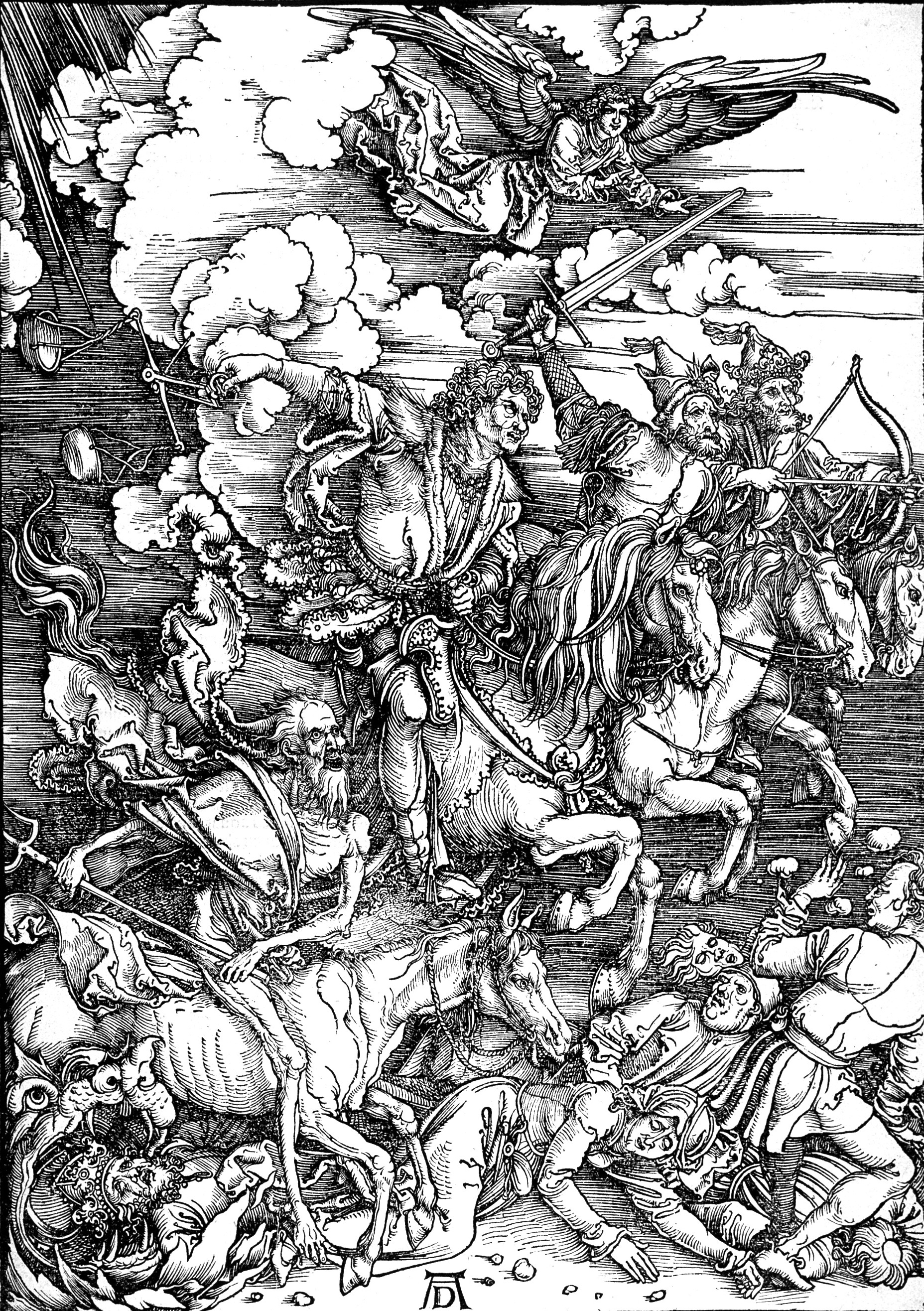
Чотири вершники апокаліпсису Durer Revelation Four Riders 1496 рік Мідна гравюра 10.5 см x 7.6 см
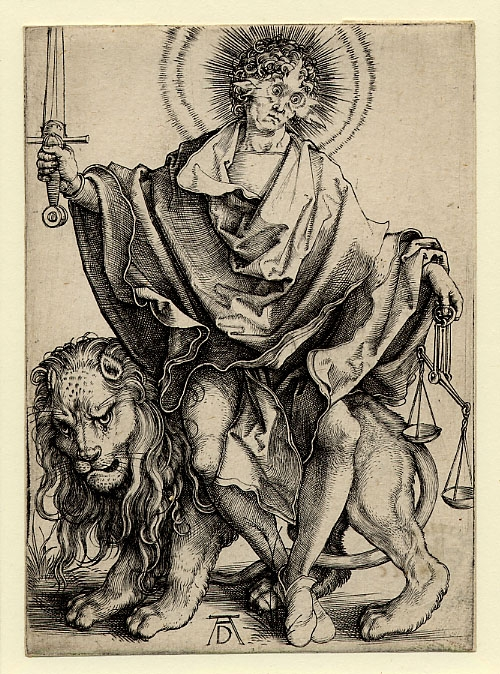
Сонце справедливості Sol Justitiae 1498-1501 роки Мідна гравюра 10.5 см x 7.6 см
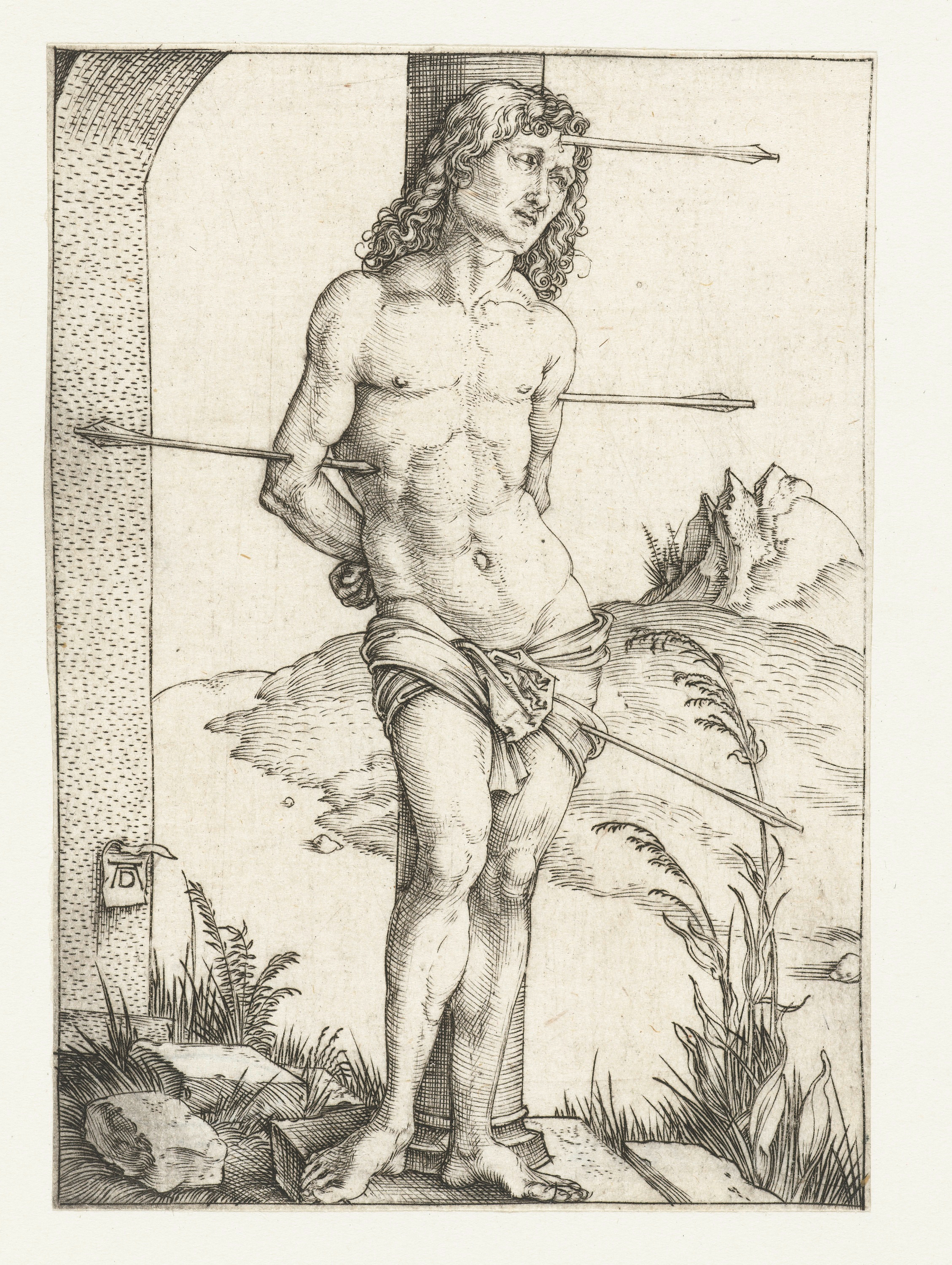
Святий Себастьян прив'язаний до колони St Sebastian, Tied to a Column 1497-1501 роки Мідна гравюра 10.6 см x 7.6 см
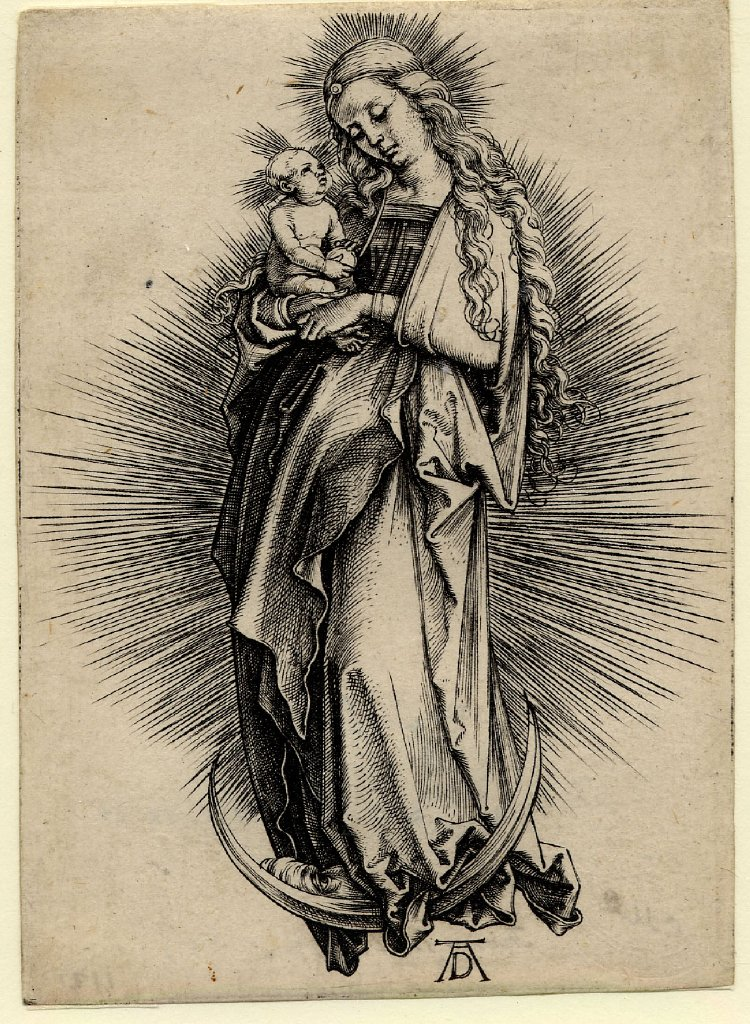
Свята Марія з дитиною на півмісяці Virgin and Child Standing on a Crescent Moon 1498-1500 роки Мідна гравюра 10.7 см x 7.7 см
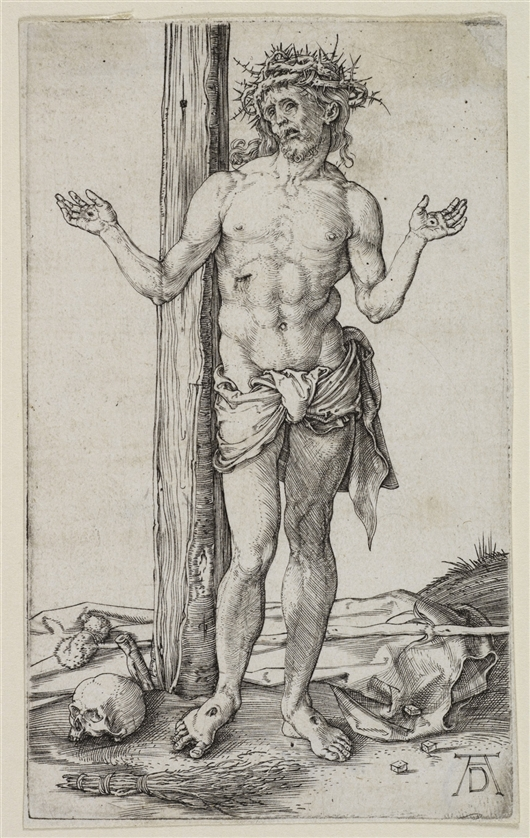
Людина скорботи з розпростертими обіймами The Man of Sorrows with Arms Outstretched 1500 рік Мідна гравюра 10.7 см x 7.7 см
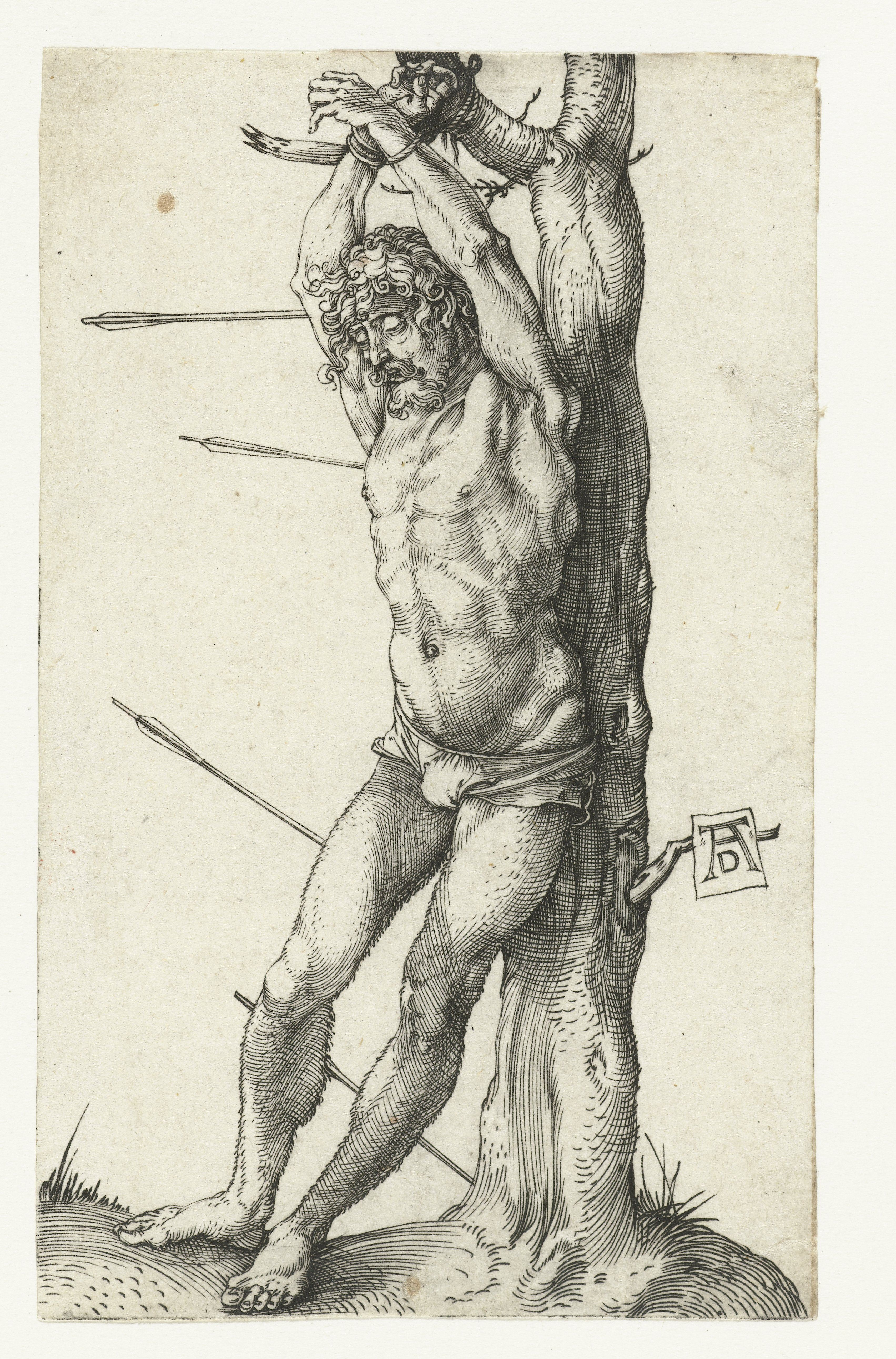
Святий Себастьян прив'язаний до дерева St Sebastian, Tied To a Tree 1499-1503 роки Мідна гравюра 11.5 см x 7.1 см
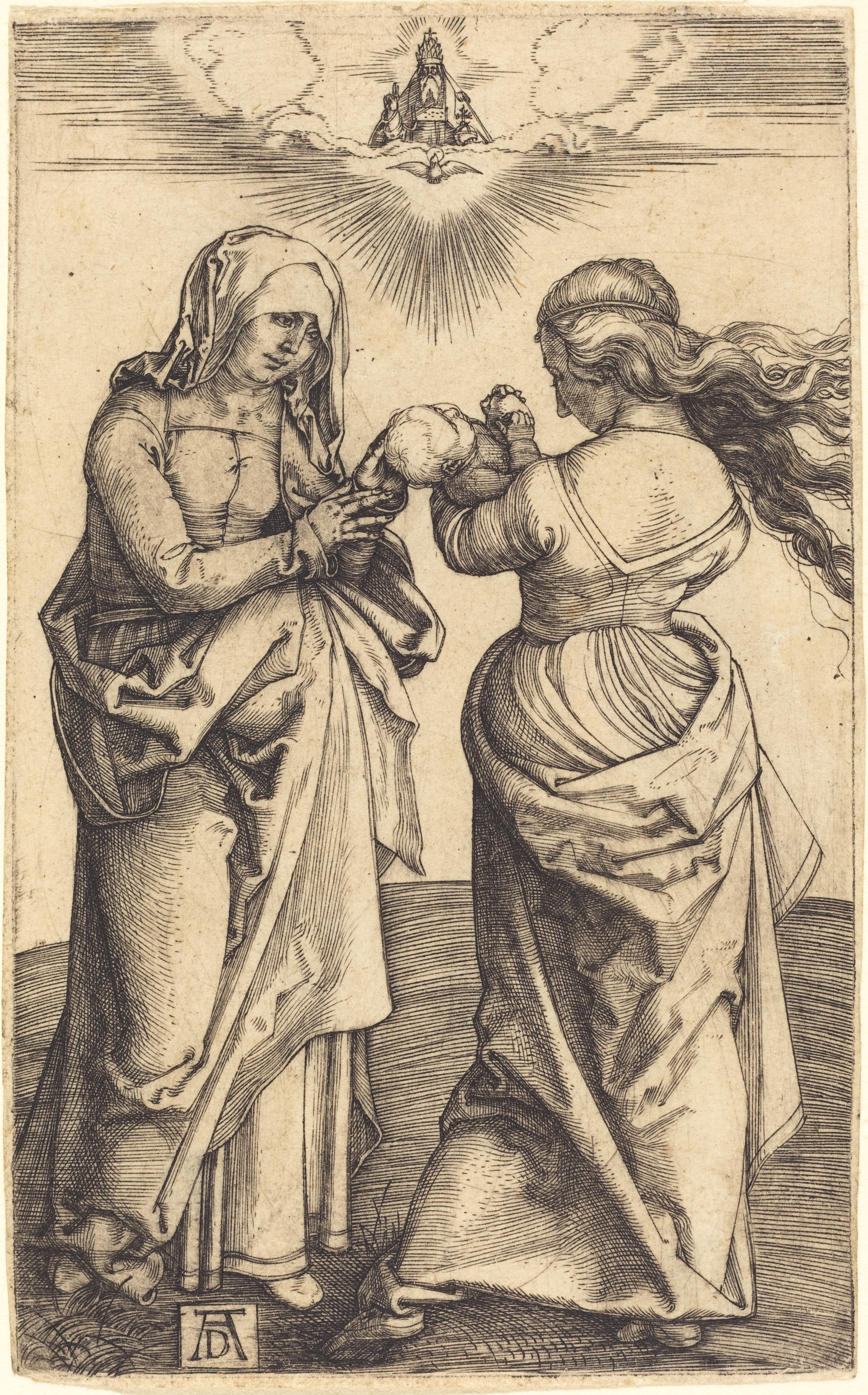
Богоматір з немовлям і святою Анноюм The Virgin and Child with Saint Anne 1500-1502 роки Мідна гравюра 11.6 см x 7.1 см
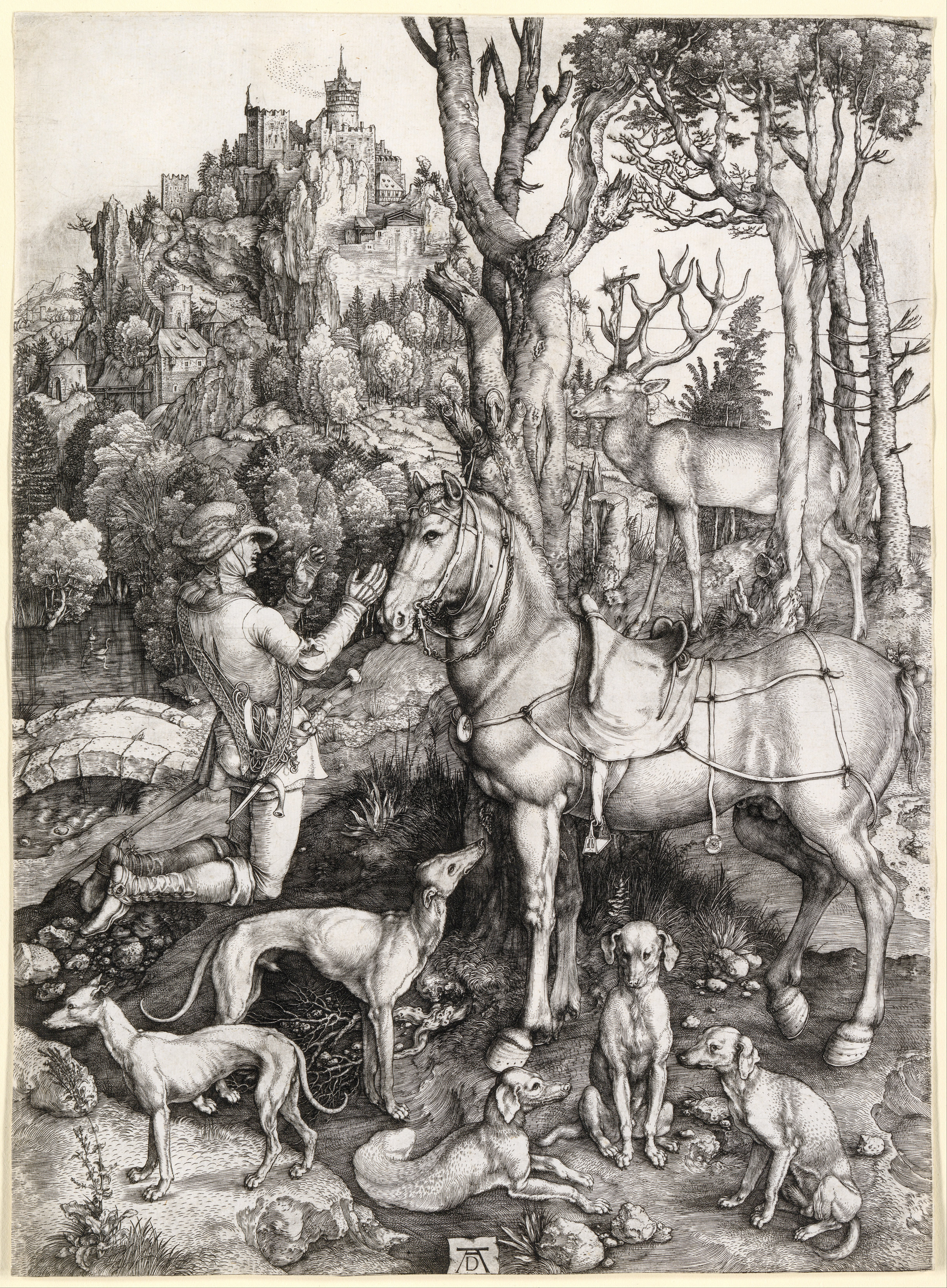
Святий Євстахій St Eustace 1499-1503 роки Мідна гравюра 35.9 см x 26.1 см
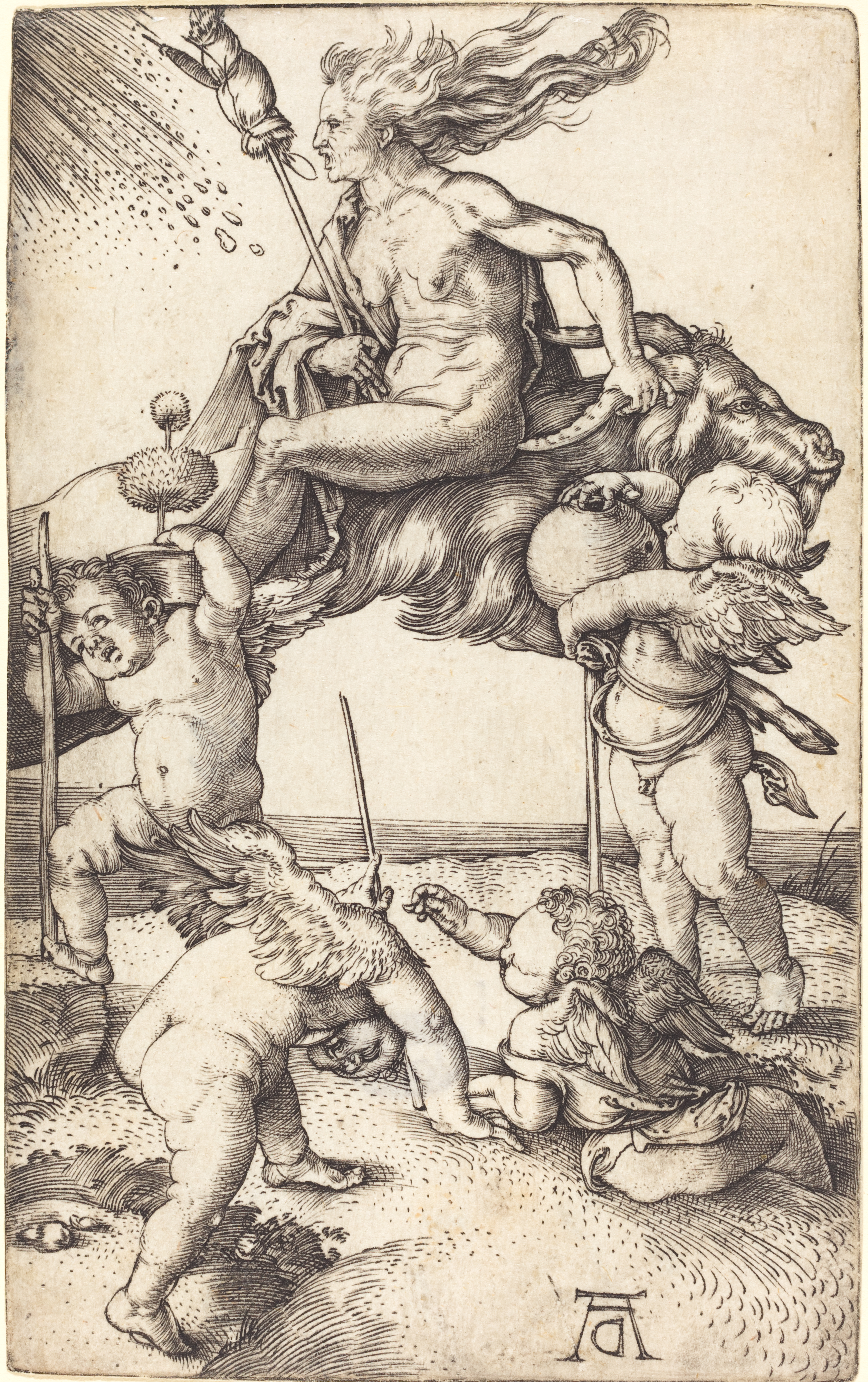
Відьма The Witch 1499-1503 роки Мідна гравюра 35.9 см x 26.1 см
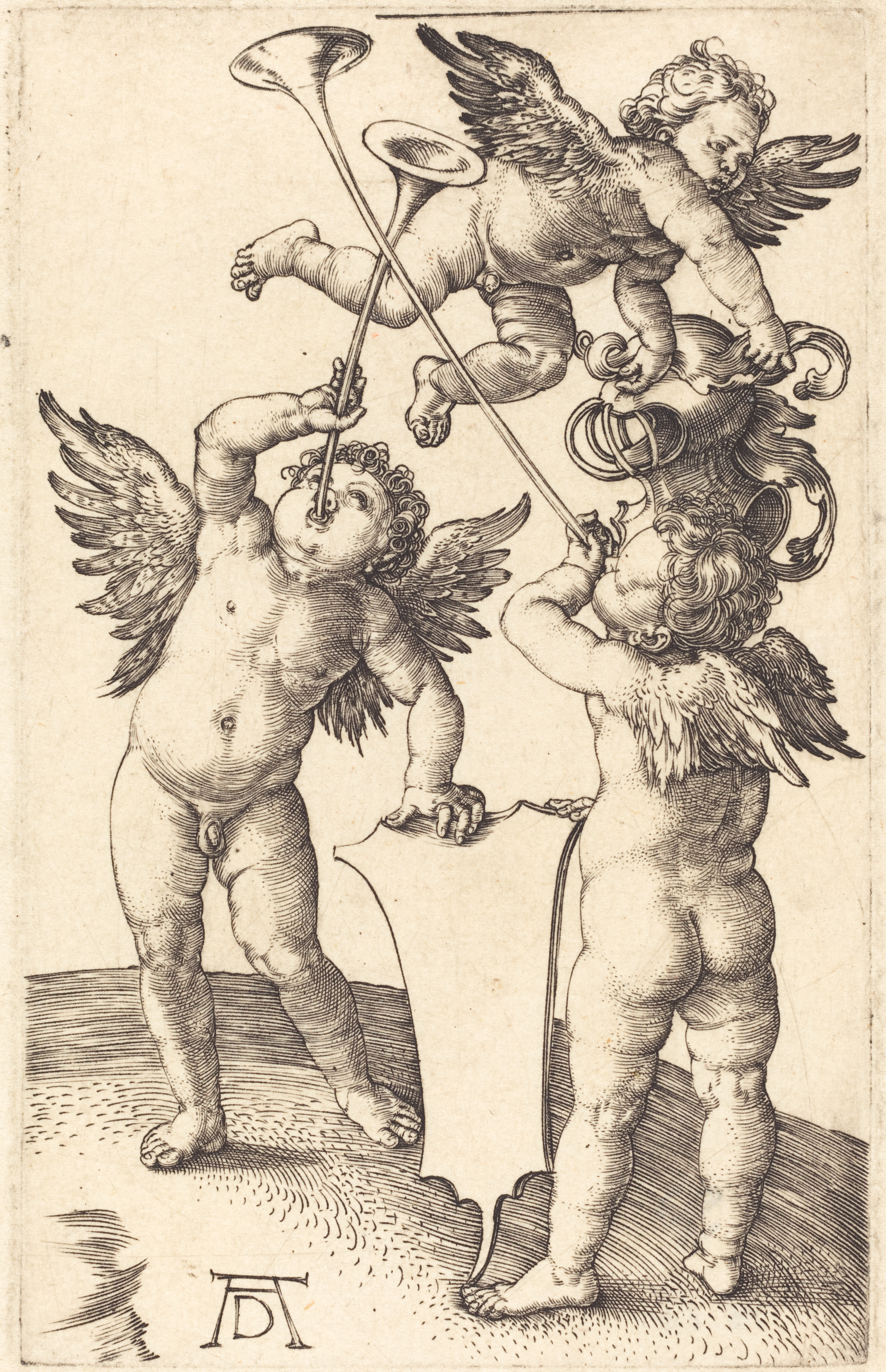
Три Путті з трубами, щитом і шоломом Three Putti with Trumpets, Shield, and Helmet 1498-1502 роки Мідна гравюра 11.4 см x 7.2 см
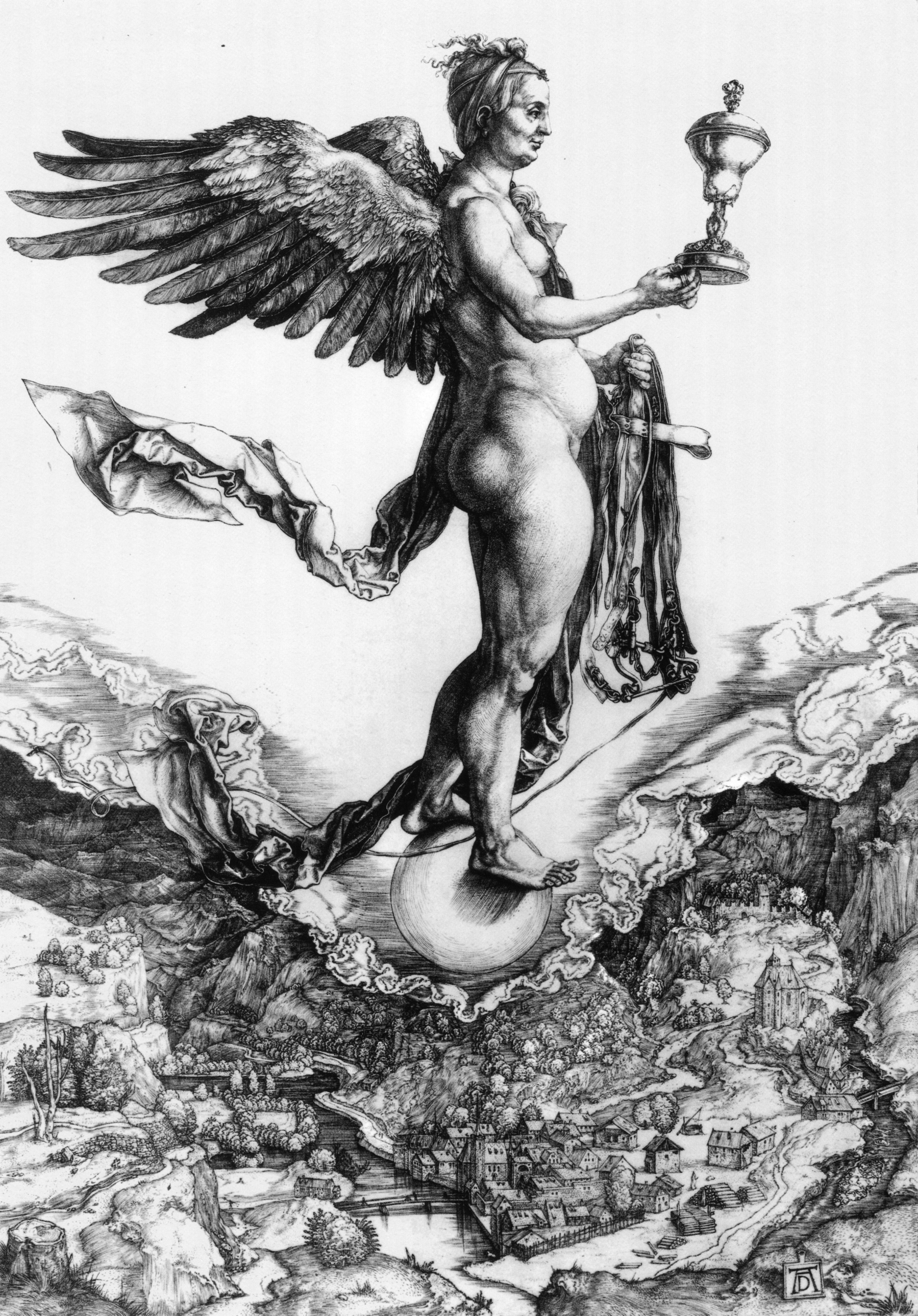
Немезіс Nemesis 1501-1502 роки Мідна гравюра 33 см x 23 см
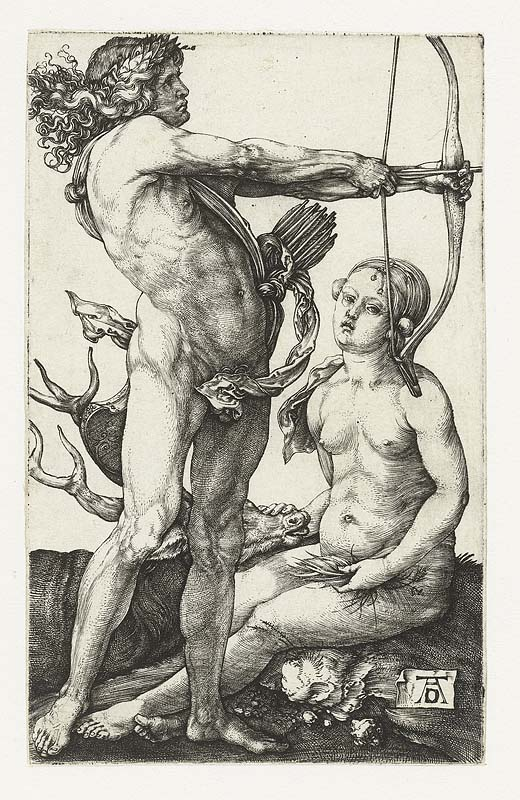
Аполлон і Діана Apollo and Diana 1501-1506 роки Мідна гравюра 11.5 см x 7 см
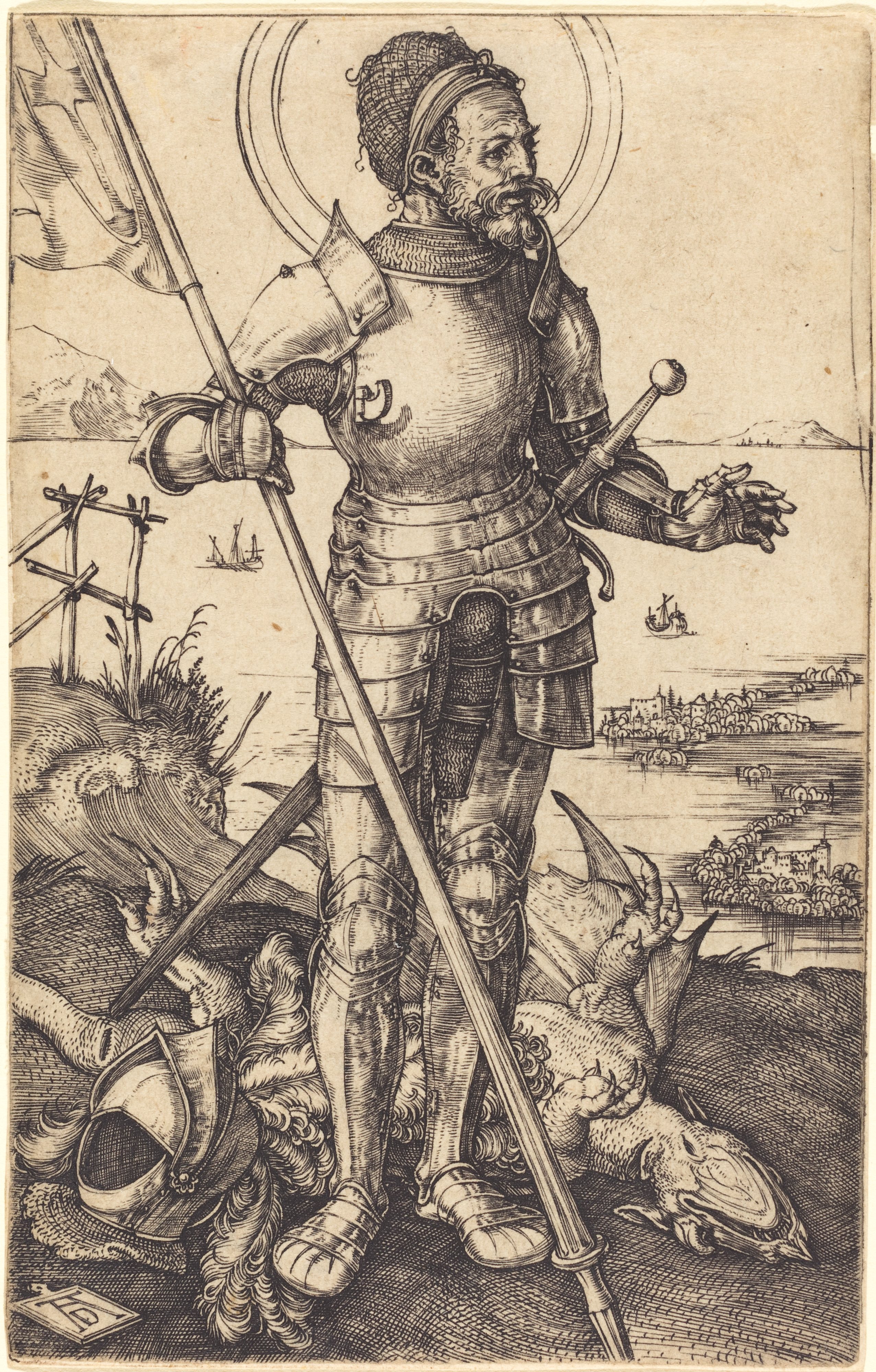
Святий Георгій стоїть поруч з убитим драконом St George on Foot 1500-1505 роки Мідна гравюра 11.6 см x 7.2 см
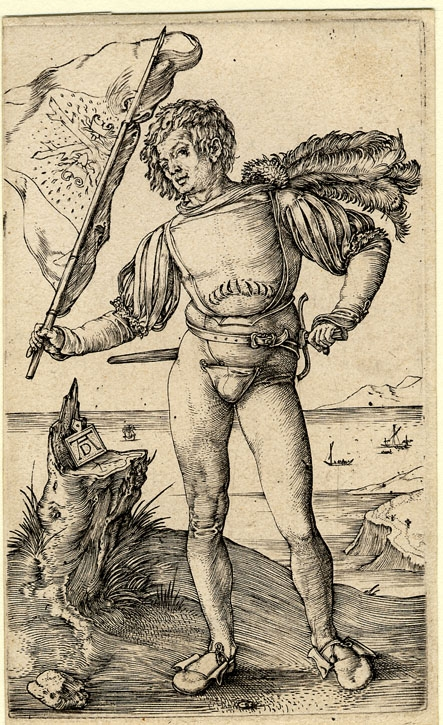
Прапороносець A Standard Bearer 1502-1503 роки Мідна гравюра 11.5 см x 7 см
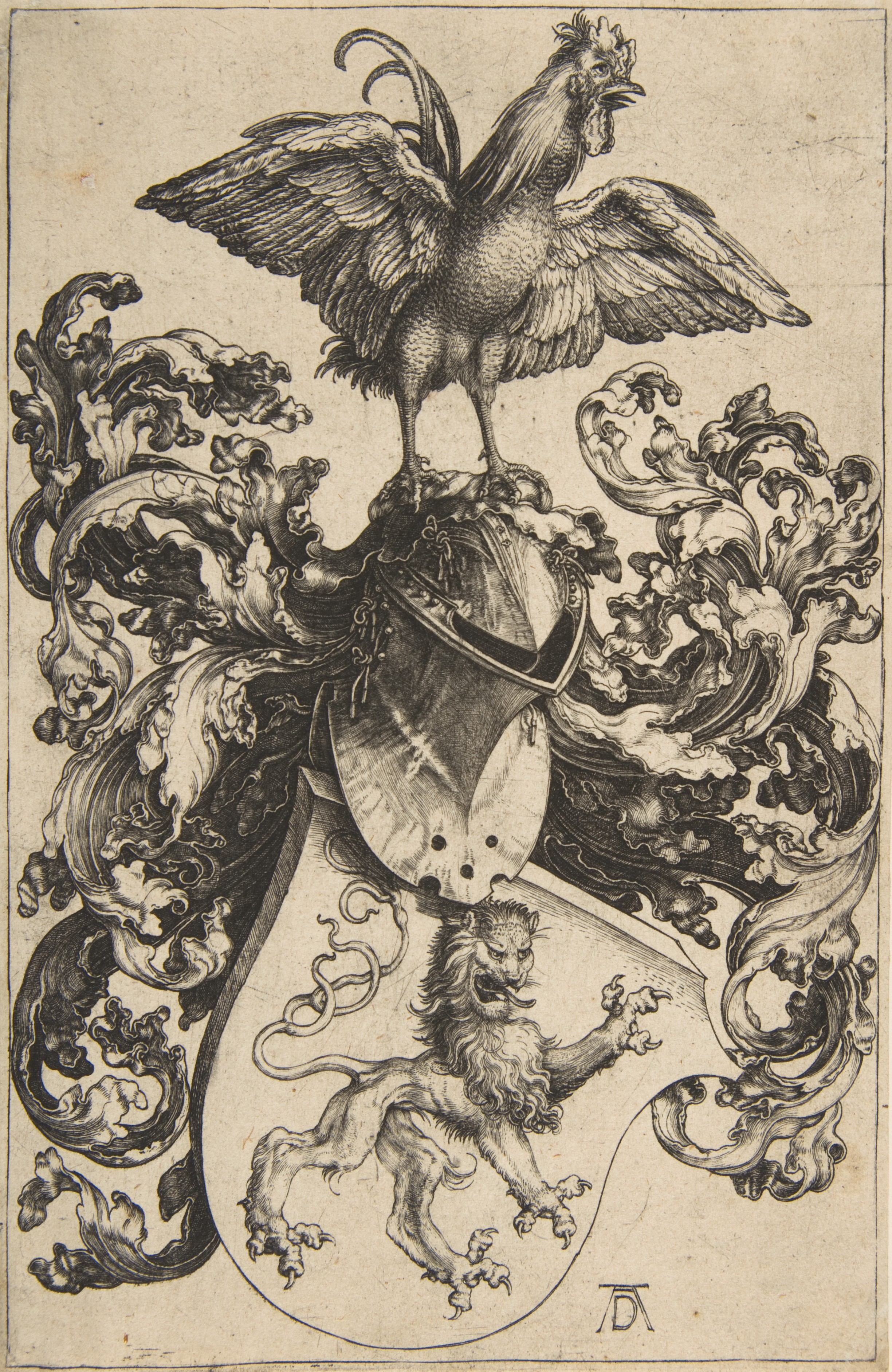
Герб з левом і півнем Coat of Arms with Lion and Rooster 1500-1503 роки Мідна гравюра 18.2 см x 11.8 см
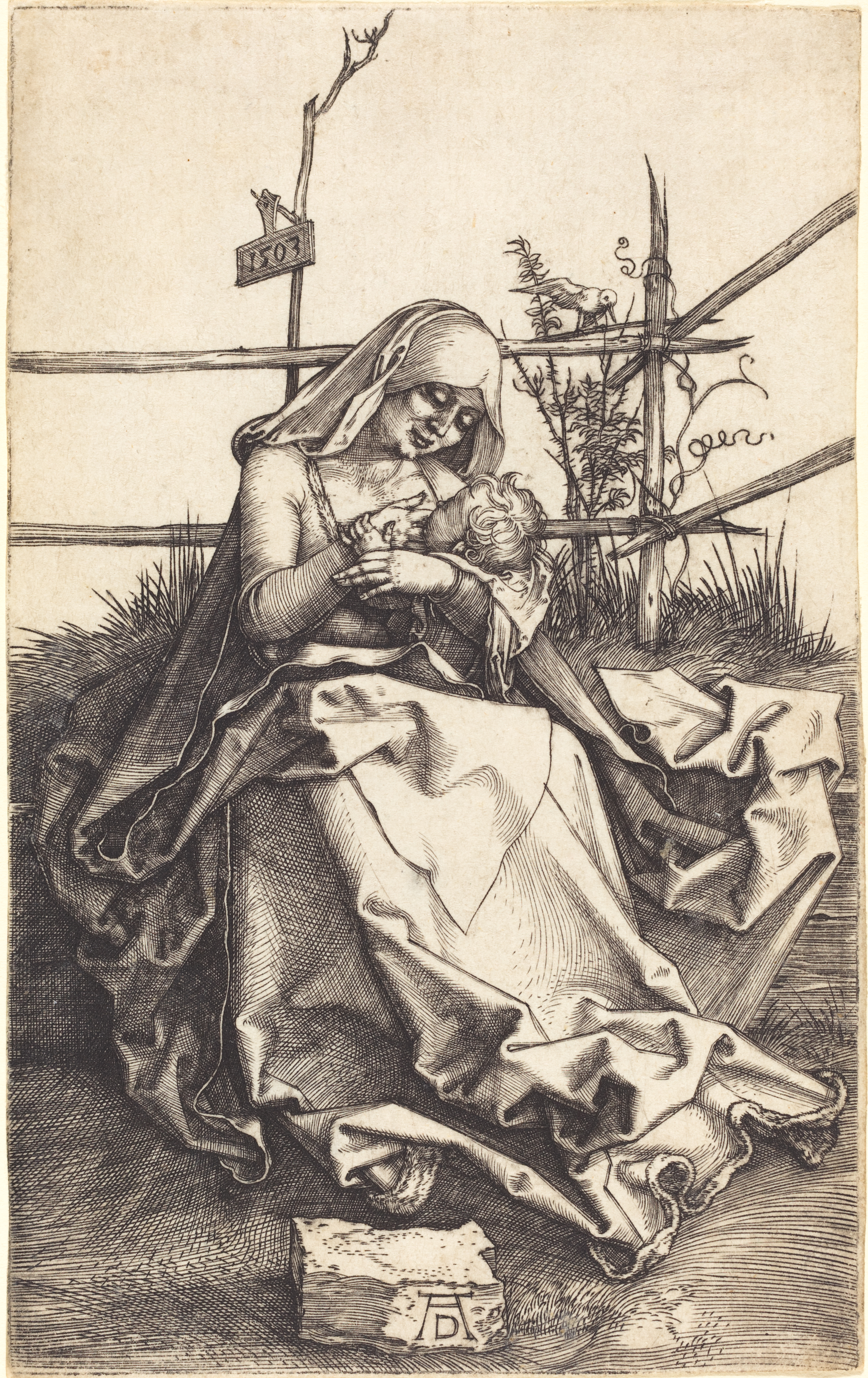
Мадонна на трав'яний лаві Madonna on a Grassy Bench 1503 рік Мідна гравюра 11.4 см x 7.1 см
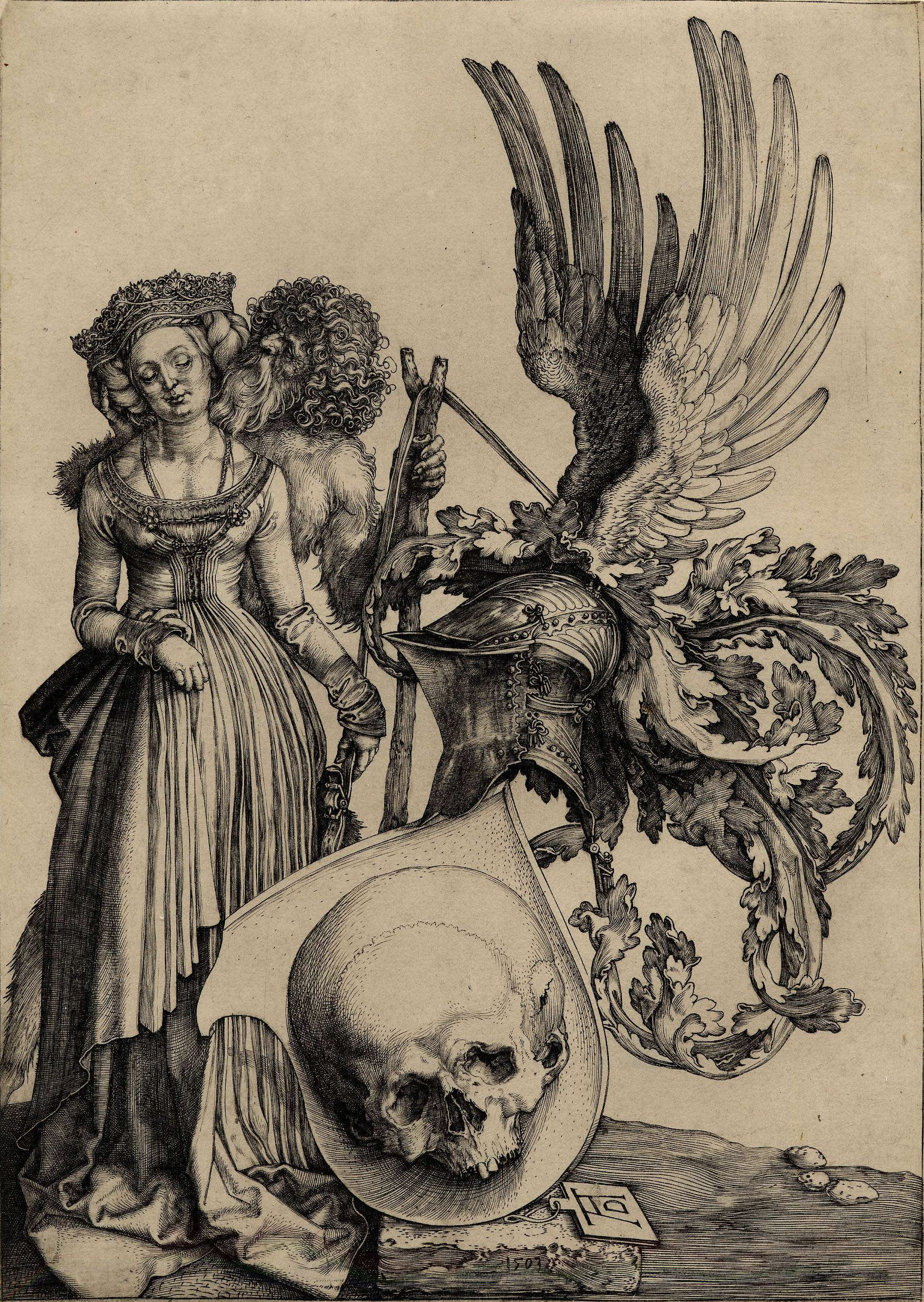
Герб з черепом Coat of Arms with a Skull 1503 рік Мідна гравюра 22 см x 15.8 см
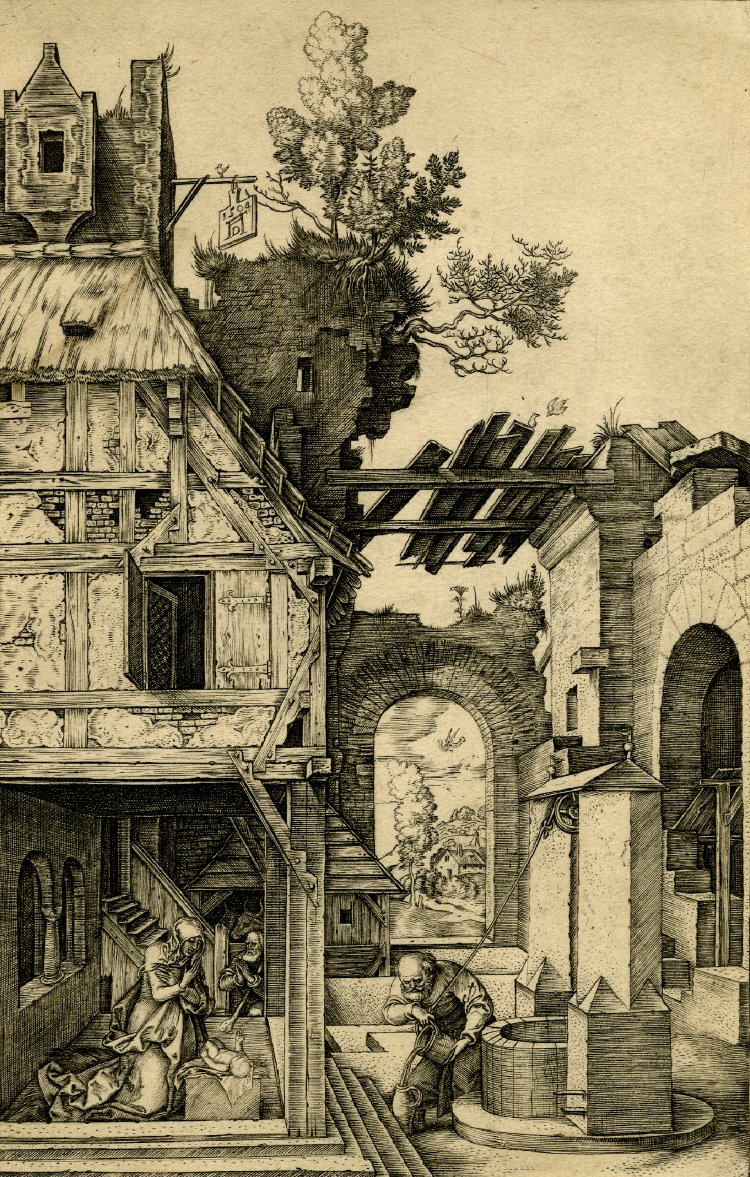
Народження христа Nativity 1504 рік Мідна гравюра 18.6 см x 12 см
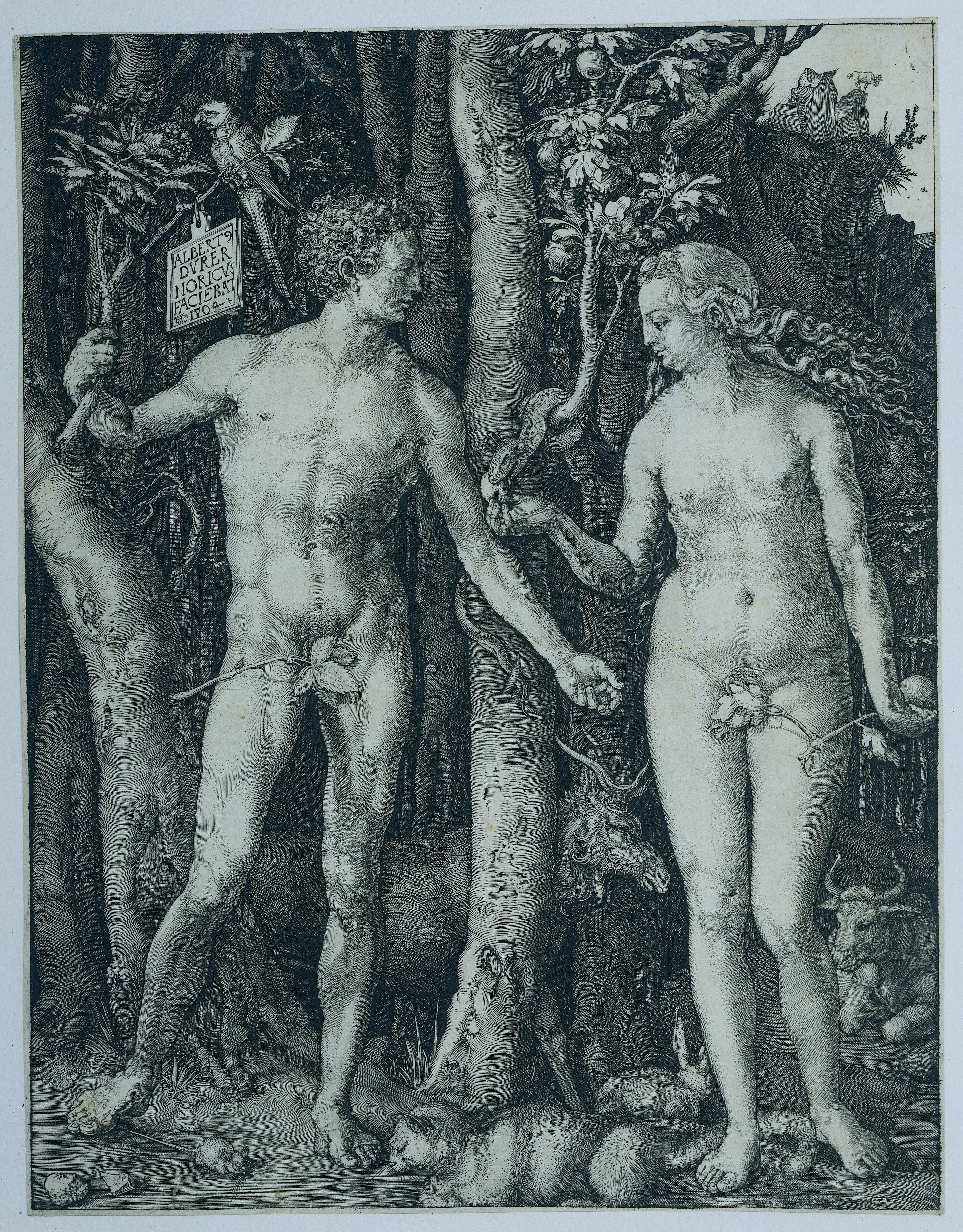
Адам і Єва Adam and Eve 1504 рік Мідна гравюра 24.8 см x 19.2 см
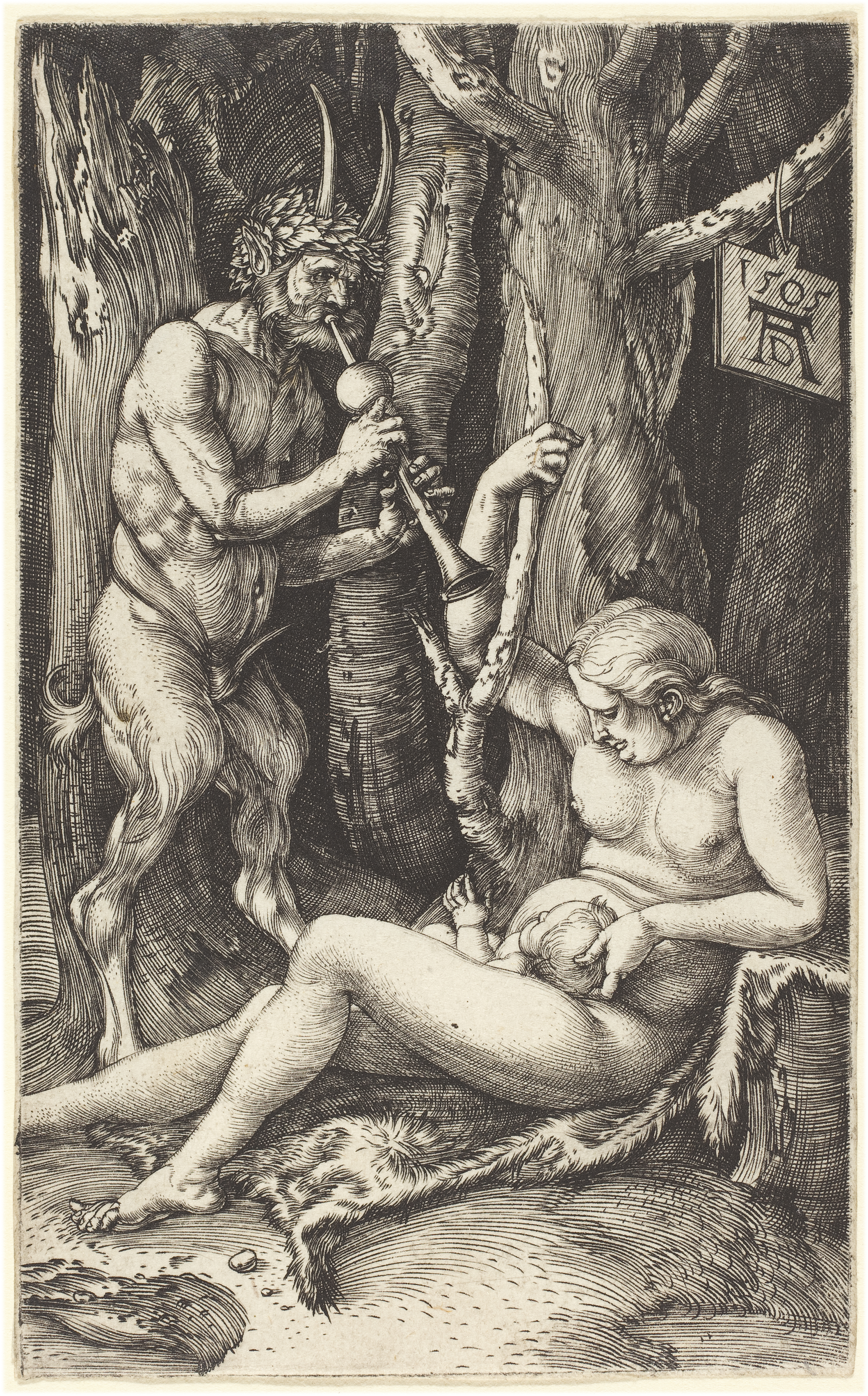
Родина сатирів Satyr Family 1505 рік Мідна гравюра 11.5 см x 7 см
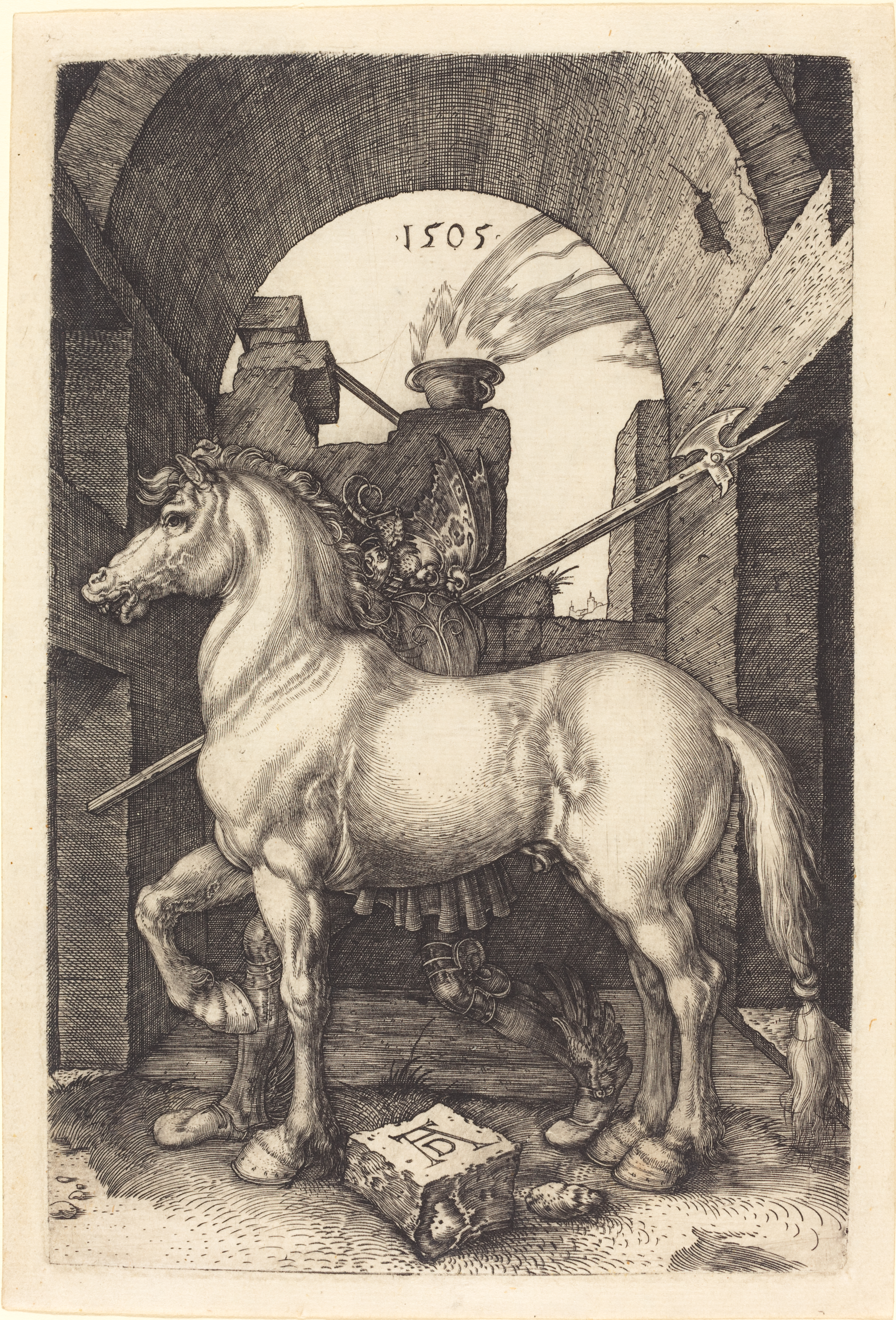
Маленький кінь Small Horse 1505 рік Мідна гравюра 16.5 см x 10.8 см
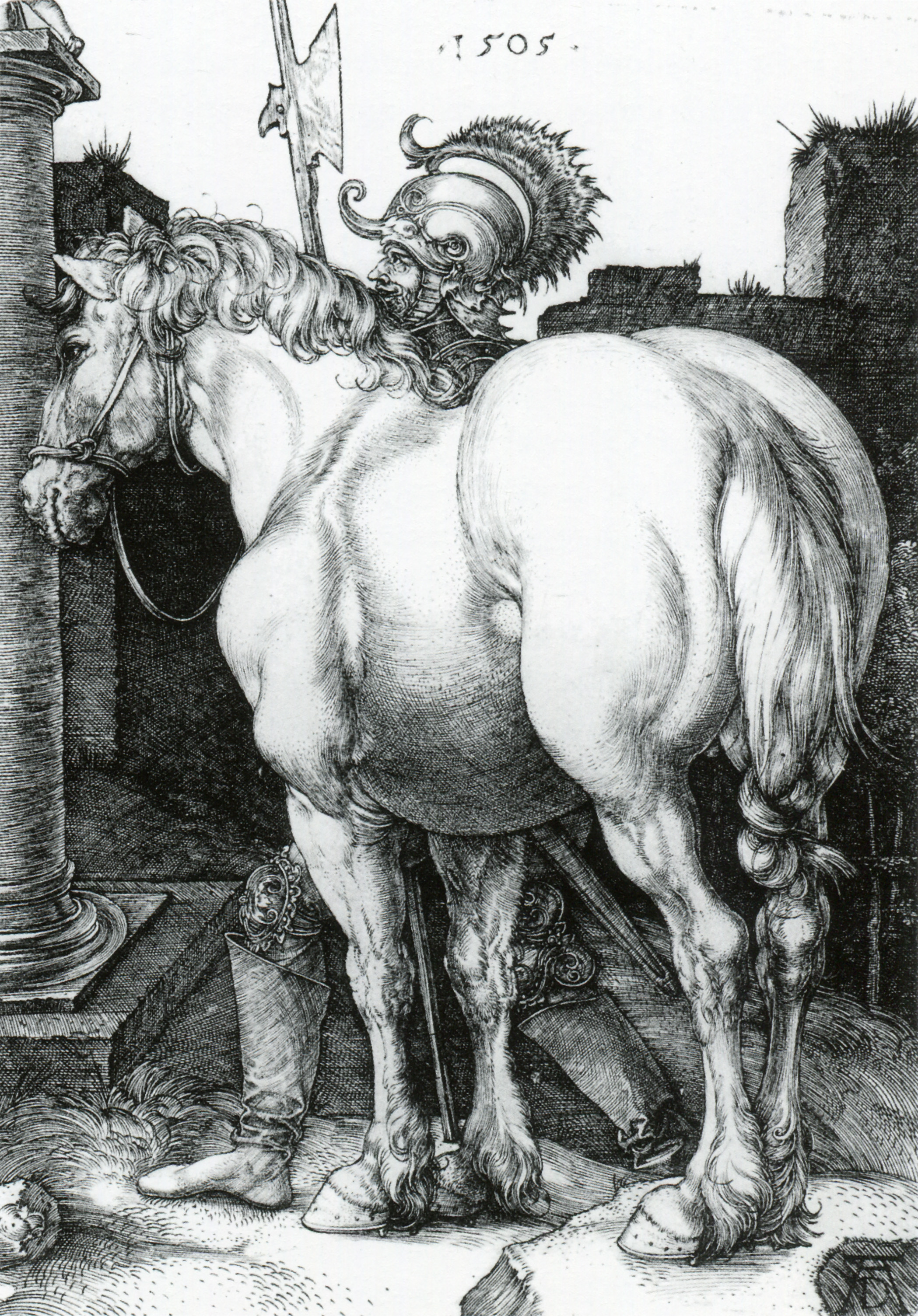
Великий кінь Large Horse 1505 рік Мідна гравюра 16.7 см x 11.9 см

- Напад смерті на молоду жінку
Young Woman Attacked by Death
1495 рік
Мідна гравюра
11 см x 9.2 см
- Святе сімейство зі стрекозою
The Holy Family with the Dragonfly
1493-1497 роки
Мідна гравюра
23.6 см x 18.6 см
- Нерівне кохання
The Ill-Assorted Couple; or the Offer of Love
1493-1497 роки
Мідна гравюра
15 см x 14 см
- П'ять солдатів і східний наїзник
Five Lansquenets and an Oriental on Horseback
1493-1498 роки
Мідна гравюра
31.6 см x 14.5 см
- Святий Ієронім в пустелі
St Jerome Penitent in the Wilderness
1494-1998 роки
Мідна гравюра
31.6 см x 22.5 см
- Покаяння Святого Івана Золотовуста
The Penance of St John Chrysostom
1494—1498 роки
Мідна гравюра
18,3 см x 11,9 см
- Деформований кабан
The Deformed Landser Sow
1494—1498 роки
Мідна гравюра
11.8 см x 12.6 см
- Блудний син
The Prodigal Son
1494—1498 роки
Мідна гравюра
24.7 см x 19.1 см
- Маленька Фортуна
The Small Fortune
1495—1496 роки
Мідна гравюра
12 см x 6.6 см
- Маленький вершник
The Small Courier
1496 рік
Мідна гравюра
10 см x 7.8 см
- Кухар і його дружина
A Cook and his Wife
1496 рік
Мідна гравюра
11 см x 7.8 см
- Три фермера в розмові
Three Peasants in Conversation
1496 рік
Мідна гравюра
10.9 см x 7.7 см
- Жінка на коні і лицар
Lady on Horseback and Lansquenet
1496-1497 роки
Мідна гравюра
10.6 см x 7.7 см
- Родина зі сходу
An Oriental Family
1496-1497 рок
Мідна гравюра
11.1 см x 7.9 см
- Селянська пара
Peasant and His Wife
1496-1498 роки
Мідна гравюра
10.9 см x 7.7 см
- Чотири відьми
The Four Witches
1497 рік
Мідна гравюра
19.4 см x 13.5 см
- Молода пара і смерть
Young Couple Threatened by Death
1496-1500 роки
Мідна гравюра
19 см x 12 см
- Мадонна з мавпою
The Madonna with the Monkey
1496-1500 рік
Мідна гравюра
19 см x 12.1 см
- Сон доктора
The Dream of the Doctor
1496-1500 рок
Мідна гравюра
19 см x 12.1 см
- Морський монстр
The Sea Monster
1496-1500 роки
Мідна гравюра
24.8 см x 18.9 см
- Геркулес на роздоріжжі
Hercules at the Crossroad
1496-1500 роки
Мідна гравюра
32 см x 22.2 см
- Чотири вершники апокаліпсису
Durer Revelation Four Riders
1496 рік
Мідна гравюра
10.5 см x 7.6 см
- Сонце справедливості
Sol Justitiae
1498-1501 роки
Мідна гравюра
10.5 см x 7.6 см
- Святий Себастьян прив'язаний до колони
St Sebastian, Tied to a Column
1497-1501 роки
Мідна гравюра
10.6 см x 7.6 см
- Свята Марія з дитиною на півмісяці
Virgin and Child Standing on a Crescent Moon
1498-1500 роки
Мідна гравюра
10.7 см x 7.7 см
- Людина скорботи з розпростертими обіймами
The Man of Sorrows with Arms Outstretched
1500 рік
Мідна гравюра
10.7 см x 7.7 см
- Святий Себастьян прив'язаний до дерева
St Sebastian, Tied To a Tree
1499-1503 роки
Мідна гравюра
11.5 см x 7.1 см
- Богоматір з немовлям і святою Анноюм
The Virgin and Child with Saint Anne
1500-1502 роки
Мідна гравюра
11.6 см x 7.1 см
- Святий Євстахій
St Eustace
1499-1503 роки
Мідна гравюра
35.9 см x 26.1 см
- Відьма
The Witch
1499-1503 роки
Мідна гравюра
35.9 см x 26.1 см
- Три Путті з трубами, щитом і шоломом
Three Putti with Trumpets, Shield, and Helmet
1498-1502 роки
Мідна гравюра
11.4 см x 7.2 см
- Немезіс
Nemesis
1501-1502 роки
Мідна гравюра
33 см x 23 см
- Аполлон і Діана
Apollo and Diana
1501-1506 роки
Мідна гравюра
11.5 см x 7 см
- Святий Георгій стоїть поруч з убитим драконом
St George on Foot
1500-1505 роки
Мідна гравюра
11.6 см x 7.2 см
- Прапороносець
A Standard Bearer
1502-1503 роки
Мідна гравюра
11.5 см x 7 см
- Герб з левом і півнем
Coat of Arms with Lion and Rooster
1500-1503 роки
Мідна гравюра
18.2 см x 11.8 см
- Мадонна на трав'яний лаві
Madonna on a Grassy Bench
1503 рік
Мідна гравюра
11.4 см x 7.1 см
- Герб з черепом
Coat of Arms with a Skull
1503 рік
Мідна гравюра
22 см x 15.8 см
- Народження христа
Nativity
1504 рік
Мідна гравюра
18.6 см x 12 см
- Адам і Єва
Adam and Eve
1504 рік
Мідна гравюра
24.8 см x 19.2 см
- Родина сатирів
Satyr Family
1505 рік
Мідна гравюра
11.5 см x 7 см
- Маленький кінь
Small Horse
1505 рік
Мідна гравюра
16.5 см x 10.8 см
- Великий кінь
Large Horse
1505 рік
Мідна гравюра
16.7 см x 11.9 см

### Гравюри зроблені після другої подорожі до Італії (1508-1520)

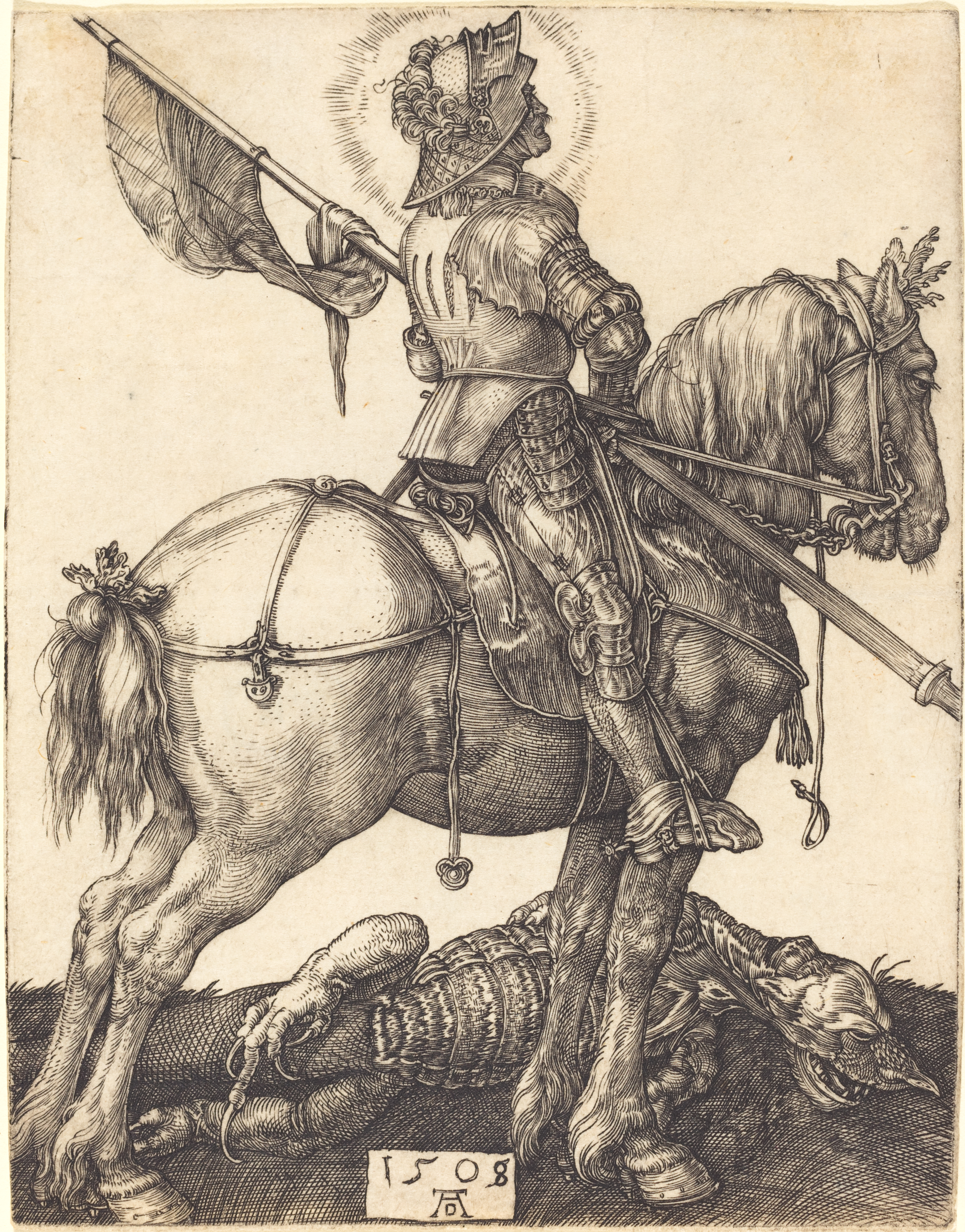
Святий Георгій на коні St George on Horseback 1508 рік Мідна гравюра 10.9 см x 8.5 см
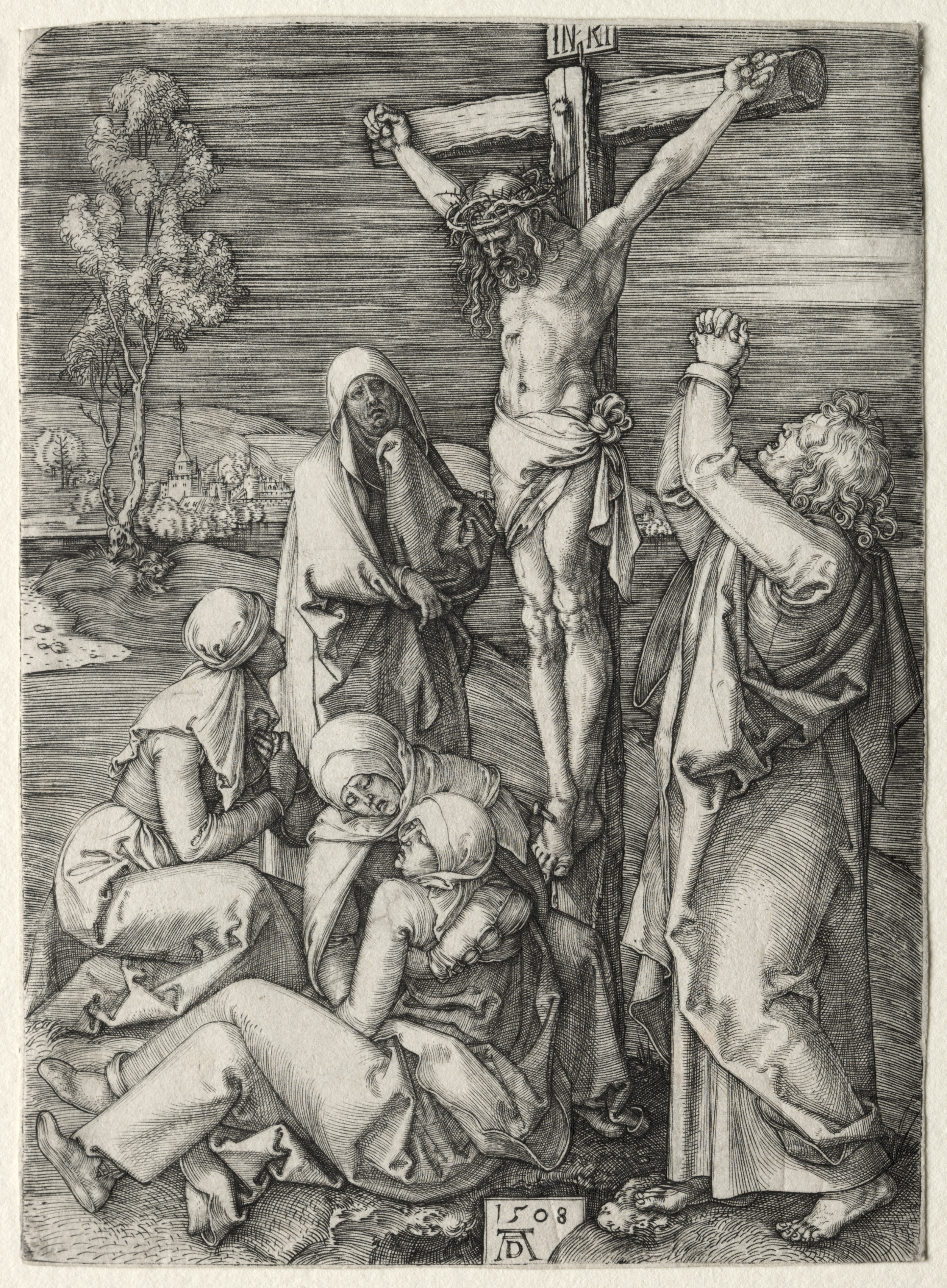
Розп'яття Crucifixion 1508 рік Мідна гравюра 13.4 см x 9.8 см
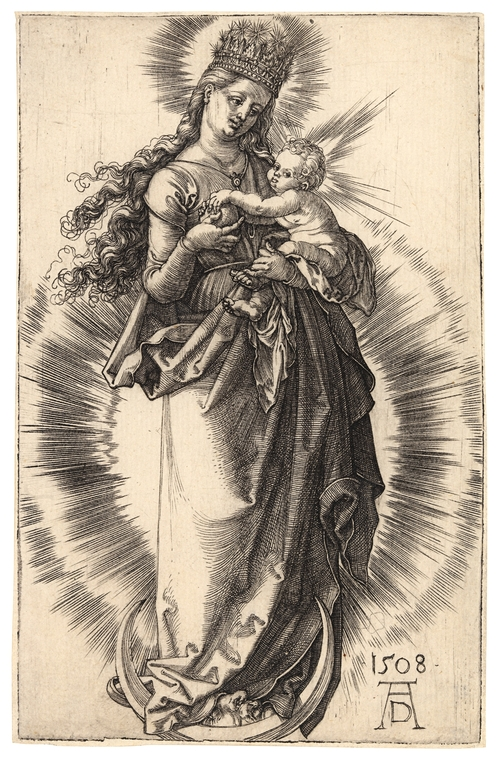
Богоматір на півмісяці із зірковою короною Virgin on a Crescent with a Starry Crown 1508 рік Мідна гравюра 11.9 см x 7.5 см
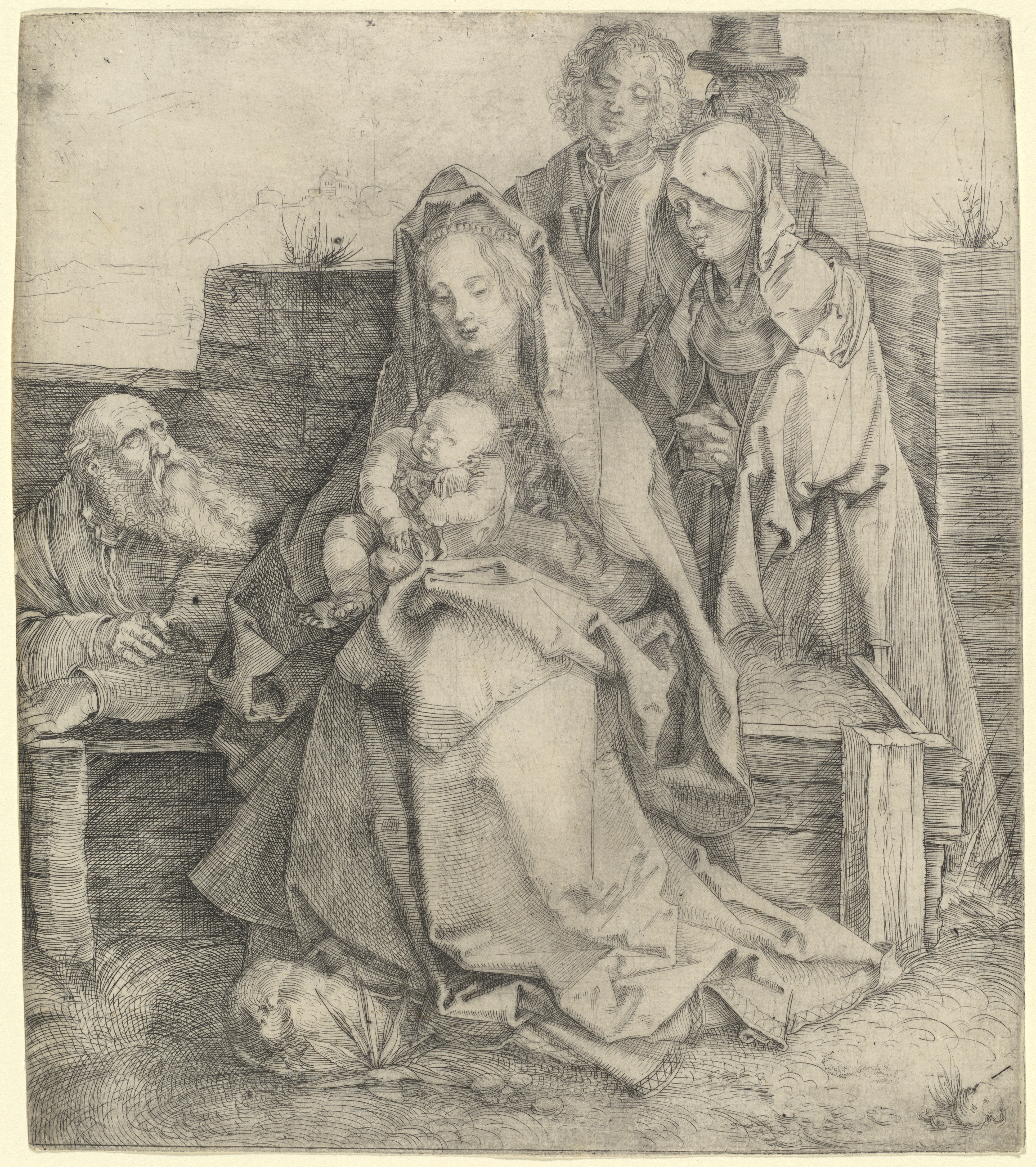
Свята родина зі Святим. Марією Магдалиною і Никодимом The Holy Family with St John, The Magdalen and Nicodemus 1510 рік Мідна гравюра 21.6 см x 19 см
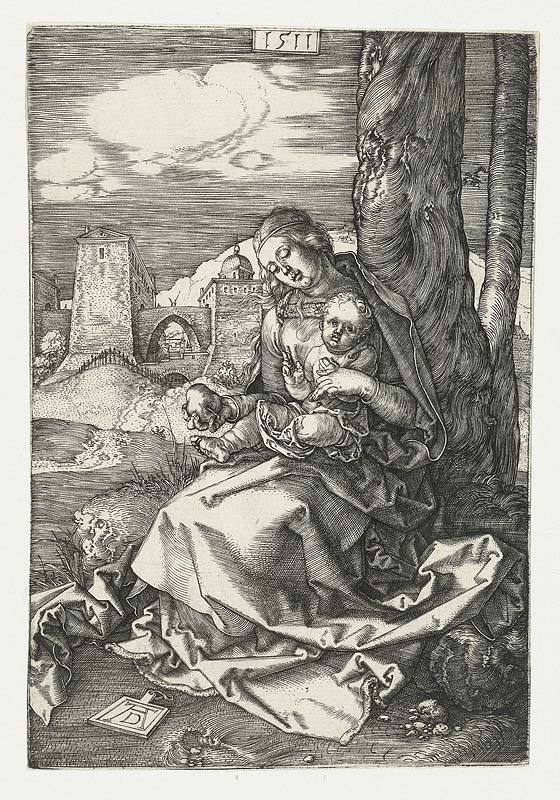
Свята Марія з грушею Madonna with the Pear 1511 рік Мідна гравюра 16 см x 10.7 см
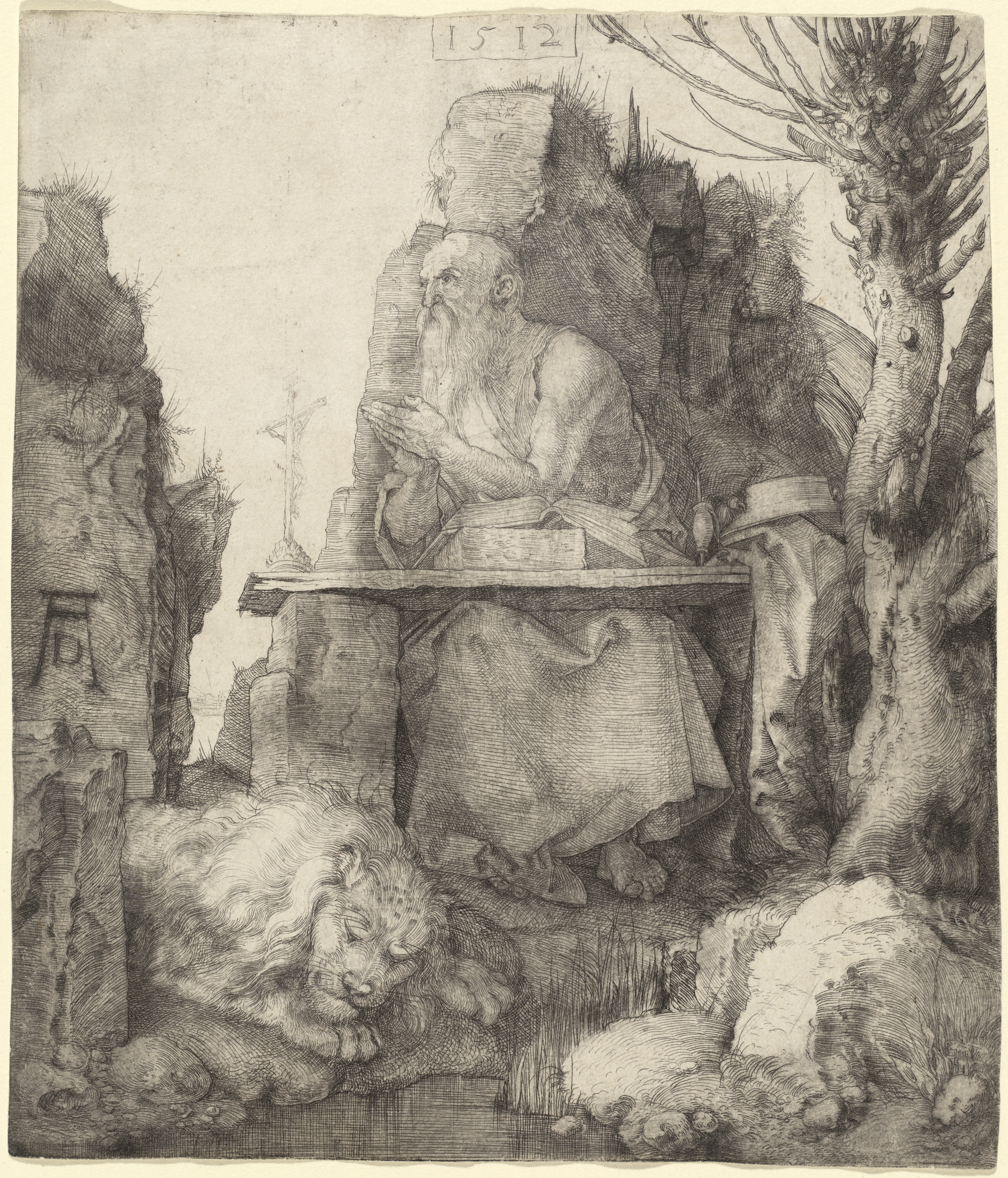
Святий Ієронім у пустелі St Jerome by the Pollard Willow 1512 рік Суха голка 20.8 см x 18.5 см
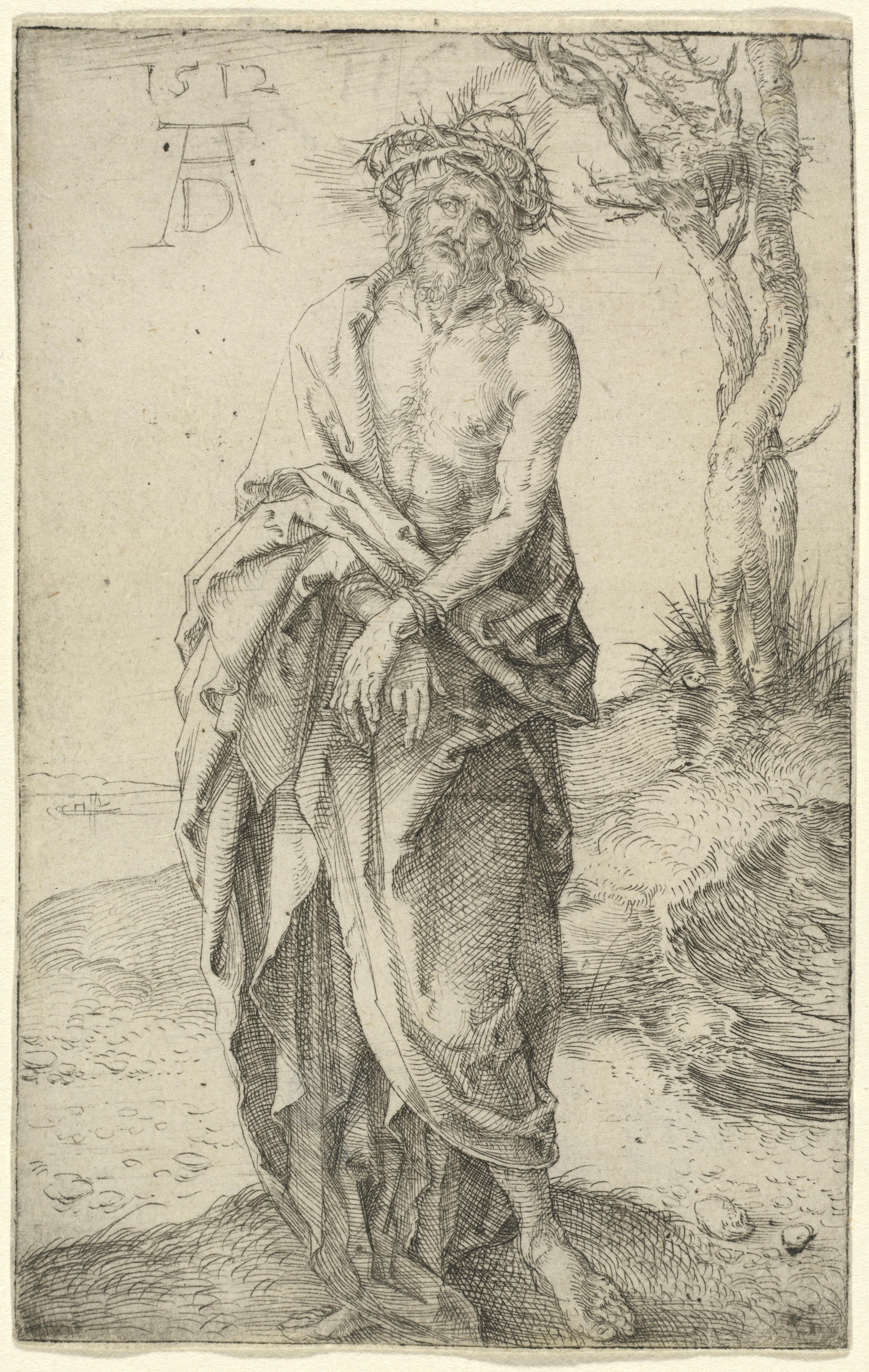
Людина скорботи зі зв'язаними руками Man of Sorrows with Hands Bound 1512 рік Суха голка 11.8 см x 7.4 см
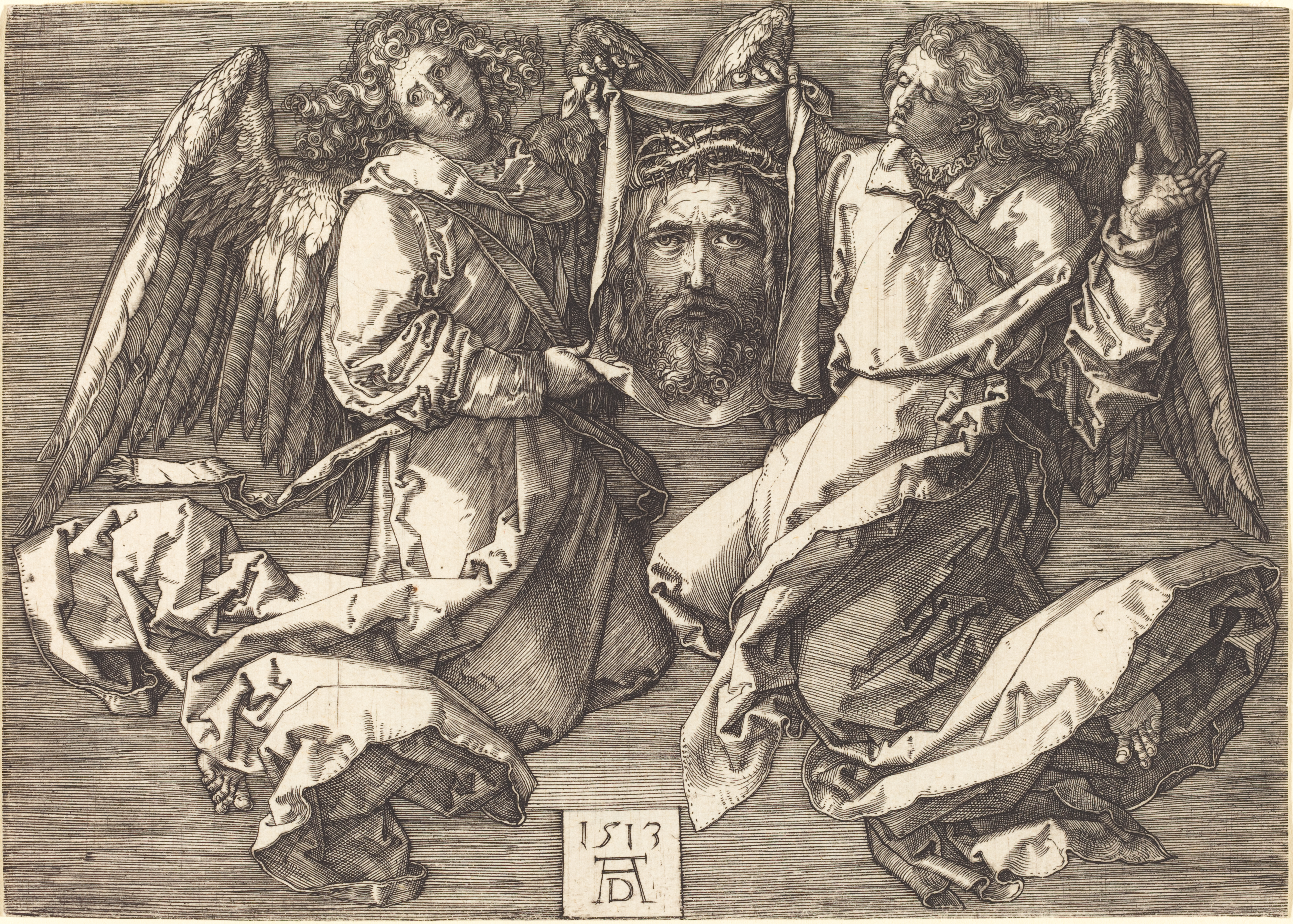
Сударіум з двома янголами Sudarium Displayed by Two Angels 1513 рік Мідна гравюра 10 см x 13.9 см
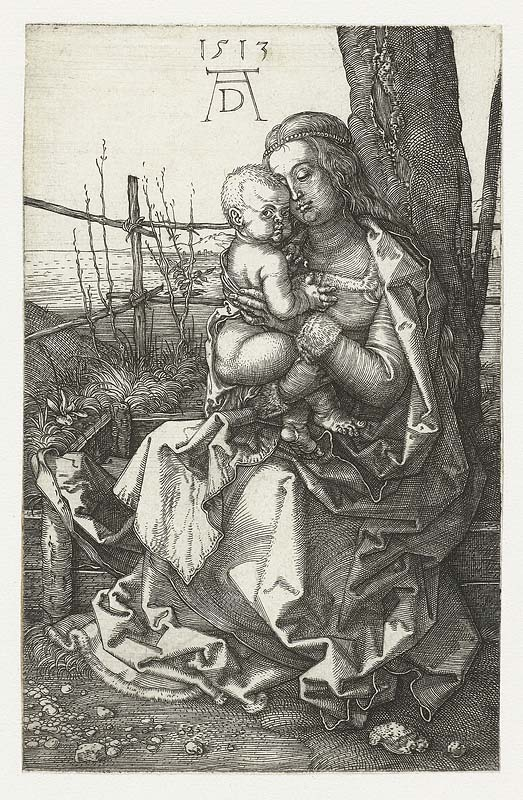
Свята Марія з дитиною у дерева Madonna by the Tree 1513 рік Мідна гравюра 11.7 см x 7.5 см
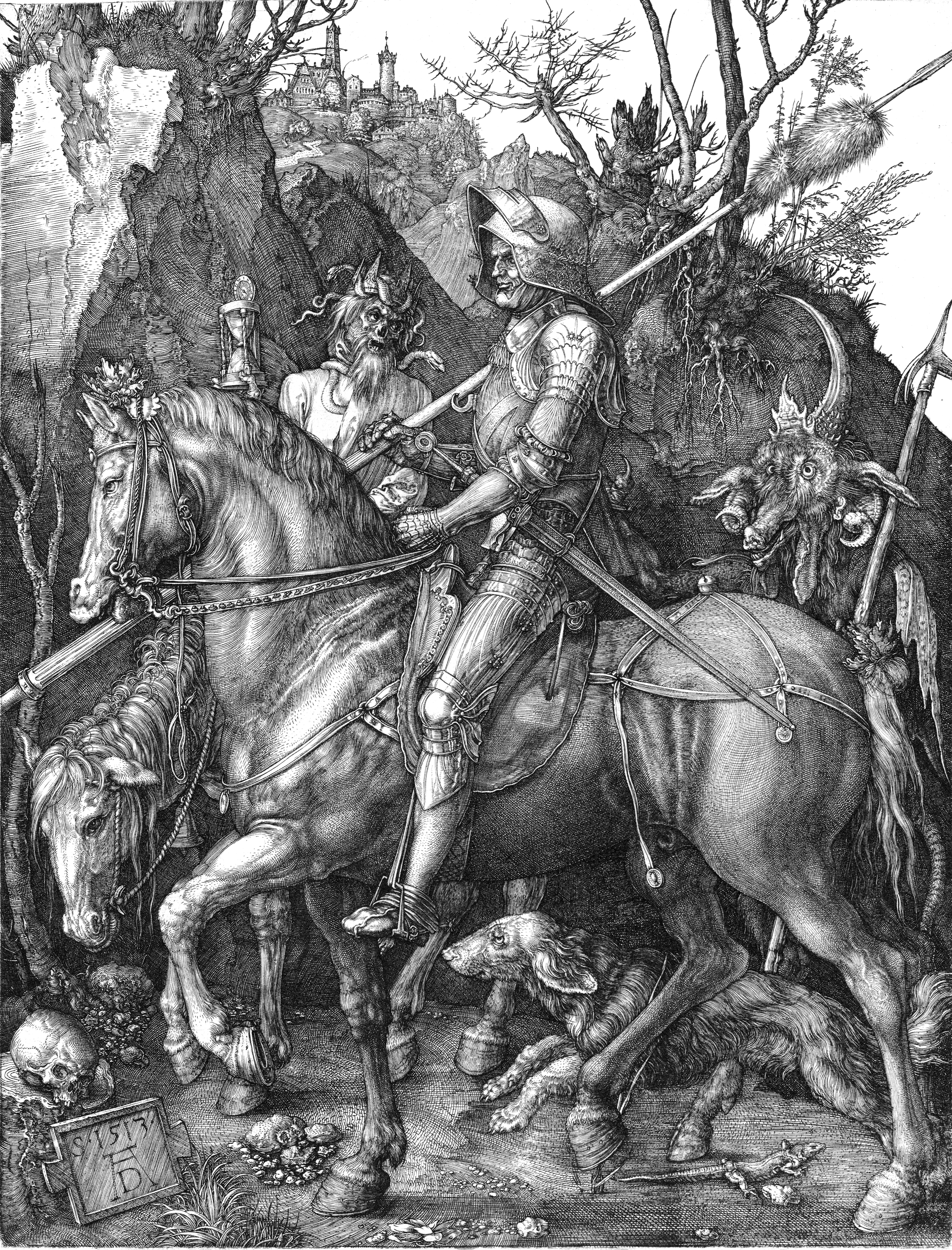
Лицар. Смерть і Диявол Knight, Death and the Devil 1513 рік Мідна гравюра 24.6 см x 18.8 см
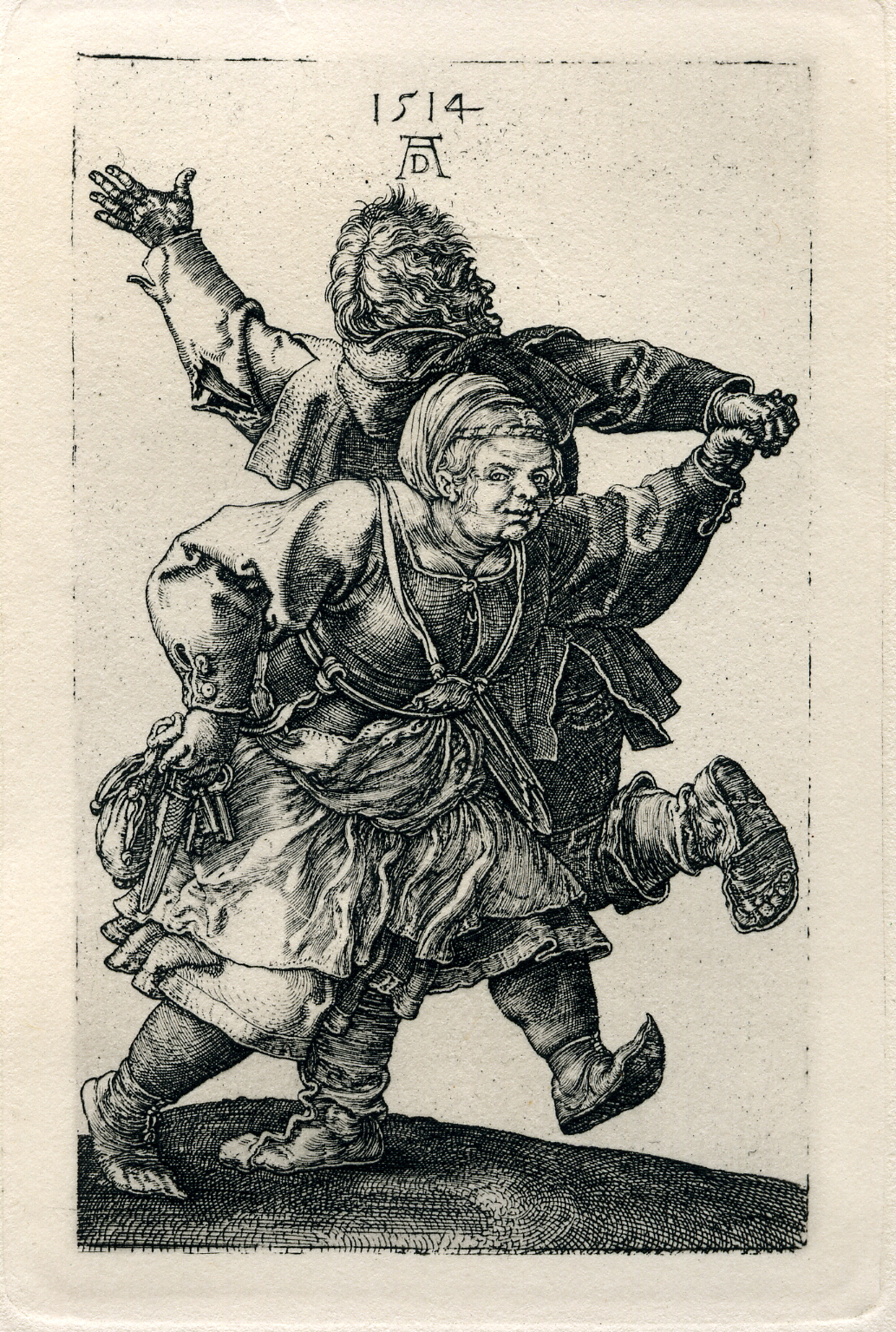
Селянська пара танцює Peasant Couple Dancing 1514 рік Мідна гравюра 11.7 см x 7.4 см
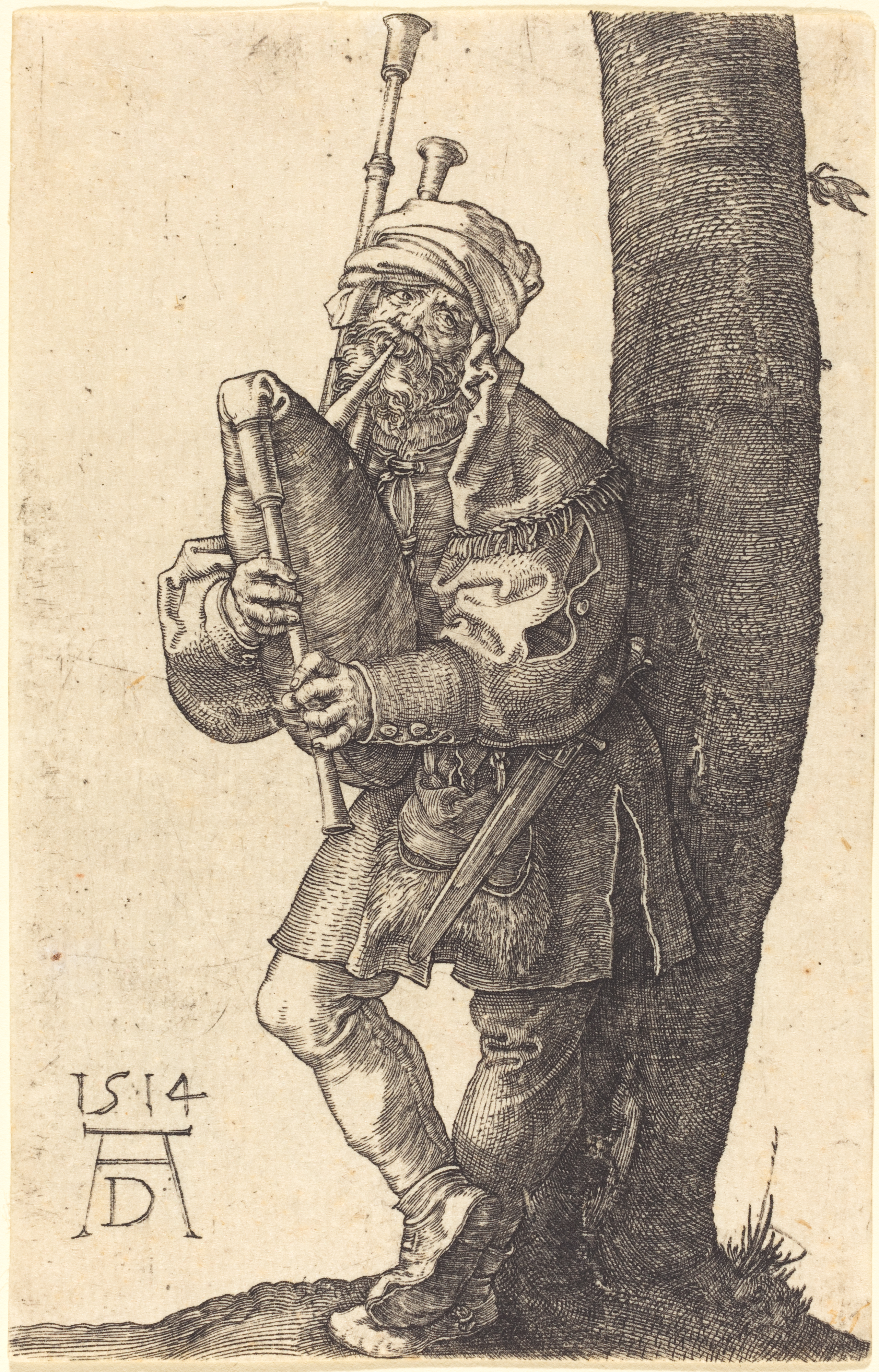
Волинщик The Bagpiper 1514 рік Мідна гравюра 11.6 см x 7.5 см
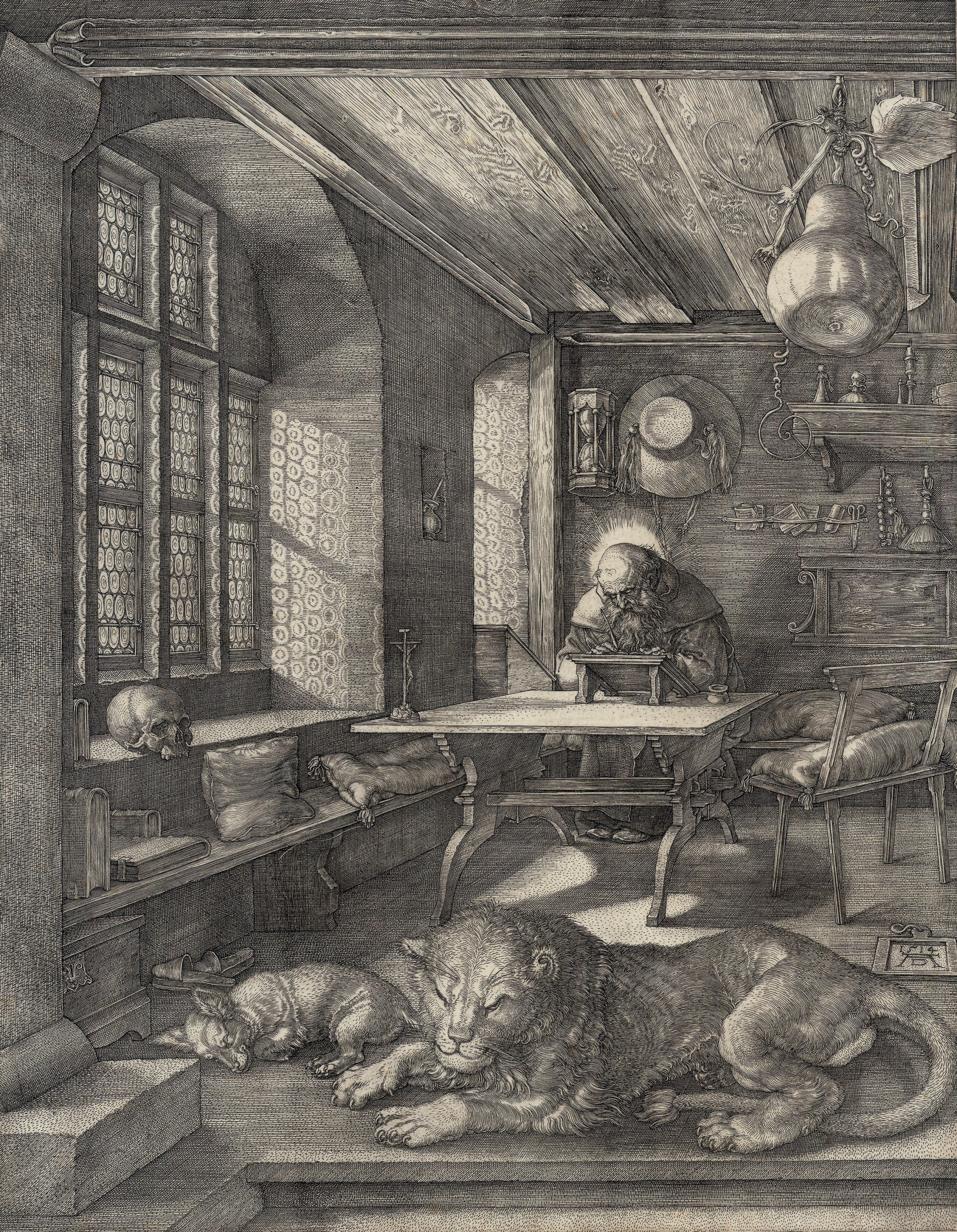
Святий Ієронім у своєму кабінеті St Jerome in his Study 1514 рік Мідна гравюра 24.7 см x 18.8 см
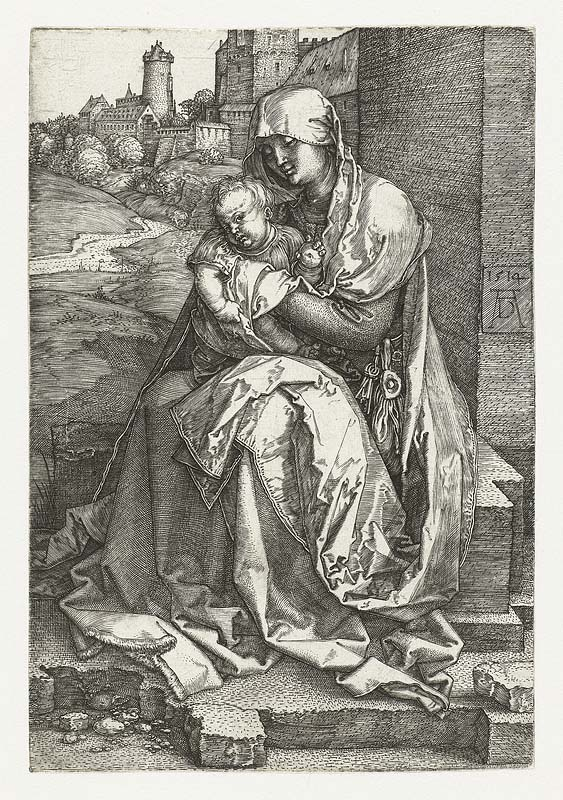
Свята Марія з дитиною біля стіни Madonna by the Wall 1514 рік Мідна гравюра 14.7 см x 10.1 см
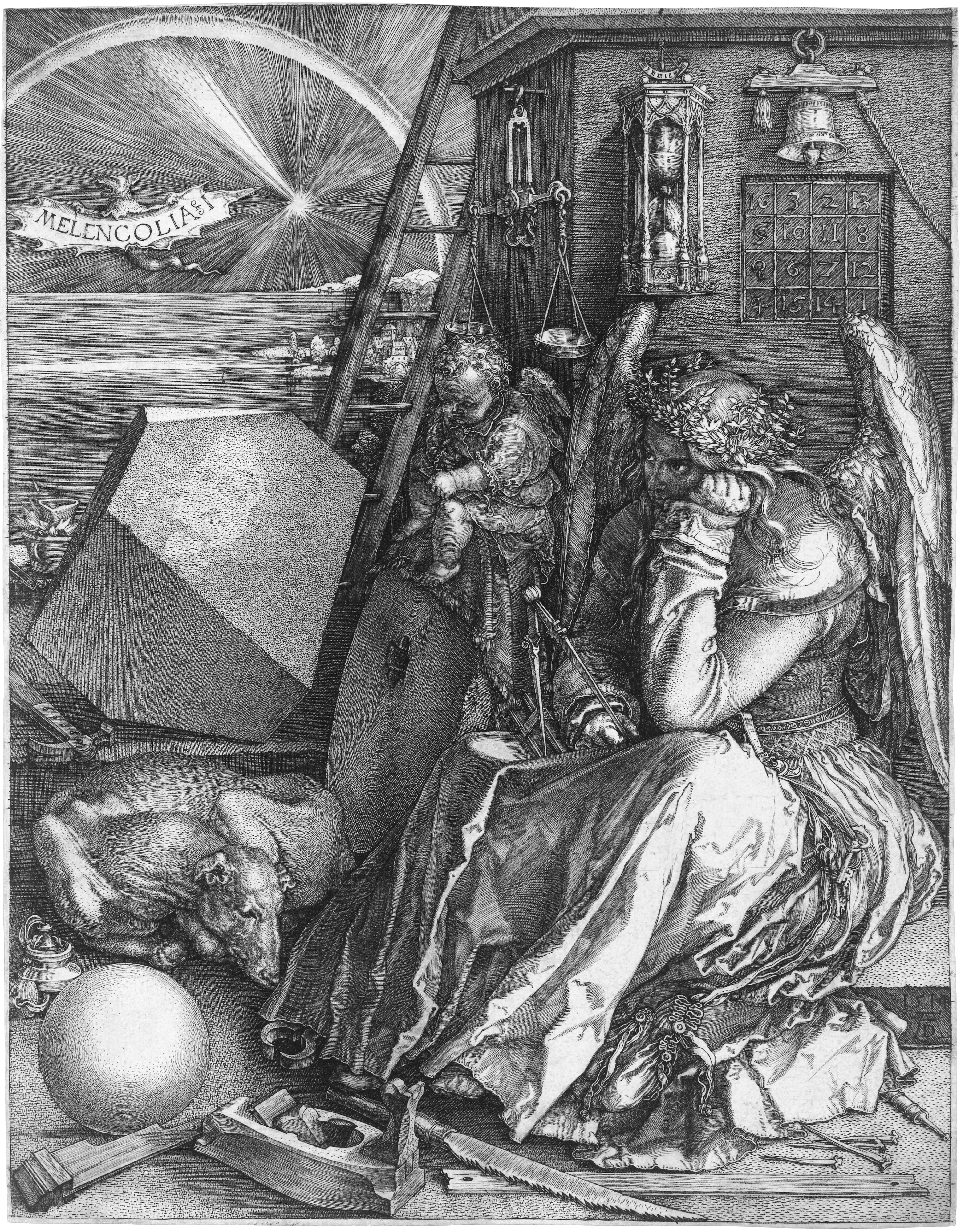
Меленколія I Melencolia I 1514 рік Мідна гравюра 23.9 см x 18.8 см
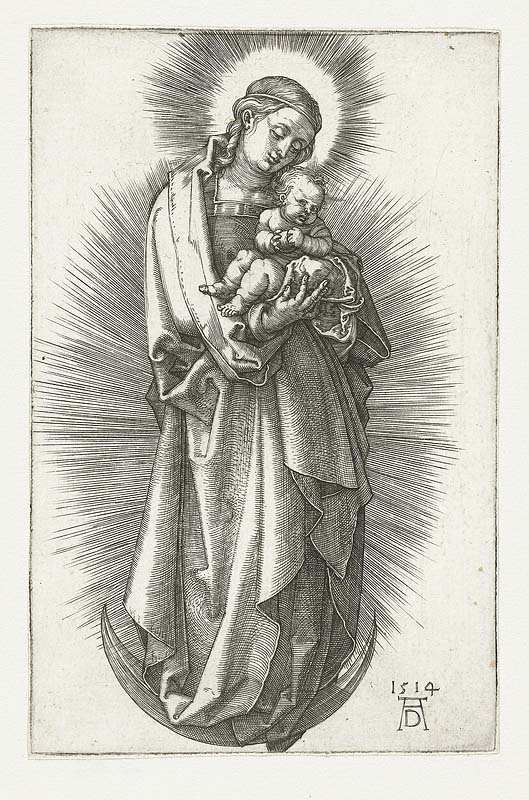
Свята Марія в діадемі з дитиною на півмісяці Virgin and Child on the Crescent Moon with a Diadem 1514 рік Мідна гравюра 11.8 см x 7.6 см
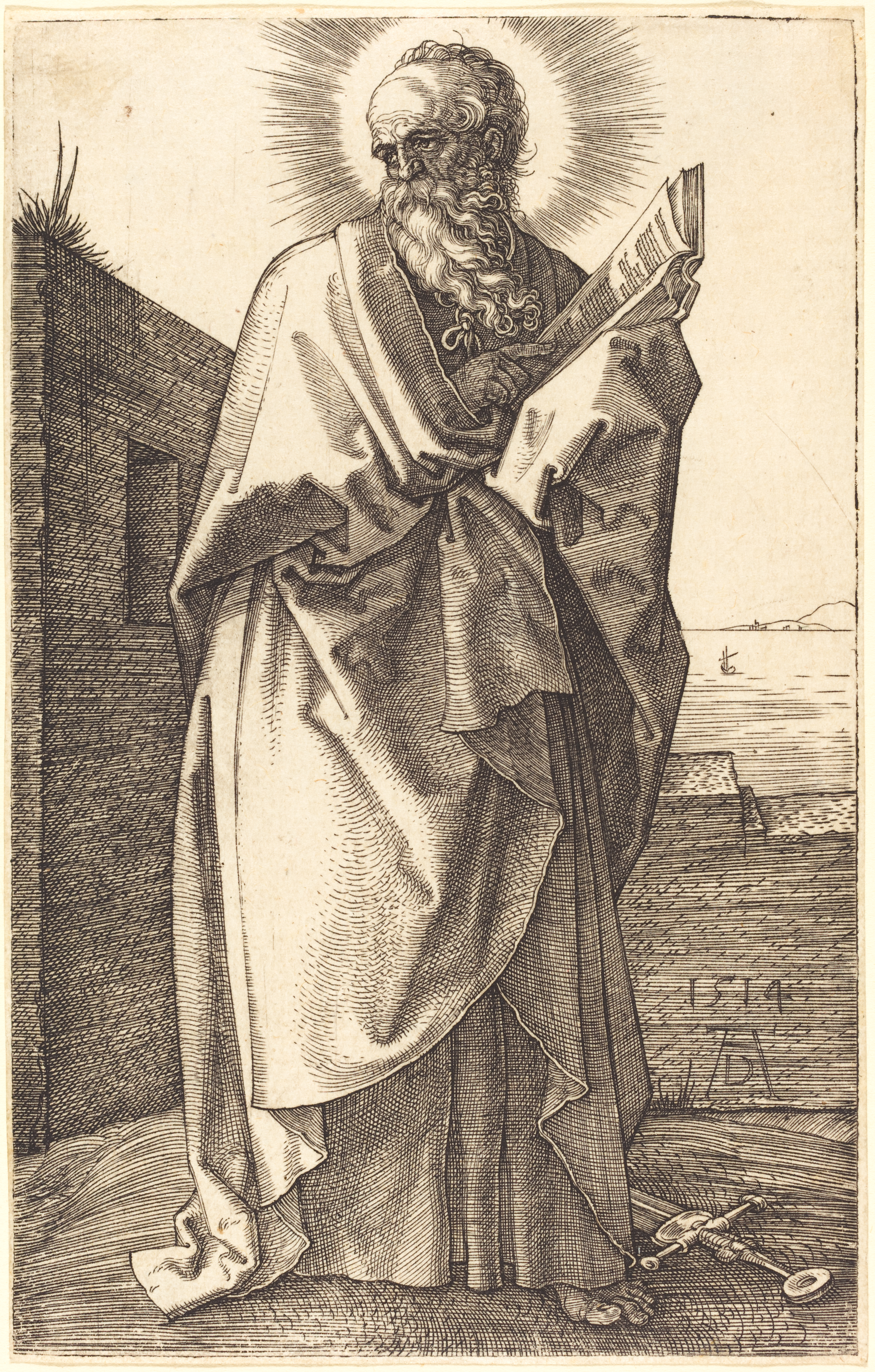
Апостол Павло The Apostle Paul 1514 рік Мідна гравюра 11.8 см x 7.4 см
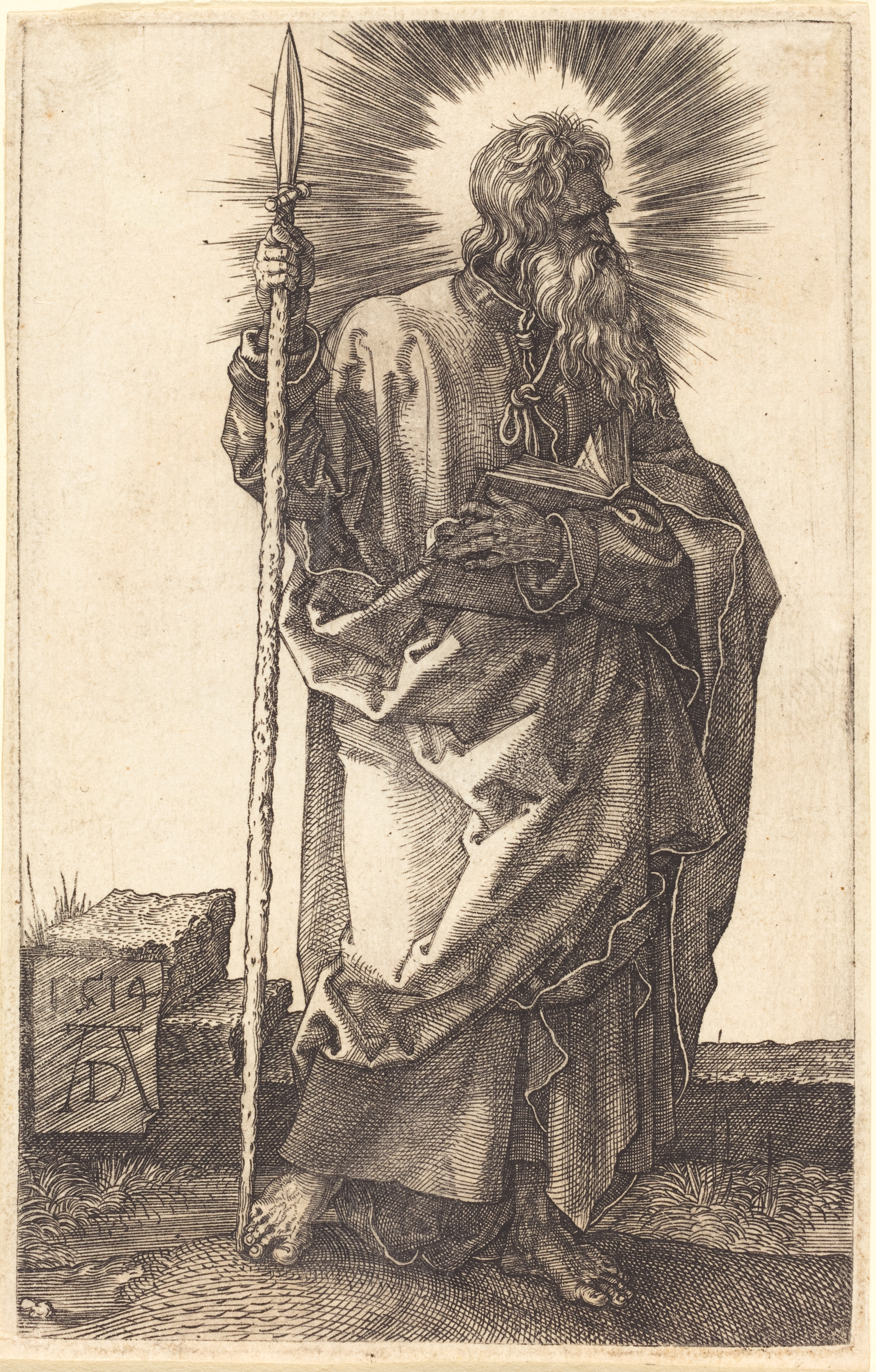
Апостол Томас (Фома) The Apostle Thomas 1514 рік Мідна гравюра 11.7 см x 7.5 см
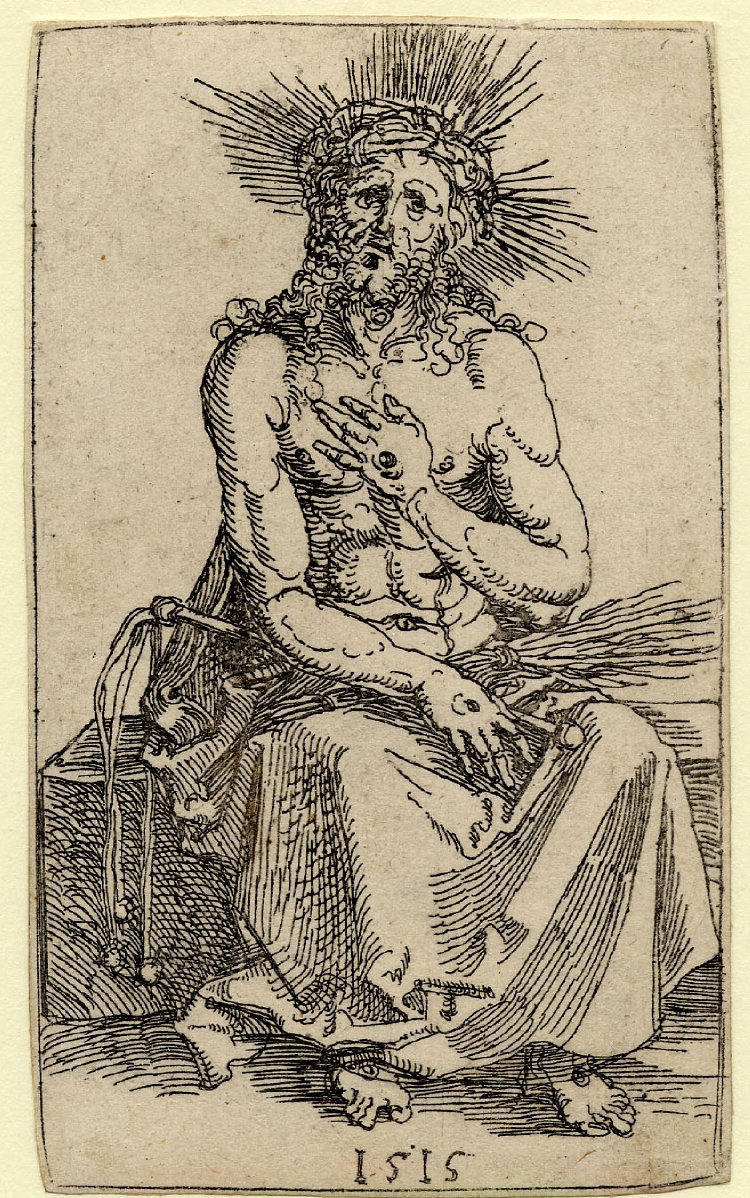
Христос як людина скорботи Man of Sorrows, Seated 1515 рік Травлення 11.2 см x 6.7 см
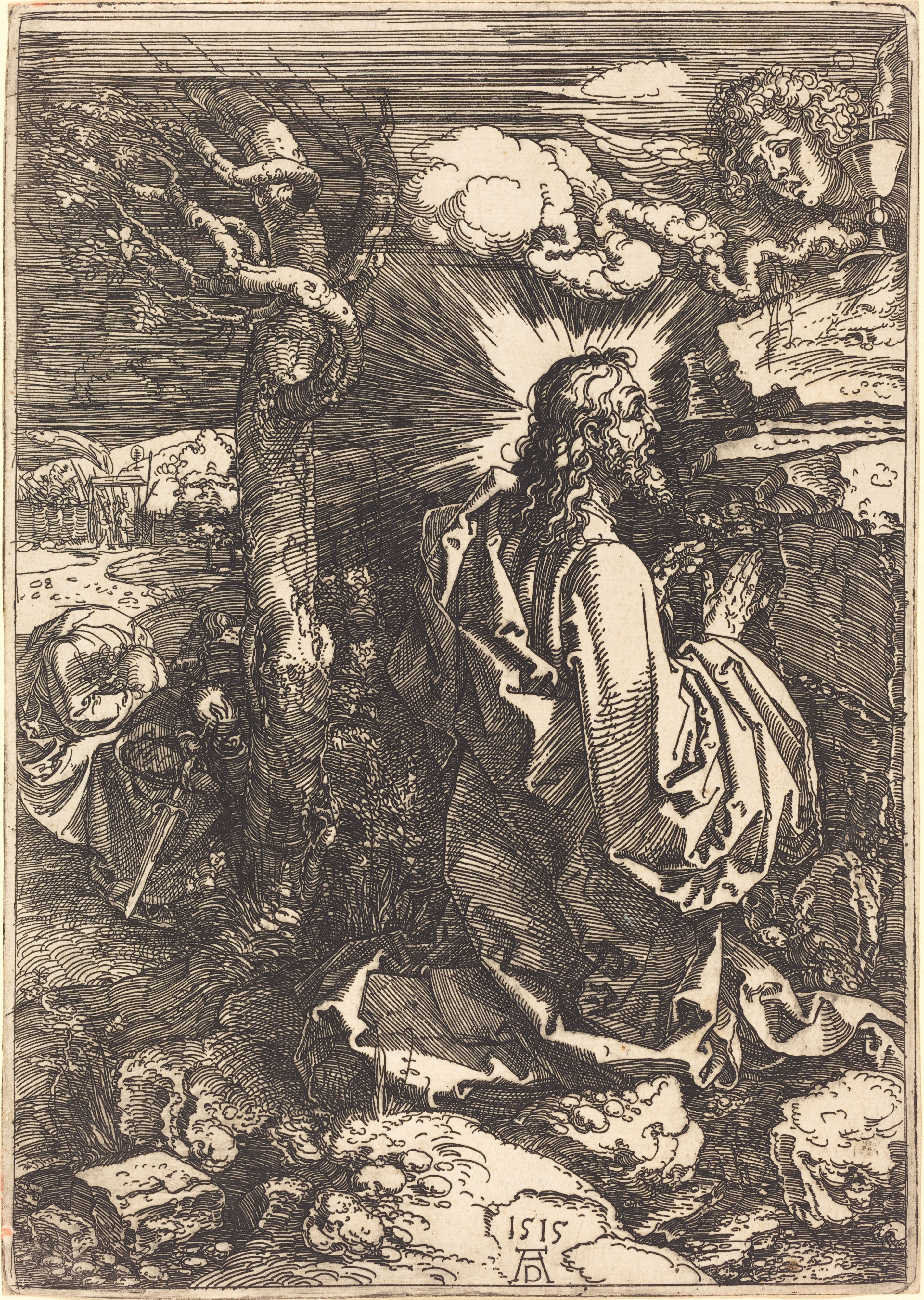
Агонія в саду Agony in the Garden 1505 рік Травлення 22.4 см x 15.7 см
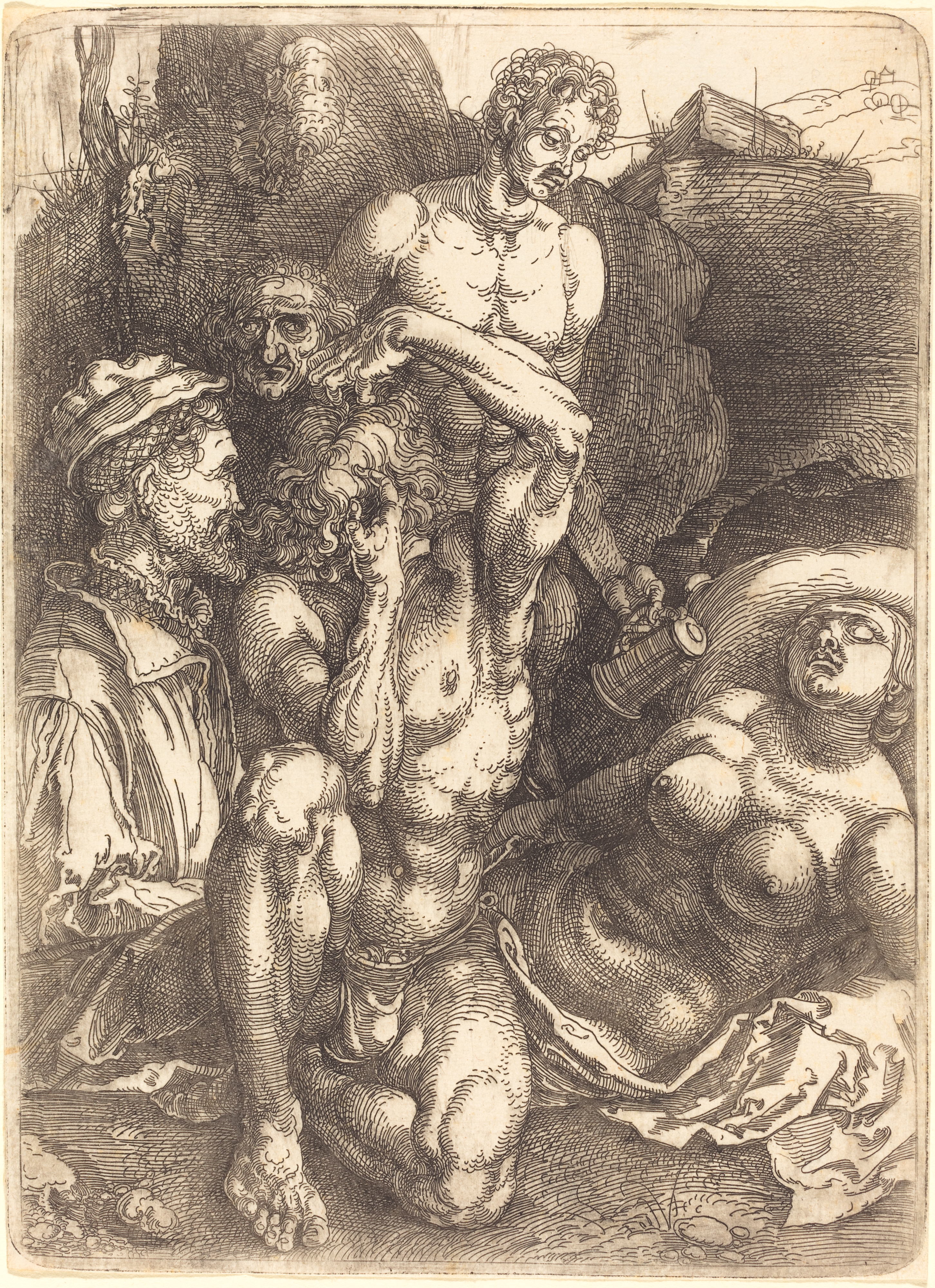
Відчайдушна людина The Desperate Man 1513-1517 роки Травлення 18.6 см x 13.5 см
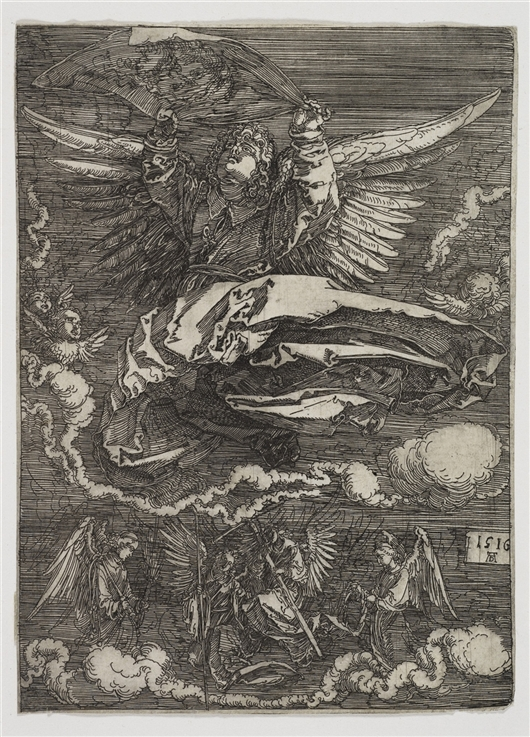
Сударіум. розкладений янголом Sudarium Spread Out by an Angel 1516 рік Травлення 18.4 см x 13.3 см
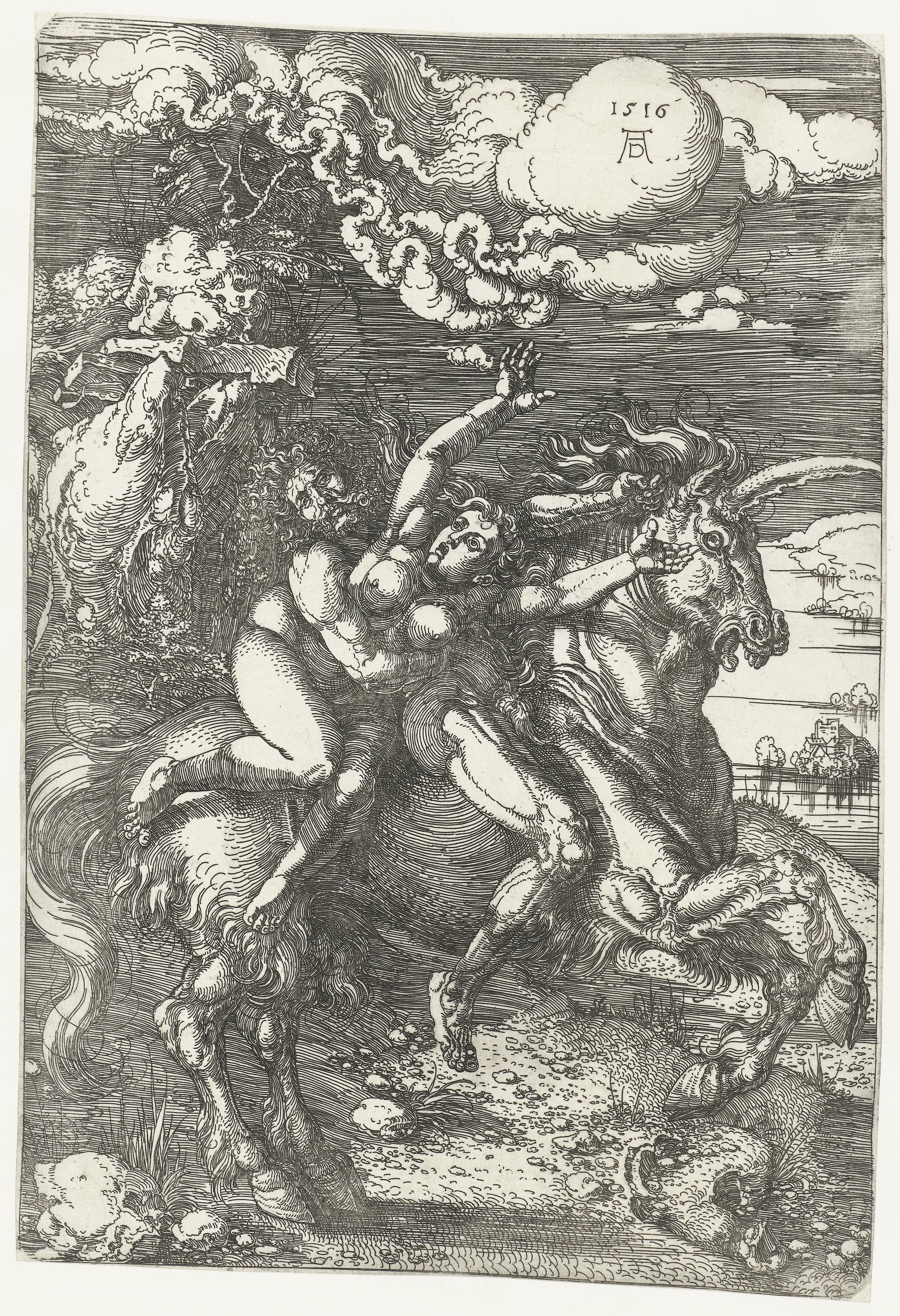
Викрадення Прозерпіна на Єдинорозі Abduction of Proserpine on a Unicorn 1516 рік Травлення 31.5 см x 21.1 см
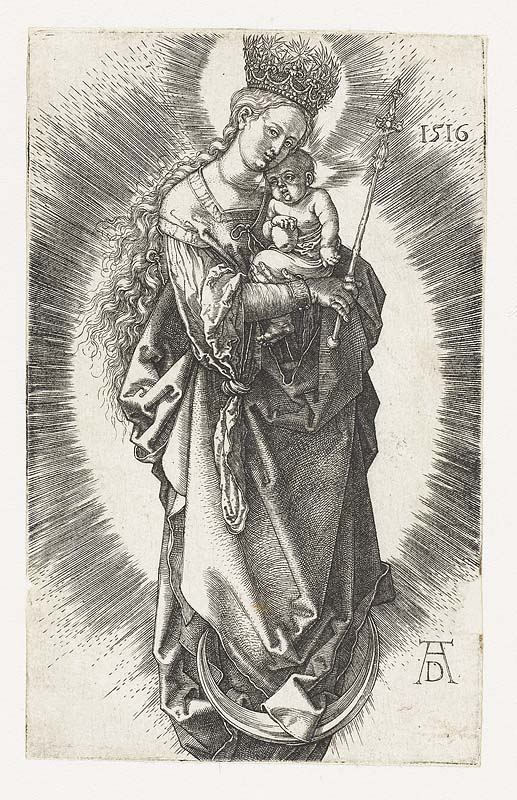
Богоматір на півмісяці з короною з зірок та скіпетром The Virgin on a Crescent with a Crown of Stars and a Sceptre 1516 рік Мідна гравюра 11.8 см x 7.4 см
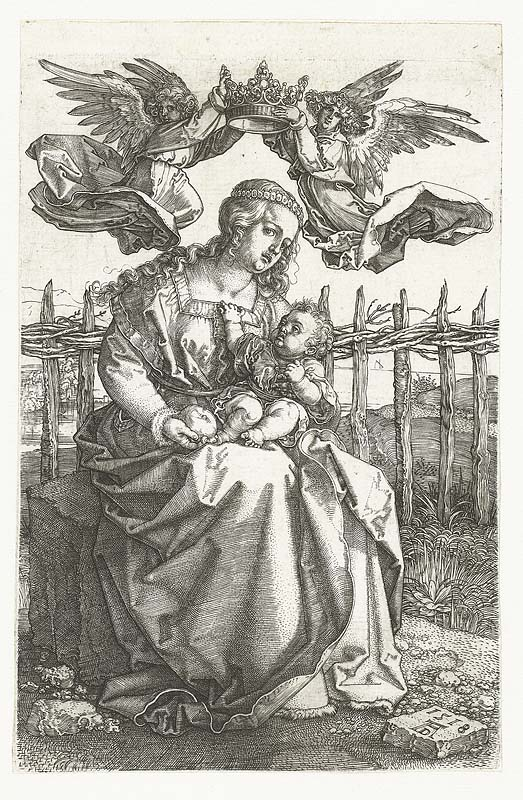
Свята Марія увінчана двома янголами Madonna Crowned by Two Angels 1518 рік Мідна гравюра 15.5 см x 10.1 см
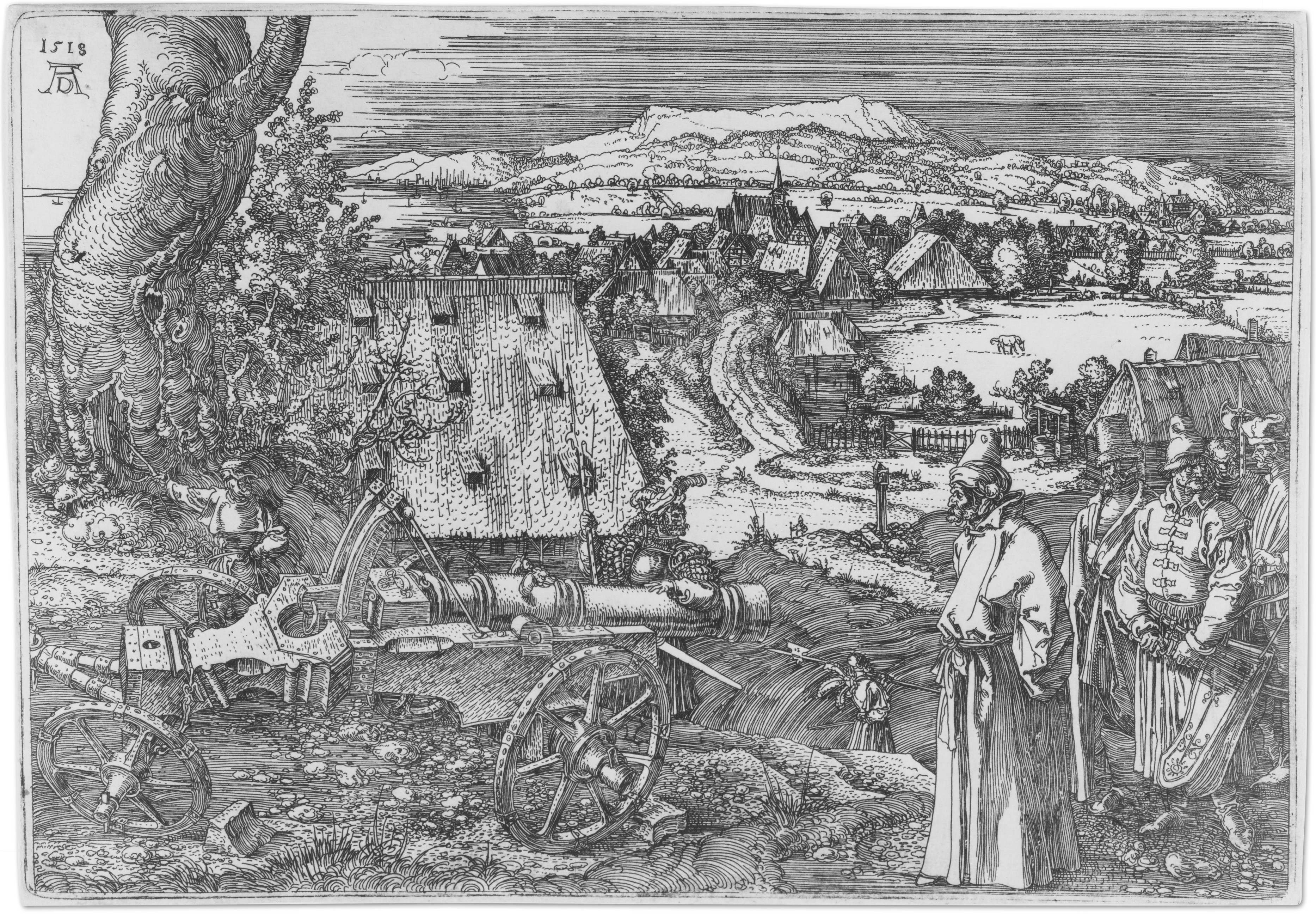
Пейзаж з гарматою Landscape with Cannon 1518 рік Травлення 21.8 см x 32.4 см
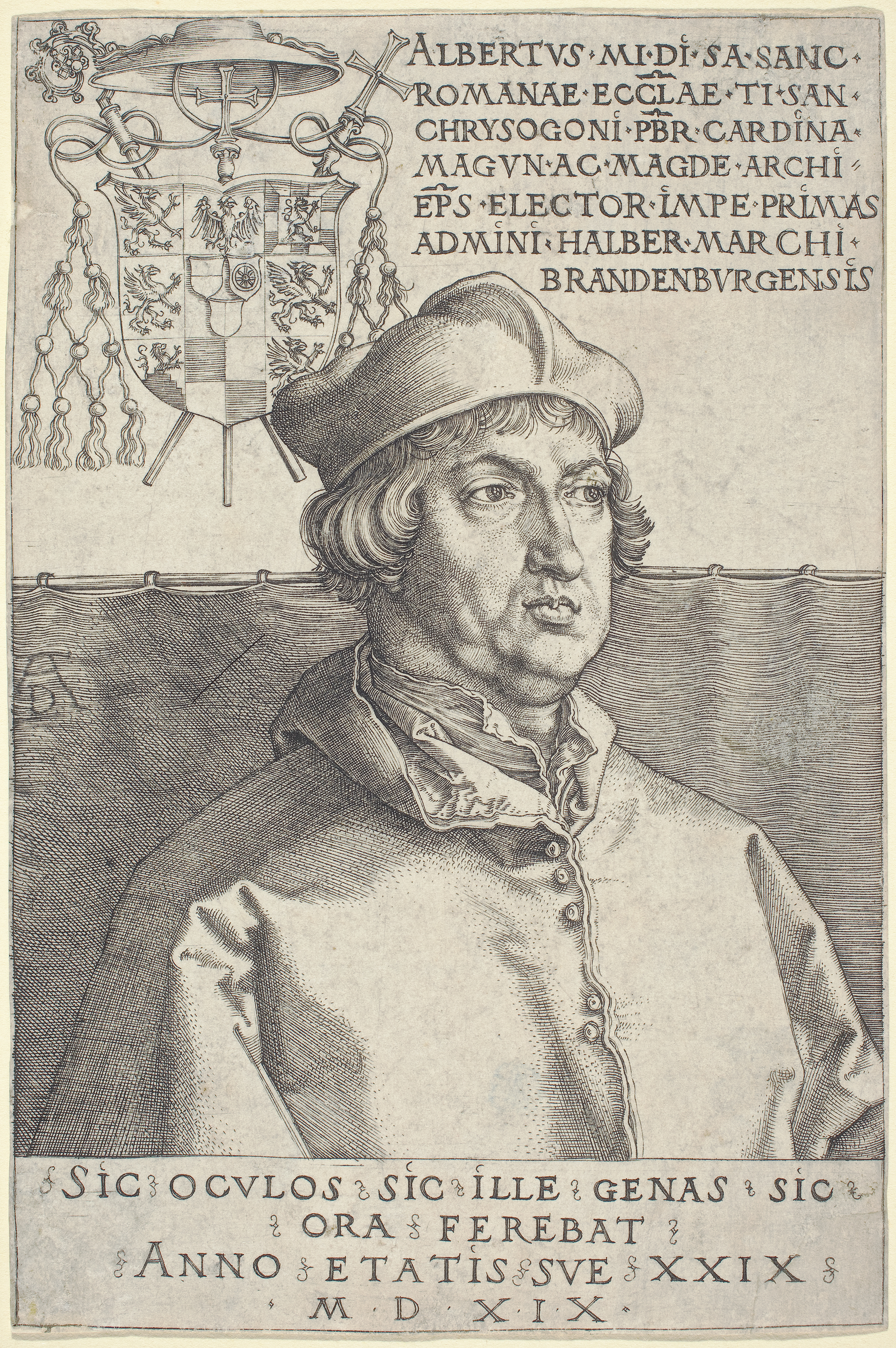
Маленький кардинал The Small Cardinal 1519 рік Мідна гравюра 14.6 см x 9.6 см
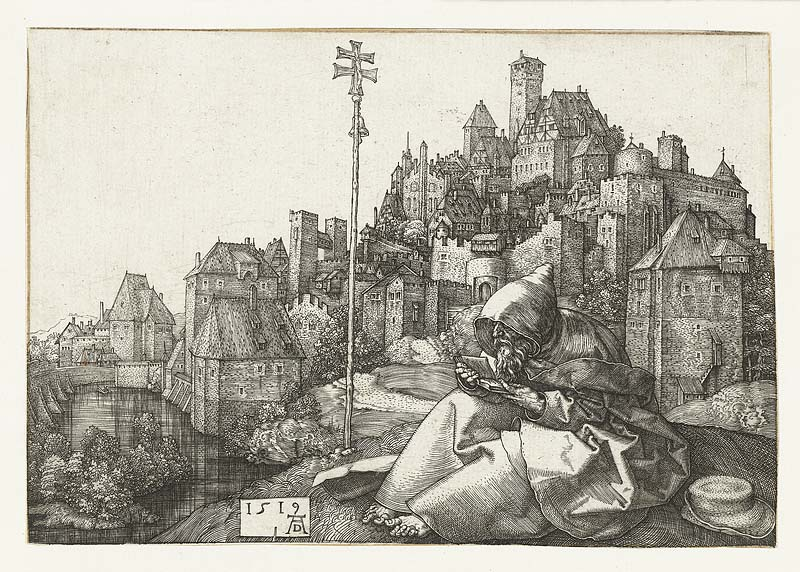
Святий Антоній St Antony 1519 рік Мідна гравюра 9.8 см x 14.2 см
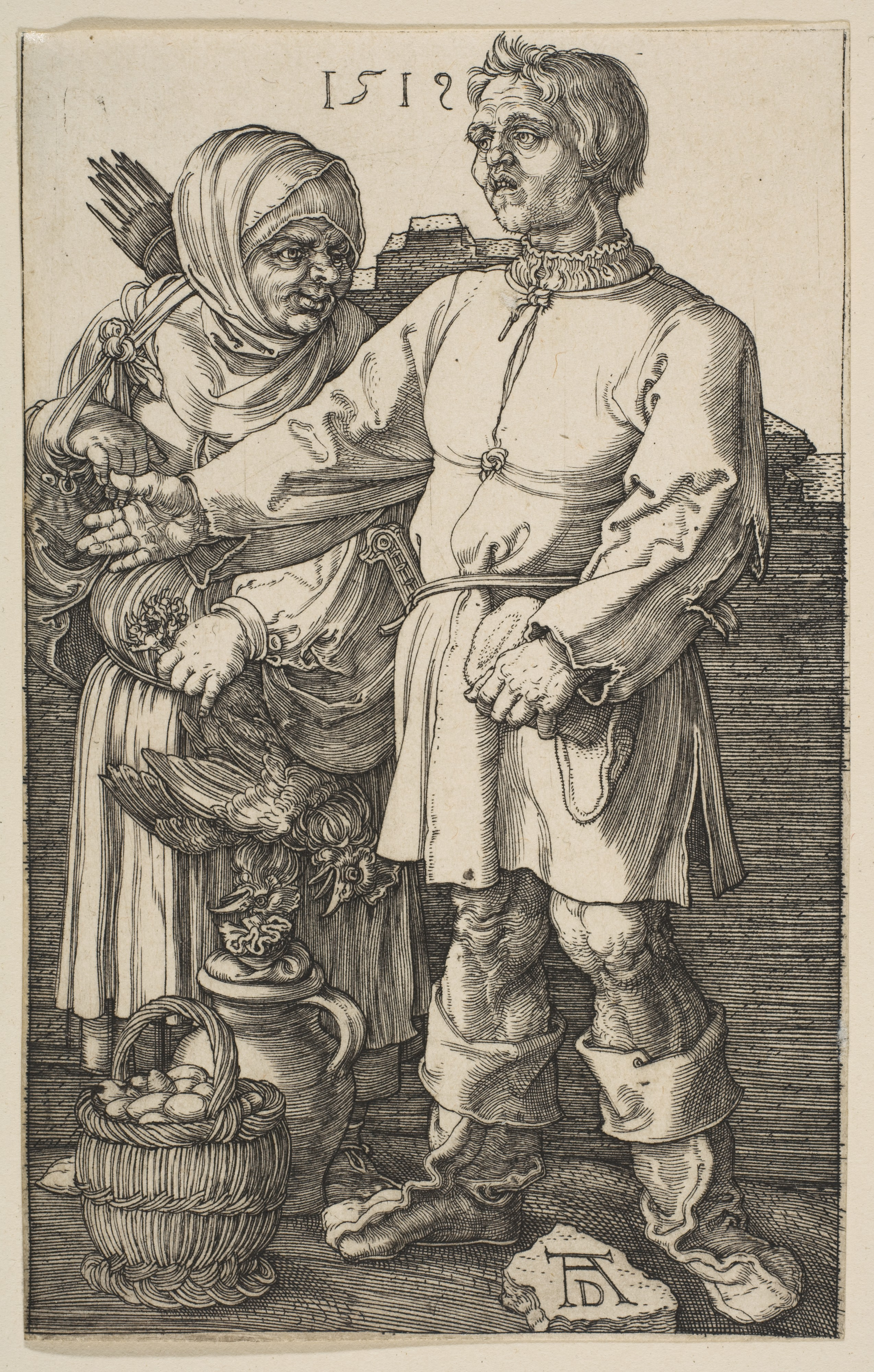
Селянин і його дружина на ринковій площі The Peasant and His Wife at the Market 1519 рік Мідна гравюра 11.5 см x 7.2 см
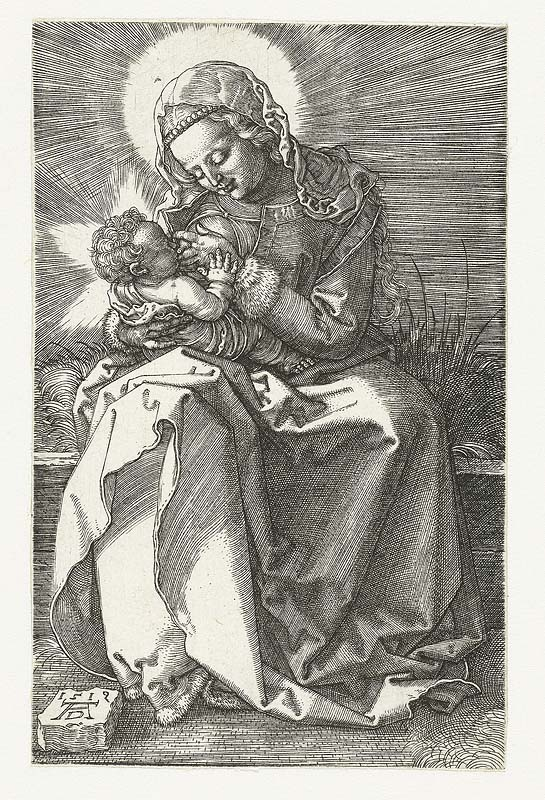
Свята Марія. що годує немовля Madonna Nursing 1505 рік Мідна гравюра 11.5 см x 7.4 см
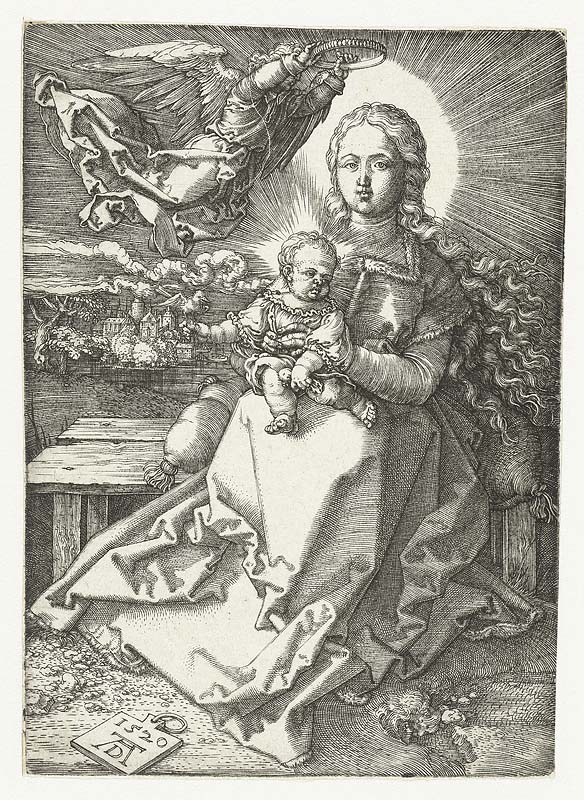
Свята Марія увінчана янголом Madonna Crowned by an Angel 1520 рік Мідна гравюра 13.8 см x 9.9 см
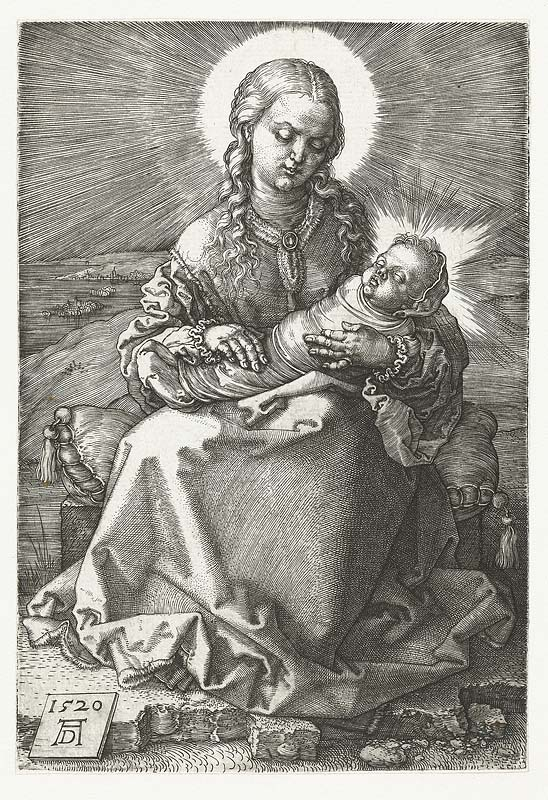
Свята Марія з немовлям в пелюшках Madonna with the Swaddled Infant 1520 рік Мідна гравюра 14.1 см x 9.6 см

- Святий Георгій на коні
St George on Horseback
1508 рік
Мідна гравюра
10.9 см x 8.5 см
- Розп'яття
Crucifixion
1508 рік
Мідна гравюра
13.4 см x 9.8 см
- Богоматір на півмісяці із зірковою короною
Virgin on a Crescent with a Starry Crown
1508 рік
Мідна гравюра
11.9 см x 7.5 см
- Свята родина зі Святим. Марією Магдалиною і Никодимом
The Holy Family with St John, The Magdalen and Nicodemus
1510 рік
Мідна гравюра
21.6 см x 19 см
- Свята Марія з грушею
Madonna with the Pear	
1511 рік
Мідна гравюра
16 см x 10.7 см
- Святий Ієронім у пустелі
St Jerome by the Pollard Willow
1512 рік
Суха голка
20.8 см x 18.5 см
- Людина скорботи зі зв'язаними руками
Man of Sorrows with Hands Bound
1512 рік
Суха голка
11.8 см x 7.4 см
- Сударіум з двома янголами
Sudarium Displayed by Two Angels
1513 рік
Мідна гравюра
10 см x 13.9 см
- Свята Марія з дитиною у дерева
Madonna by the Tree
1513 рік
Мідна гравюра
11.7 см x 7.5 см
- Лицар. Смерть і Диявол
Knight, Death and the Devil
1513 рік
Мідна гравюра
24.6 см x 18.8 см
- Селянська пара танцює
Peasant Couple Dancing
1514 рік
Мідна гравюра
11.7 см x 7.4 см
- Волинщик
The Bagpiper
1514 рік
Мідна гравюра
11.6 см x 7.5 см
- Святий Ієронім у своєму кабінеті
St Jerome in his Study
1514 рік
Мідна гравюра
24.7 см x 18.8 см
- Свята Марія з дитиною біля стіни
Madonna by the Wall
1514 рік
Мідна гравюра
14.7 см x 10.1 см
- Меленколія I
Melencolia I
1514 рік
Мідна гравюра
23.9 см x 18.8 см
- Свята Марія в діадемі з дитиною на півмісяці
Virgin and Child on the Crescent Moon with a Diadem
1514 рік
Мідна гравюра
11.8 см x 7.6 см
- Апостол Павло
The Apostle Paul
1514 рік
Мідна гравюра
11.8 см x 7.4 см
- Апостол Томас (Фома)
The Apostle Thomas
1514 рік
Мідна гравюра
11.7 см x 7.5 см
- Христос як людина скорботи
Man of Sorrows, Seated
1515 рік
Травлення
11.2 см x 6.7 см
- Агонія в саду
Agony in the Garden
1505 рік
Травлення
22.4 см x 15.7 см
- Відчайдушна людина
The Desperate Man
1513-1517 роки
Травлення
18.6 см x 13.5 см
- Сударіум. розкладений янголом
Sudarium Spread Out by an Angel
1516 рік
Травлення
18.4 см x 13.3 см
- Викрадення Прозерпіна на Єдинорозі
Abduction of Proserpine on a Unicorn
1516 рік
Травлення
31.5 см x 21.1 см
- Богоматір на півмісяці з короною з зірок та скіпетром
The Virgin on a Crescent with a Crown of Stars and a Sceptre
1516 рік
Мідна гравюра
11.8 см x 7.4 см
- Свята Марія увінчана двома янголами
Madonna Crowned by Two Angels
1518 рік
Мідна гравюра
15.5 см x 10.1 см
- Пейзаж з гарматою
Landscape with Cannon
1518 рік
Травлення
21.8 см x 32.4 см
- Маленький кардинал
The Small Cardinal
1519 рік
Мідна гравюра
14.6 см x 9.6 см
- Святий Антоній
St Antony
1519 рік
Мідна гравюра
9.8 см x 14.2 см
- Селянин і його дружина на ринковій площі
The Peasant and His Wife at the Market
1519 рік
Мідна гравюра
11.5 см x 7.2 см
- Свята Марія. що годує немовля
Madonna Nursing
1505 рік
Мідна гравюра
11.5 см x 7.4 см
- Свята Марія увінчана янголом
Madonna Crowned by an Angel
1520 рік
Мідна гравюра
13.8 см x 9.9 см
- Свята Марія з немовлям в пелюшках
Madonna with the Swaddled Infant
1520 рік
Мідна гравюра
14.1 см x 9.6 см

### Після поїздки в Голандію (1521-1528)

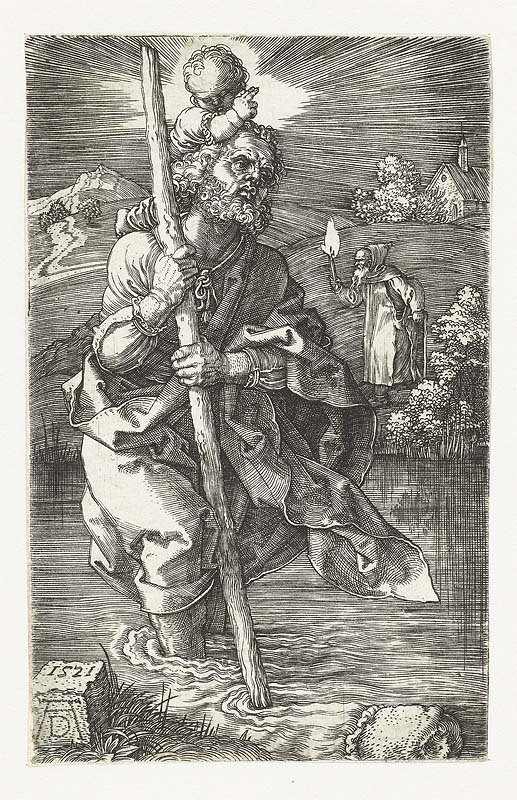
Святий Христофор дивиться вправо St Christopher Facing to the Right 1521 рік Мідна гравюра 11.8 см x 7.5 см
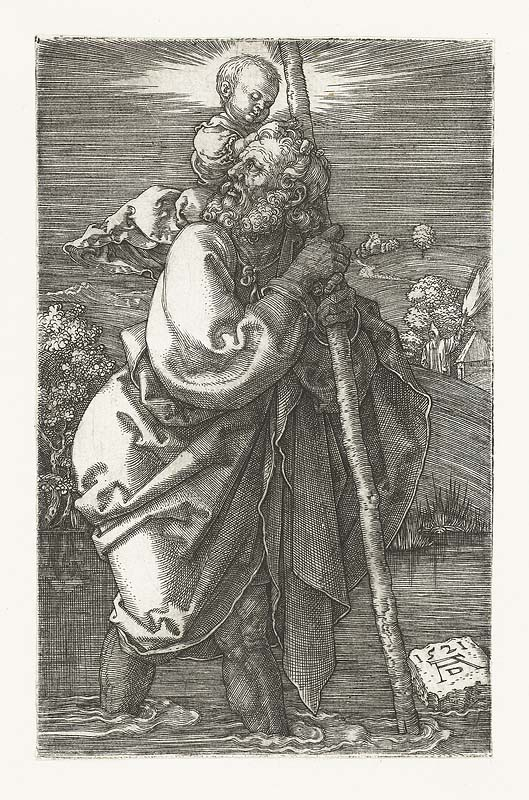
Святий Христофор дивиться вліво St Christopher Facing to the Left 1521 рік Мідна гравюра 11.8 см x 7.5 см
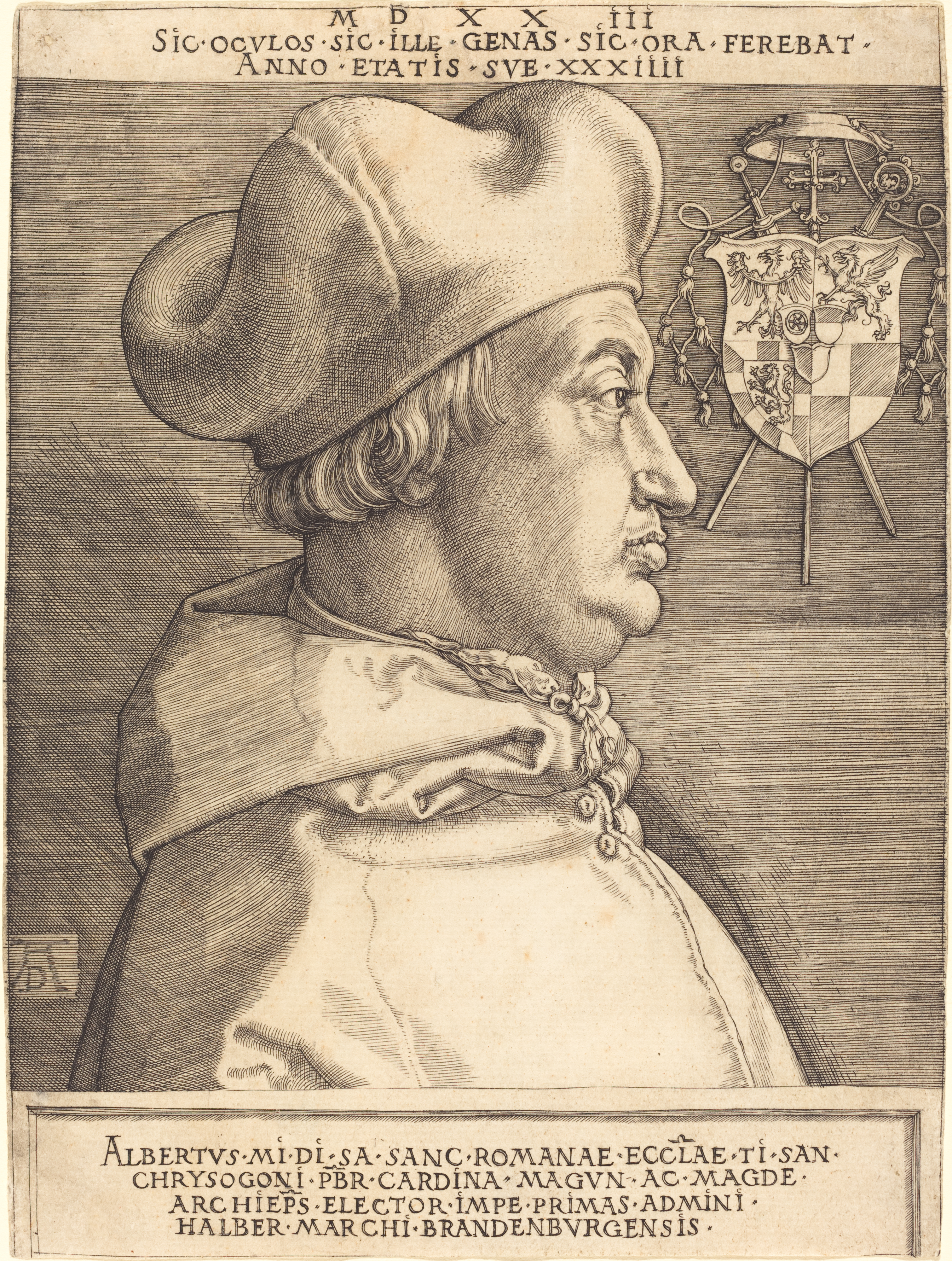
Великий кардинал The Great Cardinal 1523 рік Мідна гравюра 17,4 см x 12.7 см
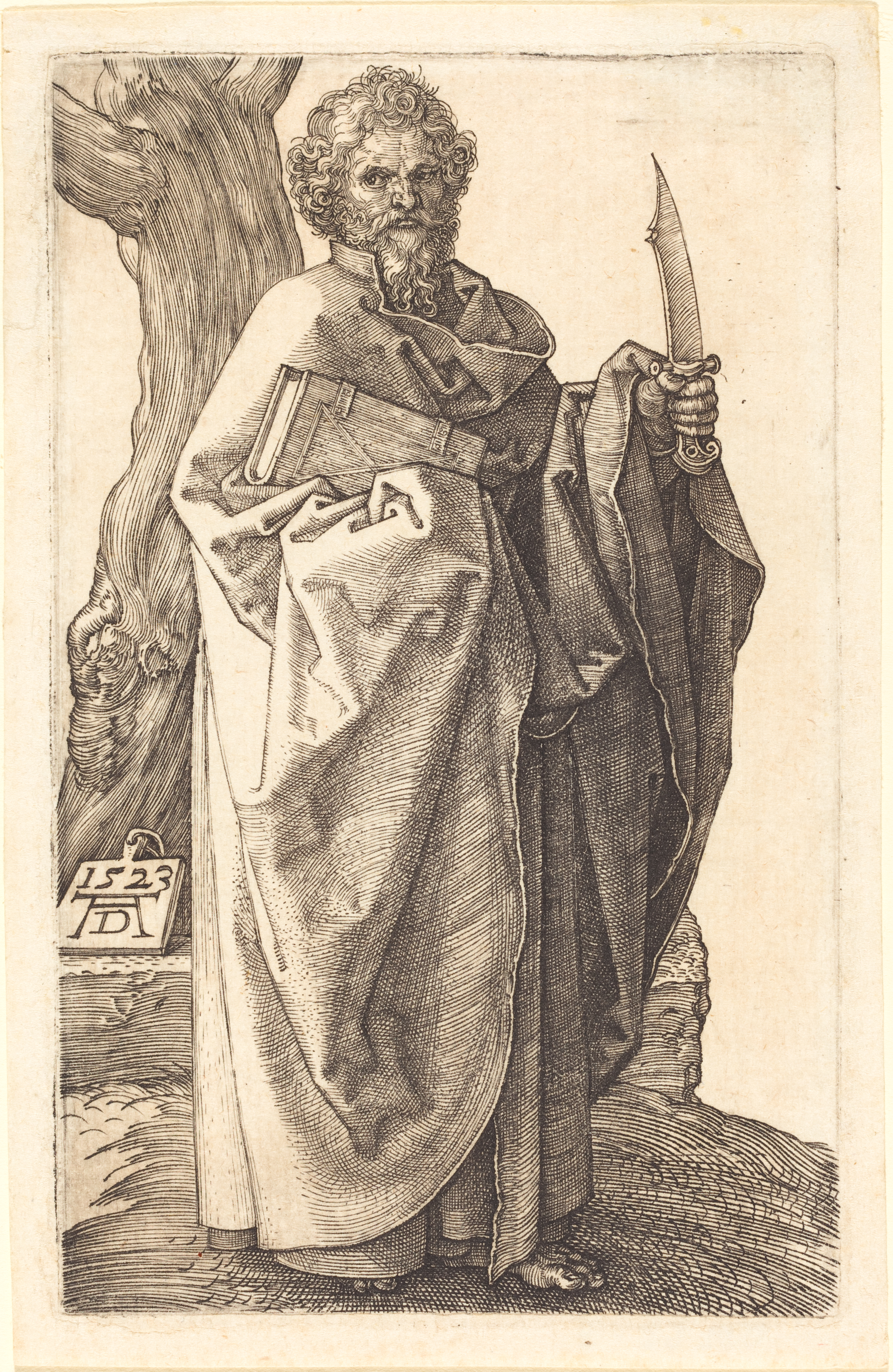
Святий Варфоломій St Bartholomew 1523 рік Мідна гравюра 12.1 см x 7.5 см
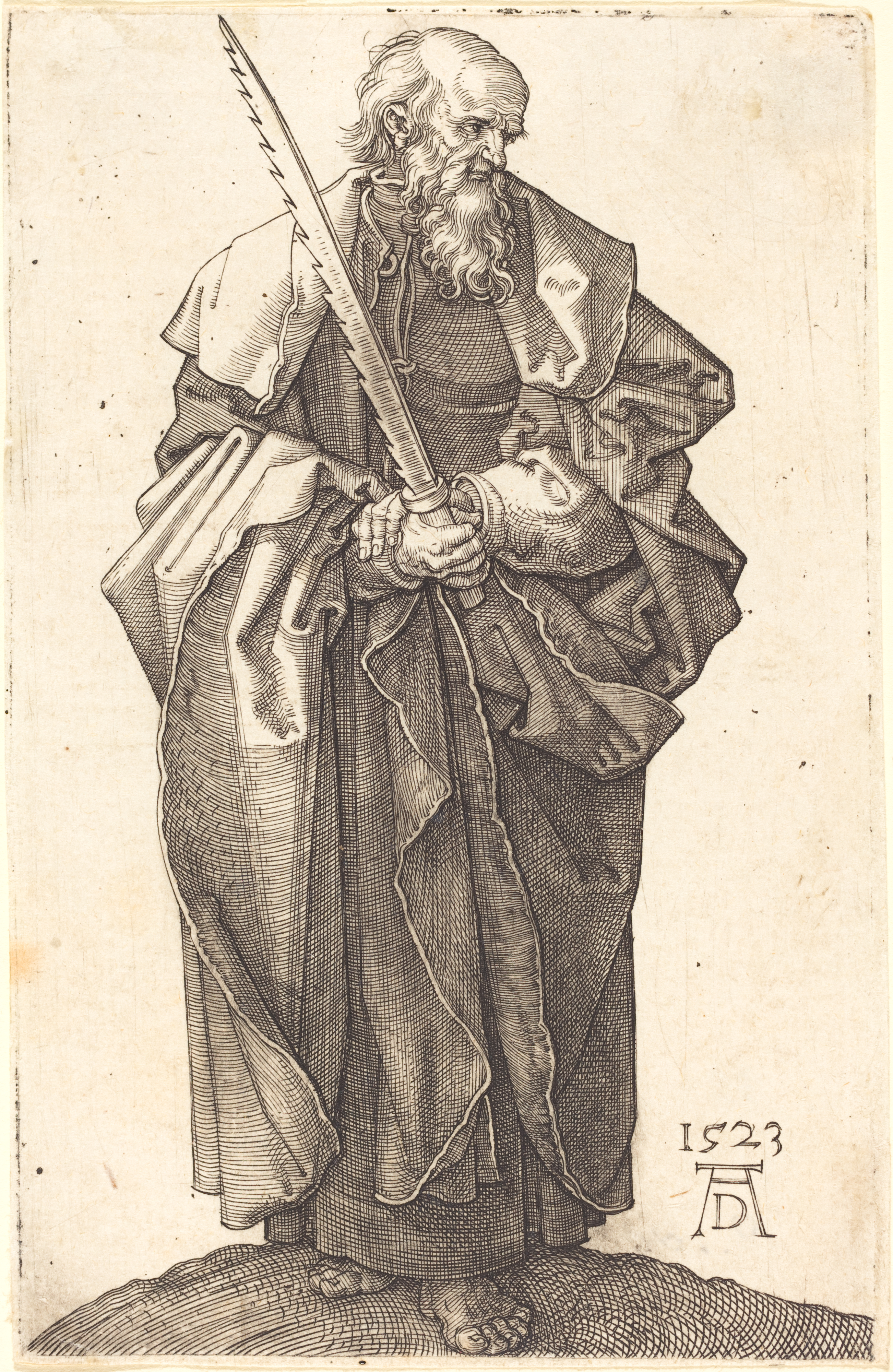
Святий Симон St Simon 1523 рік Мідна гравюра 11.8 см x 7.5 см
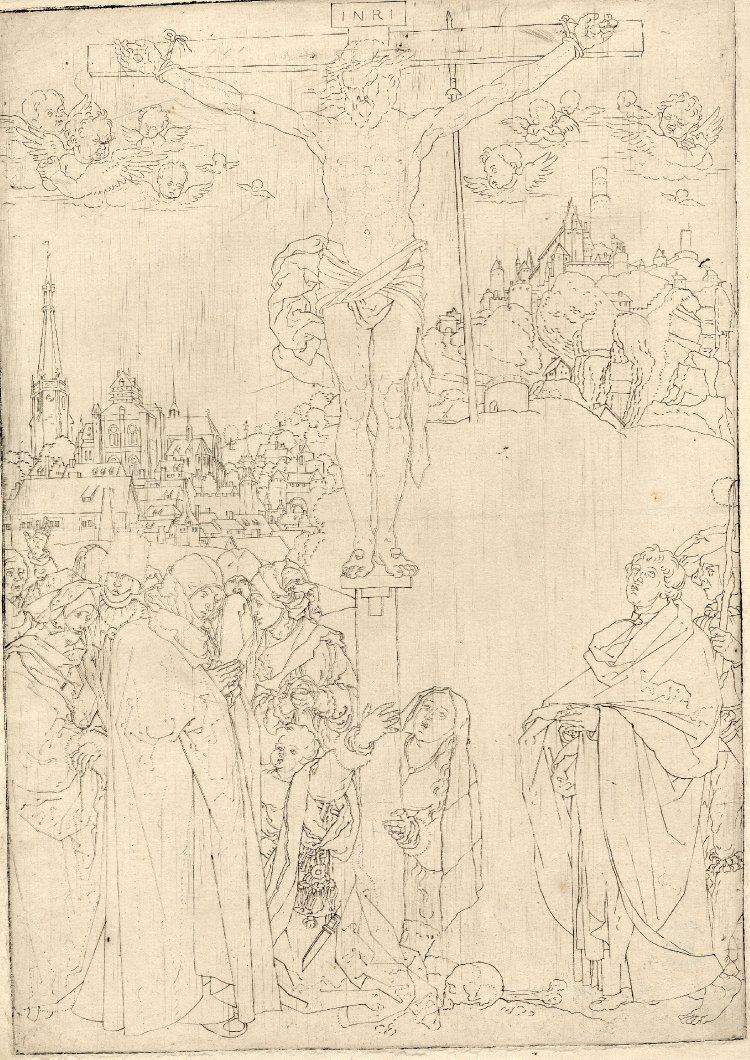
Велике Розп'яття; обрис Large Crucifixion in outline only 1523 рік Мідна гравюра 32 см x 22.6 см
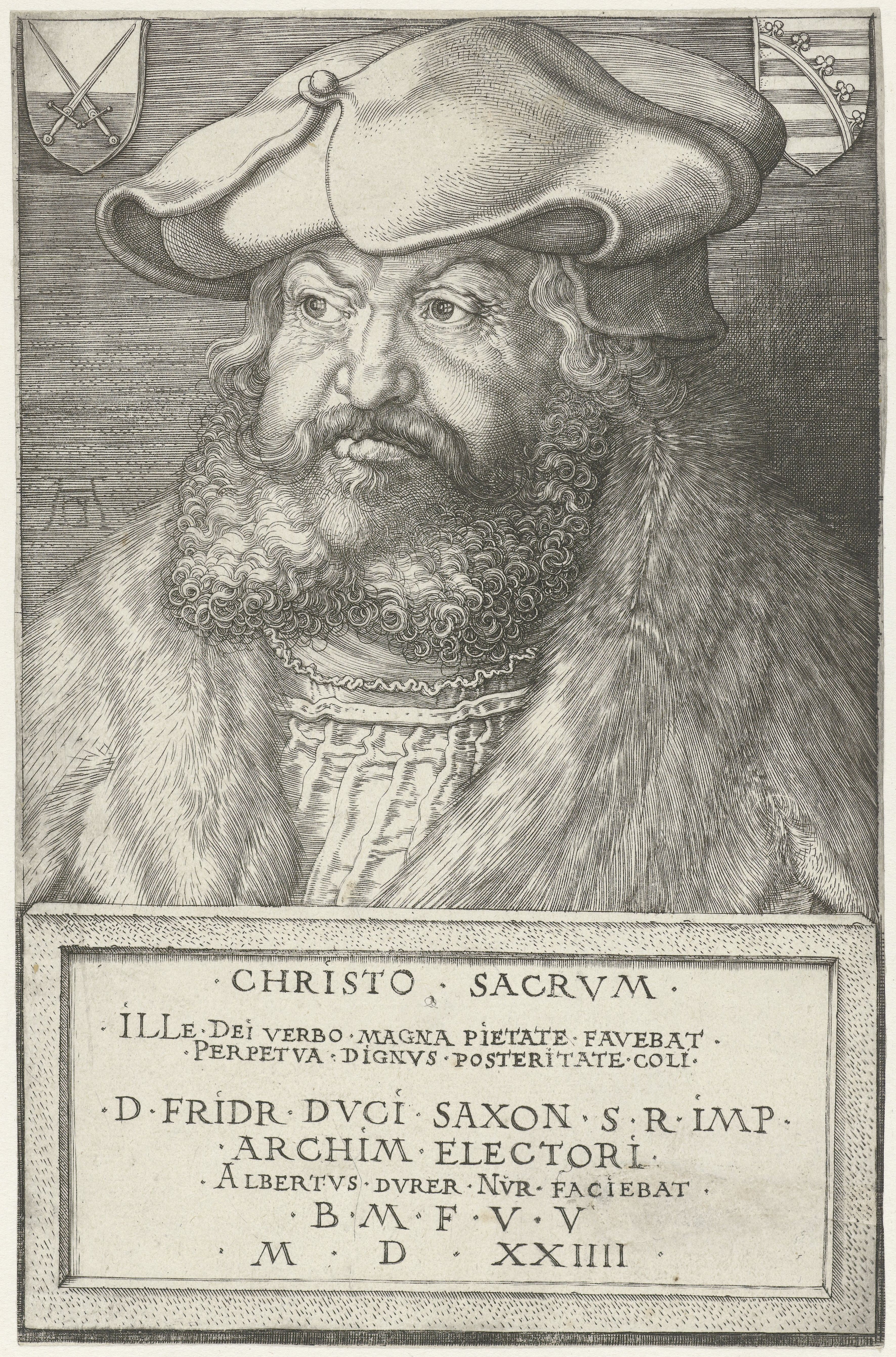
Портрет Фрідріха Мудрого Portrait of Frederick the Wise 1524 рік Мідна гравюра 19.3 см x 12.6 см
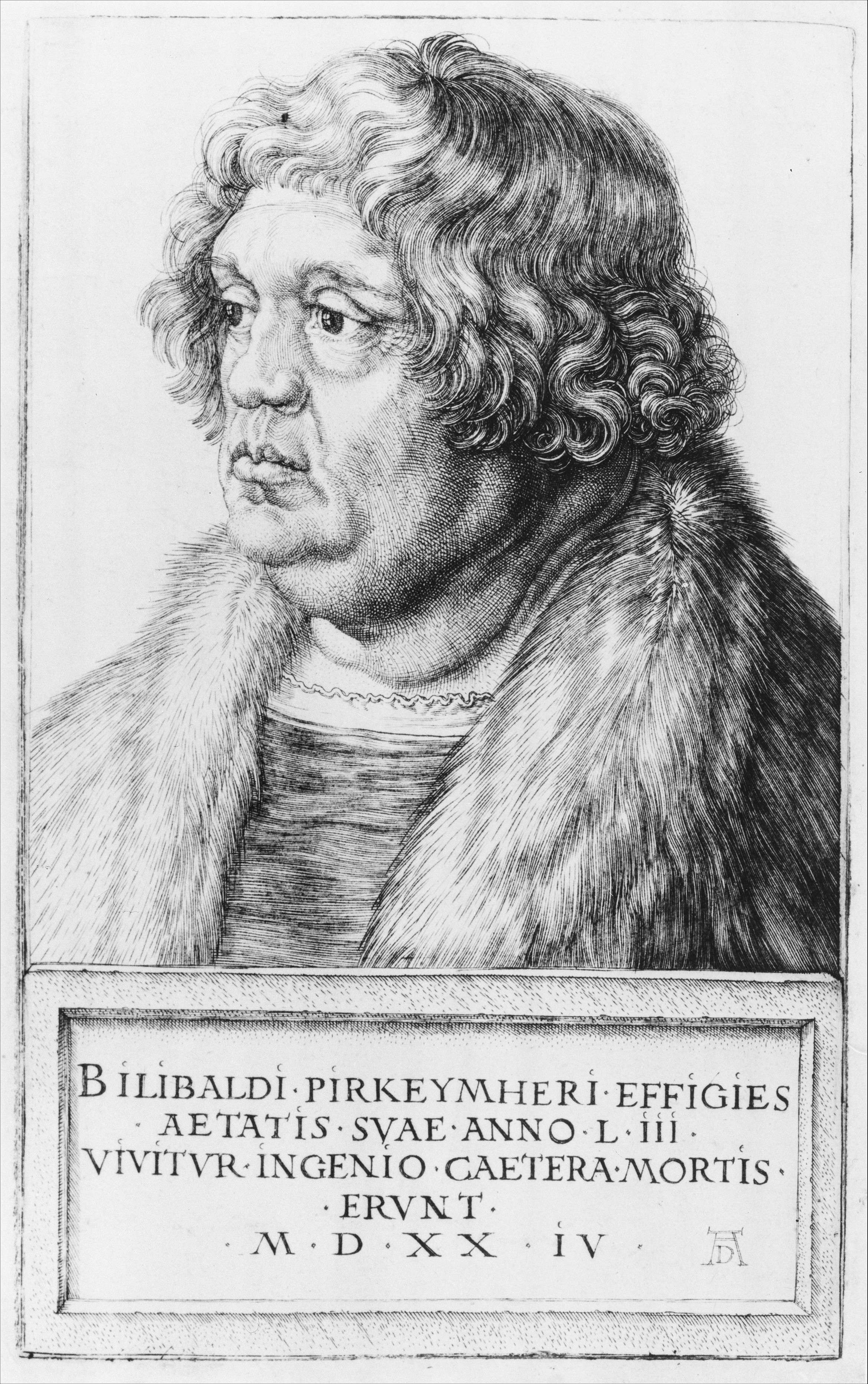
Портрет Віллібальда Піркгаймера Willibald Pirckheimer 1524 рік Мідна гравюра 18.2 см x 11.1 см
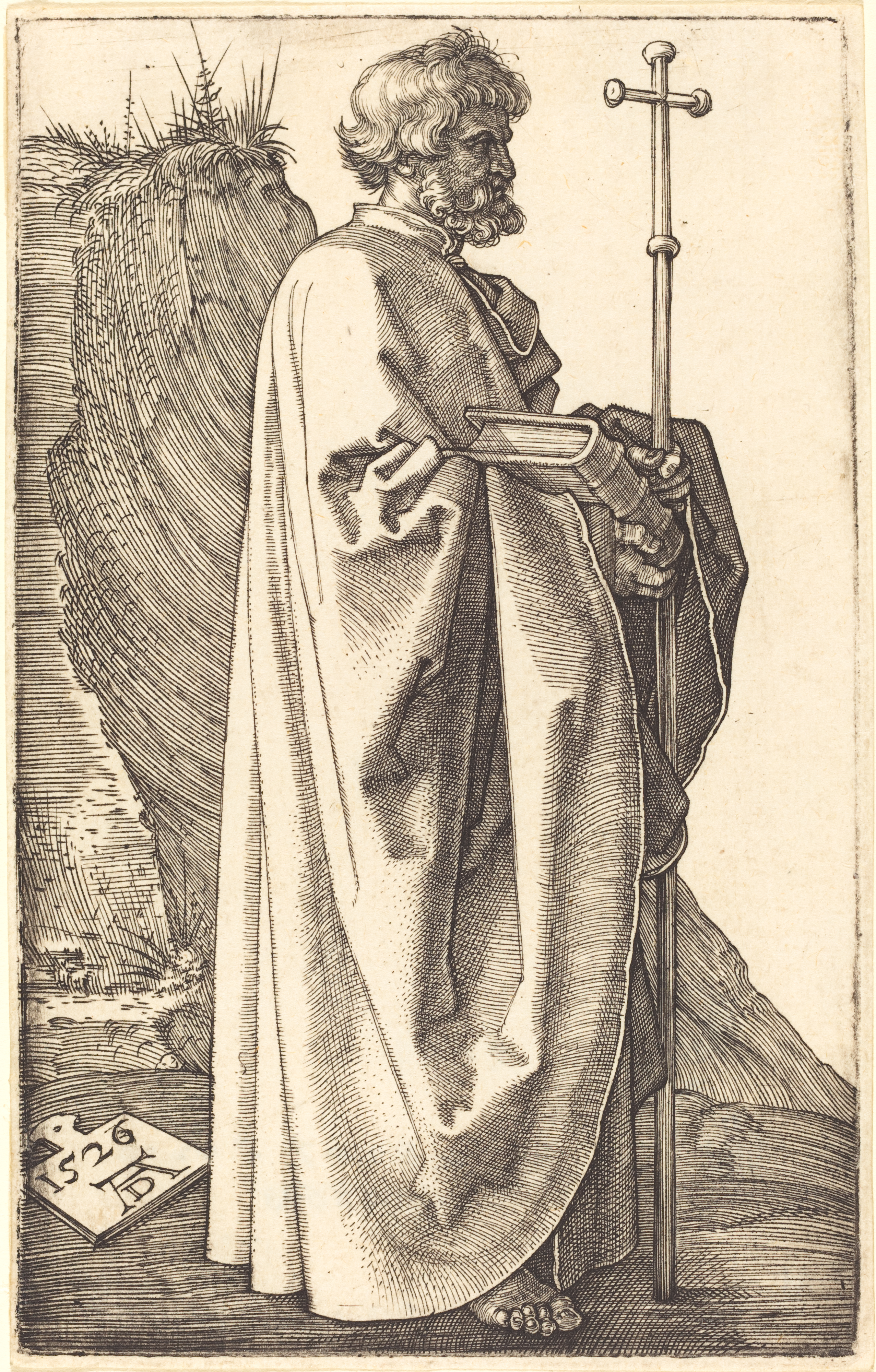
Святий Філіп St Philip 1526 рік Мідна гравюра 12.2 см x 7.6 см
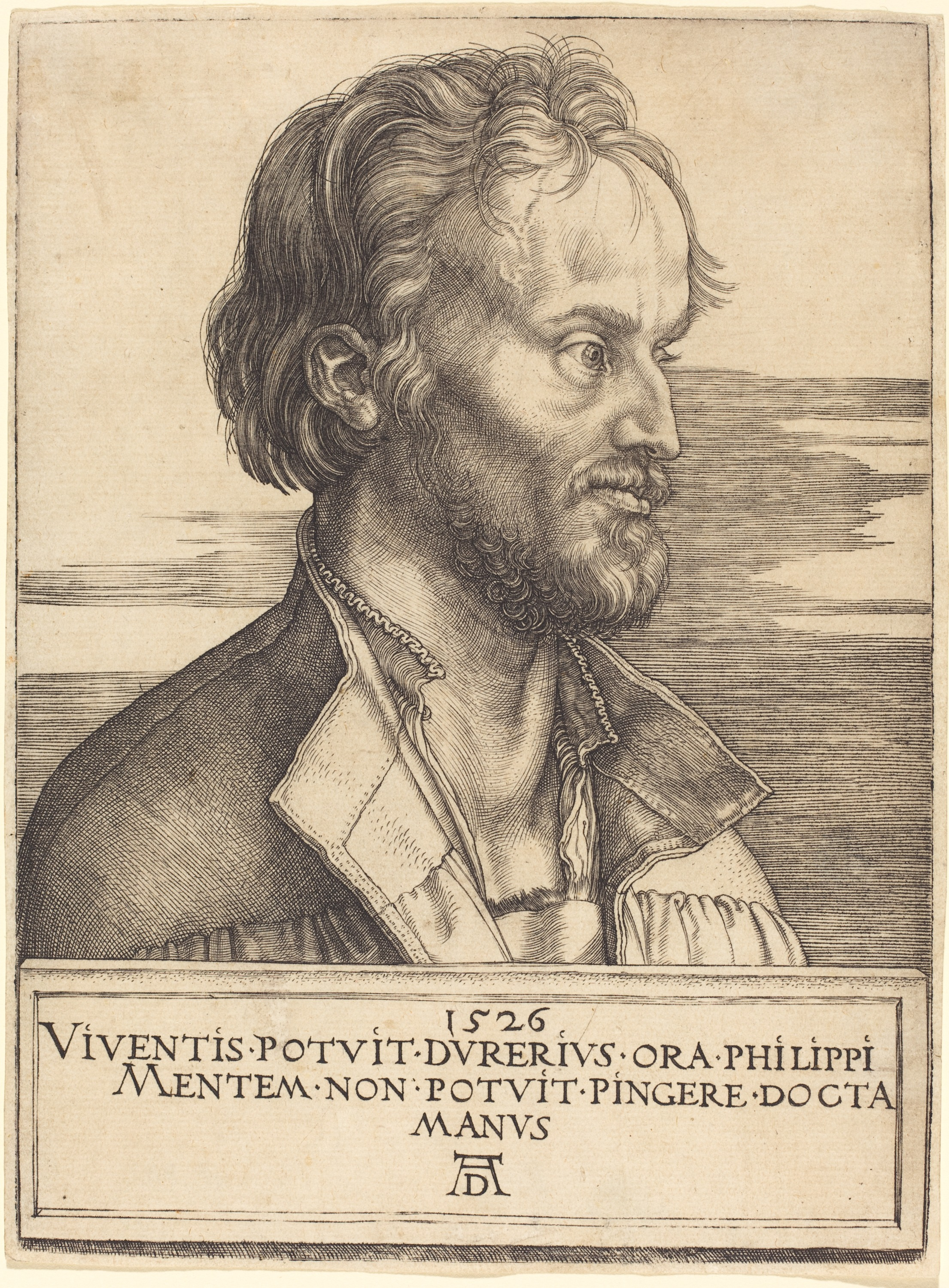
Філіп Меланхтон Philipp Melanchthon 1526 рік Мідна гравюра 17.7 см x 12.7 см
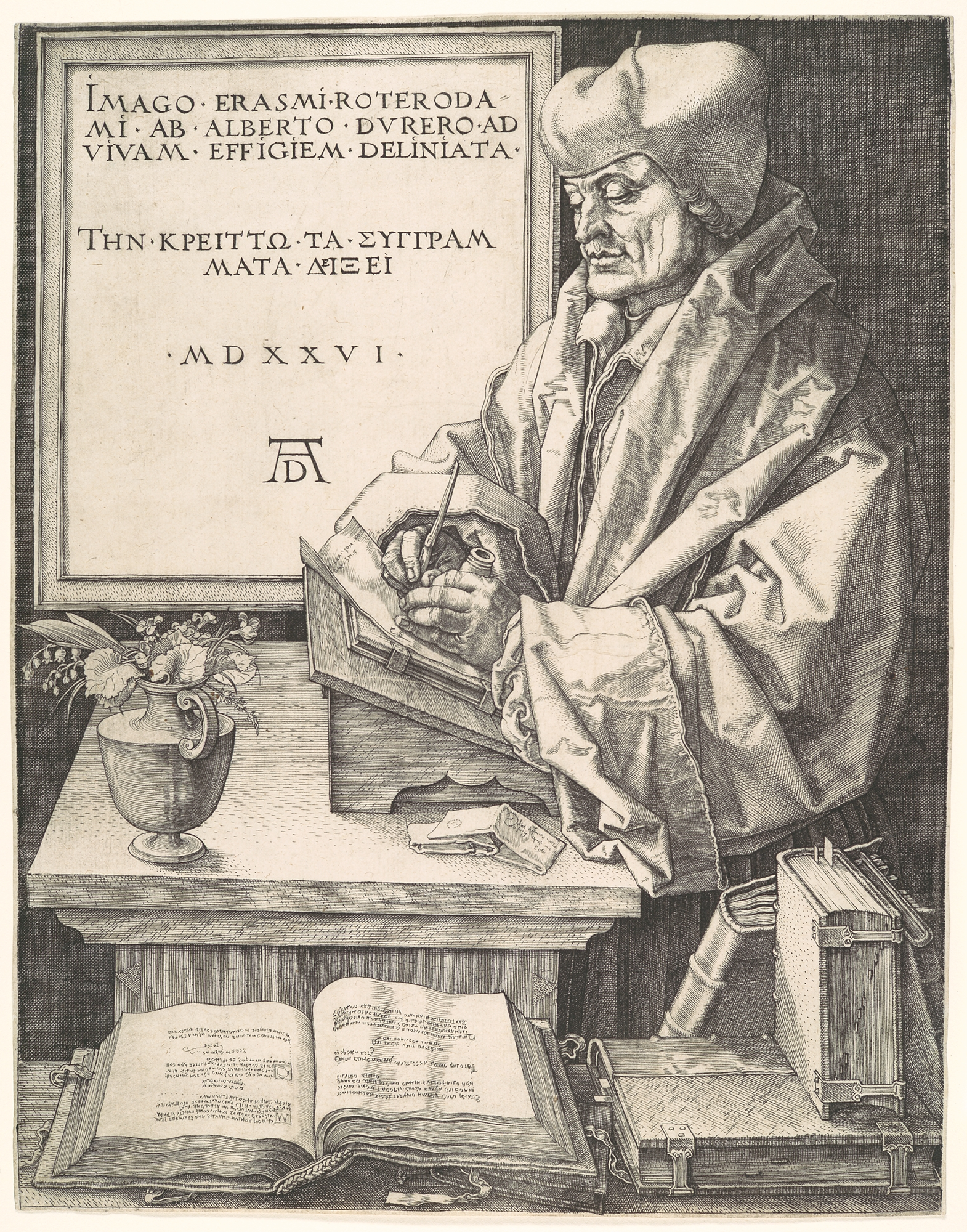
Еразм Роттердамський Erasmus of Rotterdam 1526 рік Мідна гравюра 24.9 см x 19.3 см

- Святий Христофор дивиться вправо
St Christopher Facing to the Right
1521 рік
Мідна гравюра
11.8 см x 7.5 см
- Святий Христофор дивиться вліво
St Christopher Facing to the Left
1521 рік
Мідна гравюра
11.8 см x 7.5 см
- Великий кардинал
The Great Cardinal
1523 рік
Мідна гравюра
17,4 см x 12.7 см
- Святий Варфоломій
St Bartholomew
1523 рік
Мідна гравюра
12.1 см x 7.5 см
- Святий Симон
St Simon
1523 рік
Мідна гравюра
11.8 см x 7.5 см
- Велике Розп'яття; обрис
Large Crucifixion in outline only
1523 рік
Мідна гравюра
32 см x 22.6 см
- Портрет Фрідріха Мудрого
Portrait of Frederick the Wise
1524 рік
Мідна гравюра
19.3 см x 12.6 см
- Портрет Віллібальда Піркгаймера
Willibald Pirckheimer
1524 рік
Мідна гравюра
18.2 см x 11.1 см
- Святий Філіп
St Philip
1526 рік
Мідна гравюра
12.2 см x 7.6 см
- Філіп Меланхтон
Philipp Melanchthon
1526 рік
Мідна гравюра
17.7 см x 12.7 см
- Еразм Роттердамський
Erasmus of Rotterdam
1526 рік
Мідна гравюра
24.9 см x 19.3 см

### Гравюри пристрасті

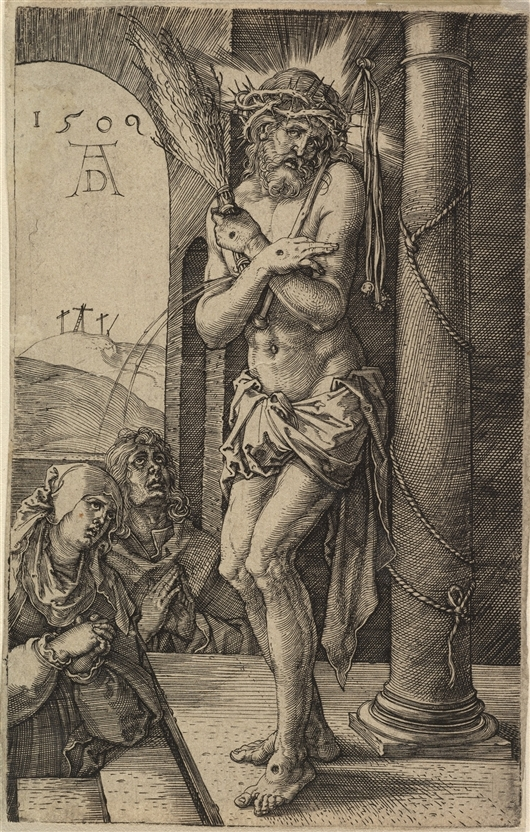
Людина скорботи у колони Man of Sorrows by the Column 1509 рік Мідна гравюра 11.7 см x 7.6 см
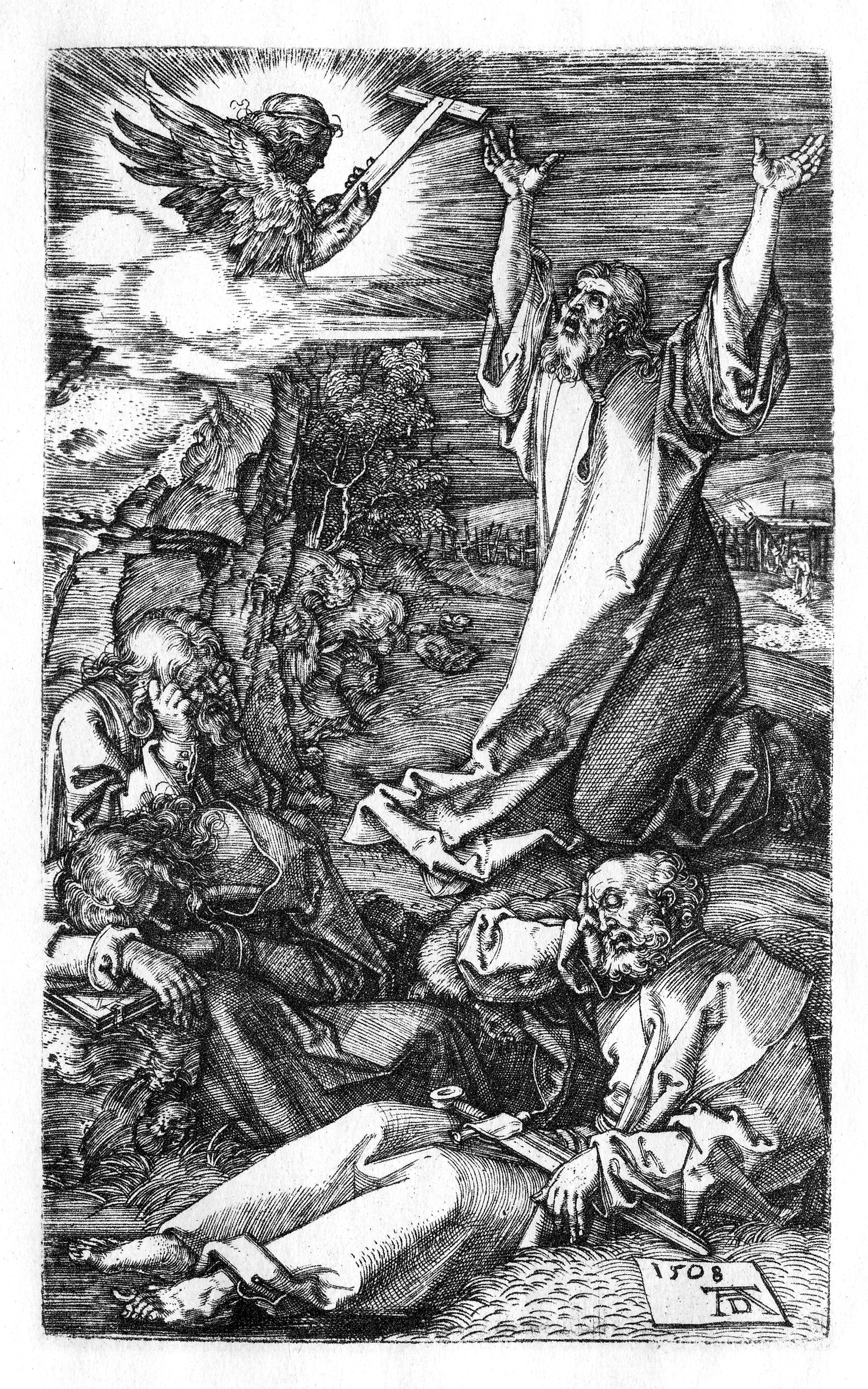
Агонія в саду Agony in the Garden 1508 рік Мідна гравюра 11.7 см x 7.2 см
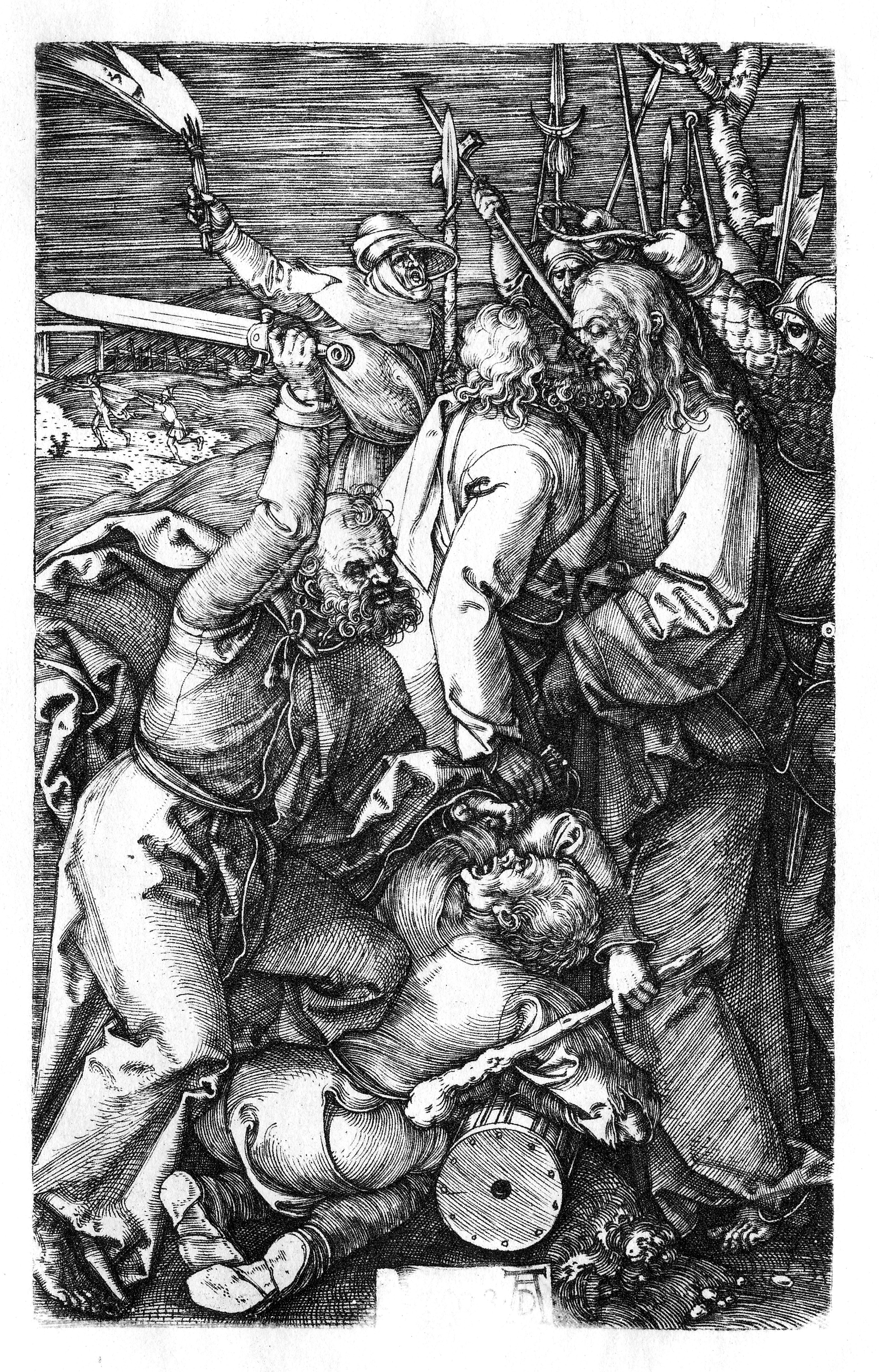
Зрада Христа Betrayal of Christ 1508 рік Мідна гравюра 11.7 см x 7.2 см
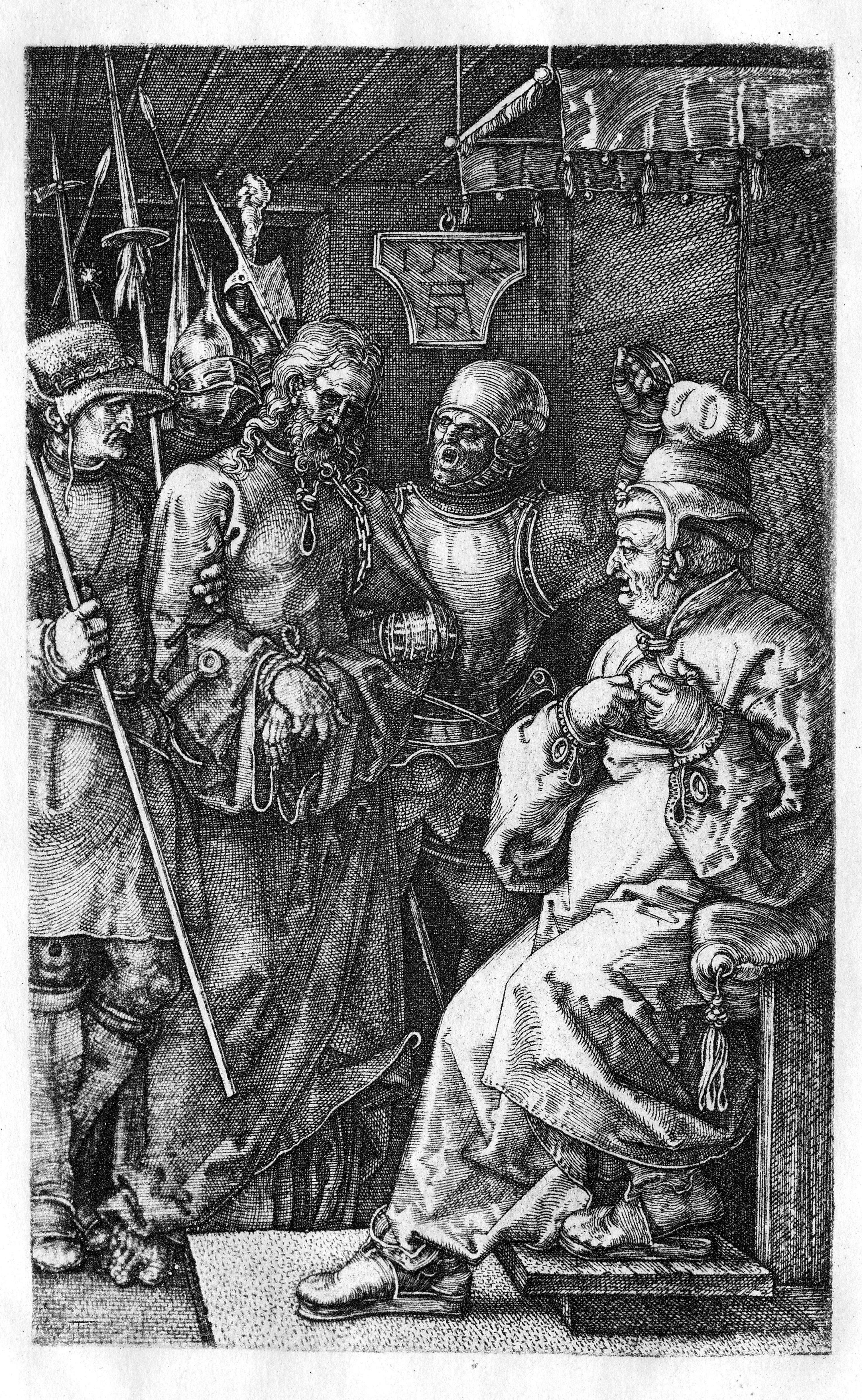
Христос перед Кайяфоюм Christ before Caiaphas 1512 рік Мідна гравюра 11.7 см x 7.3 см
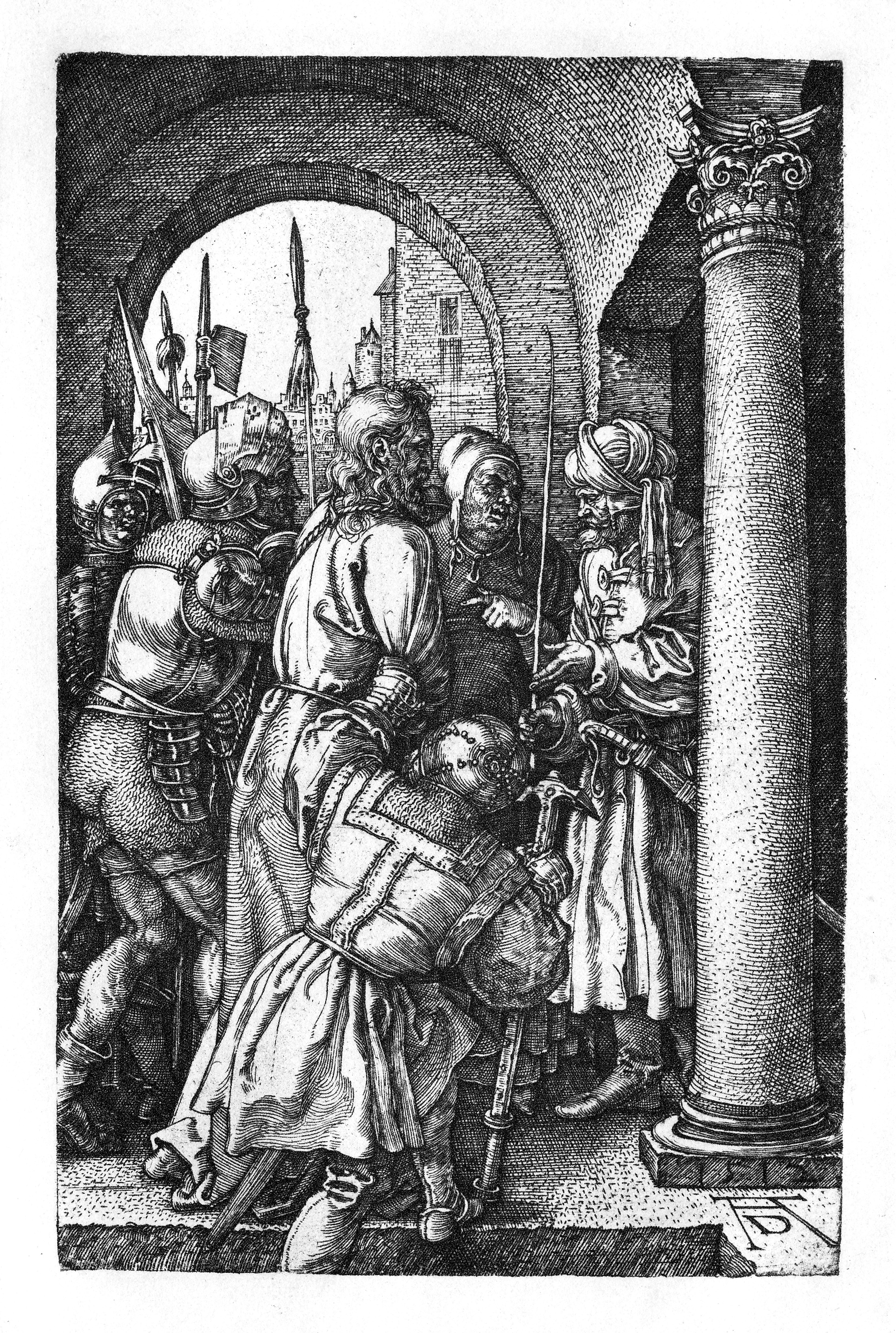
Христос перед Пілатом Christ before Pilate 1512 рік Мідна гравюра 12.8 см x 8.8 см
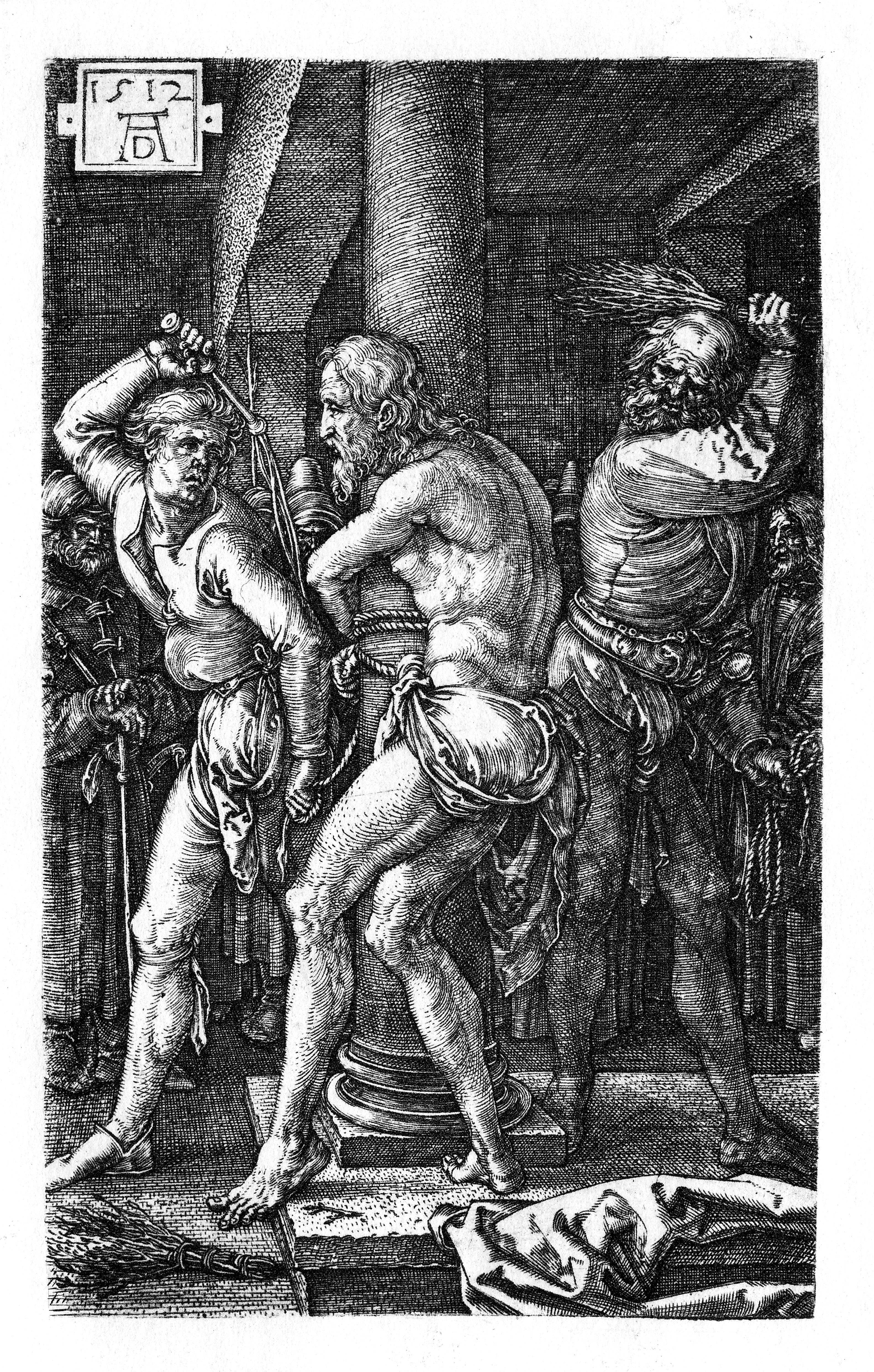
Порка Flagellation 1512 рік Мідна гравюра 11.9 см x 7.6 см
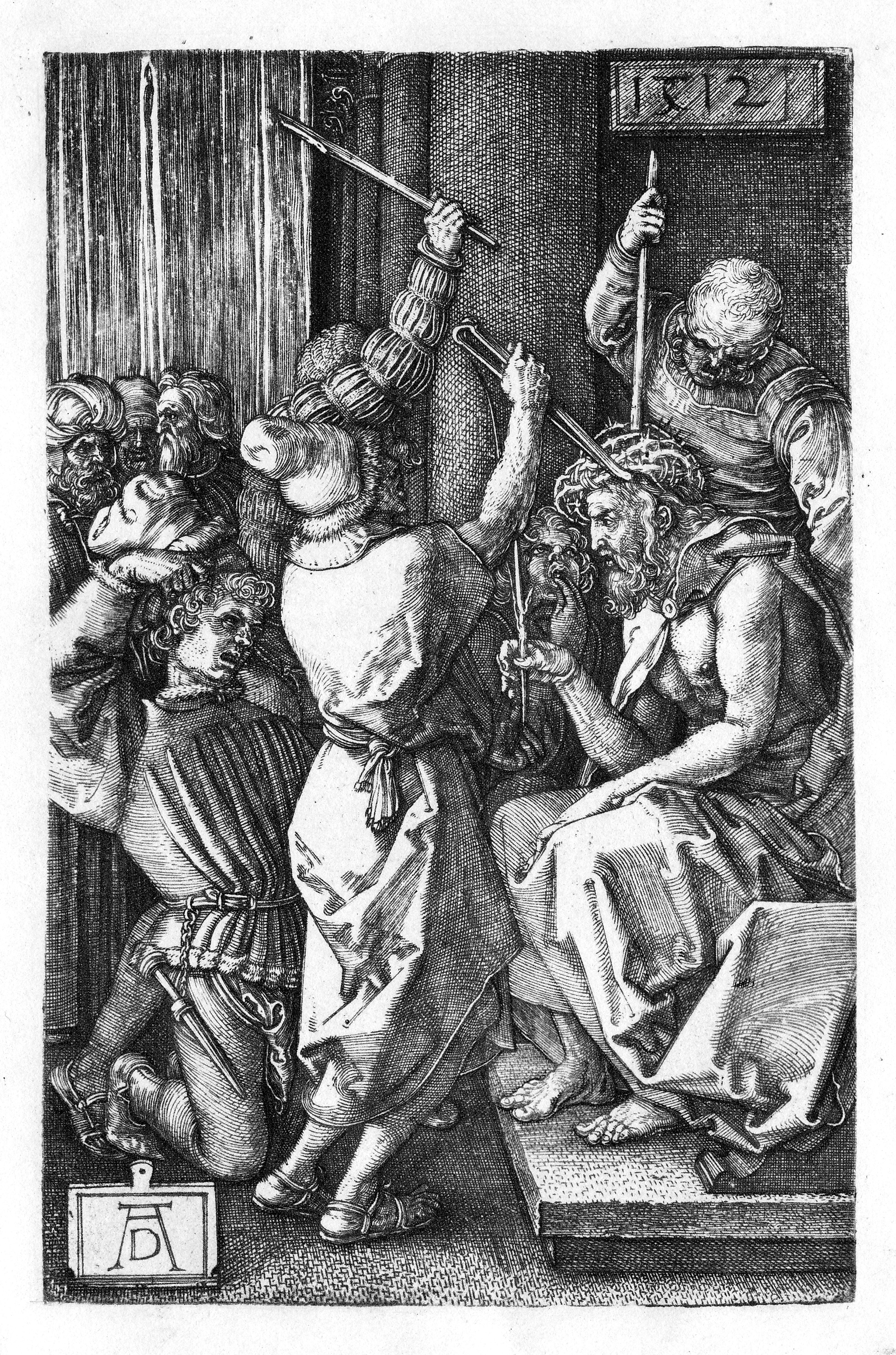
Христос увінчаний шипами Christ Crowned with Thorns 1512 рік Мідна гравюра 11.9 см x 7.6 см
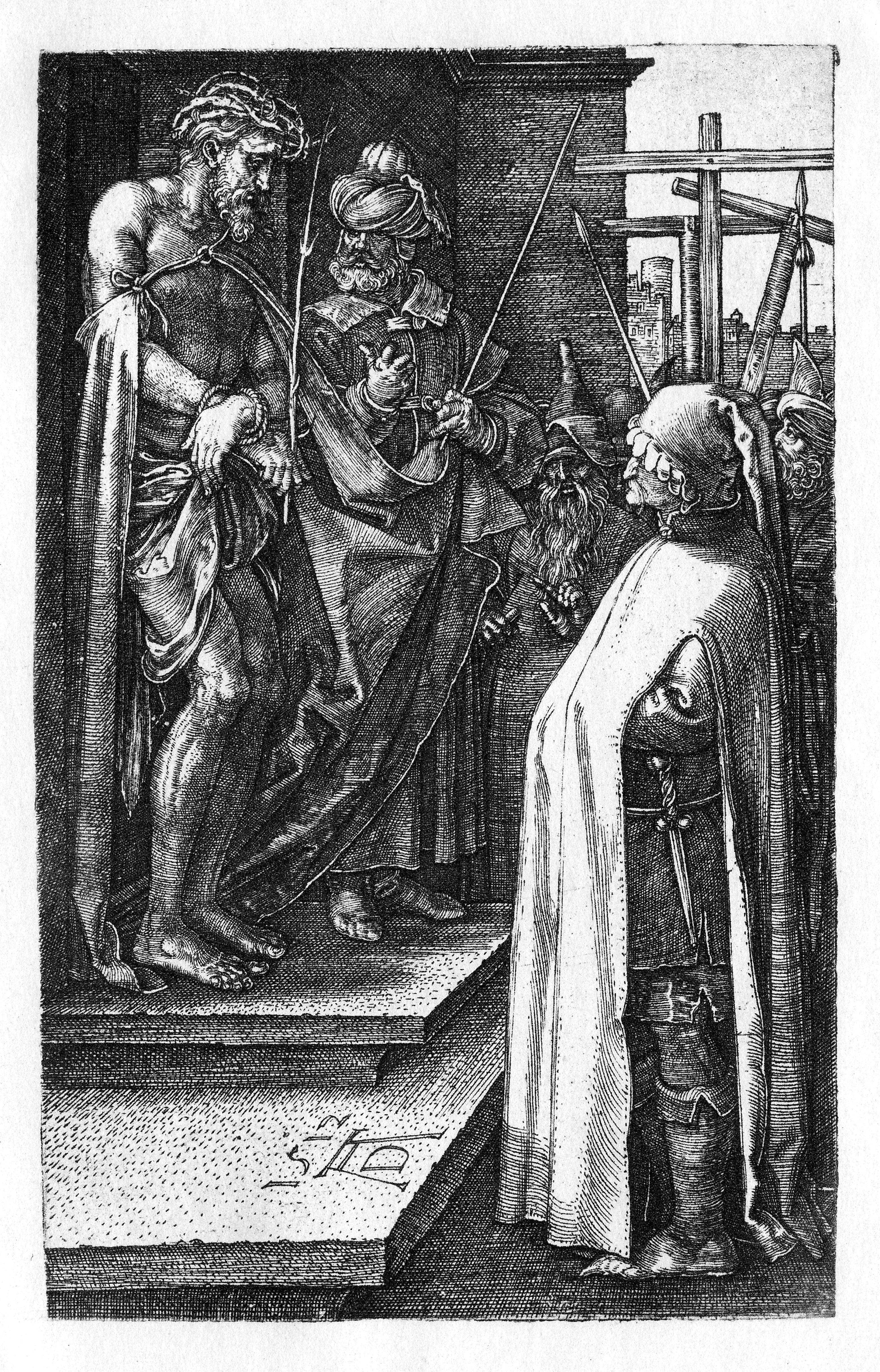
Бути людиною Ecce Homo 1512 рік Мідна гравюра 11.7 см x 7.4 см
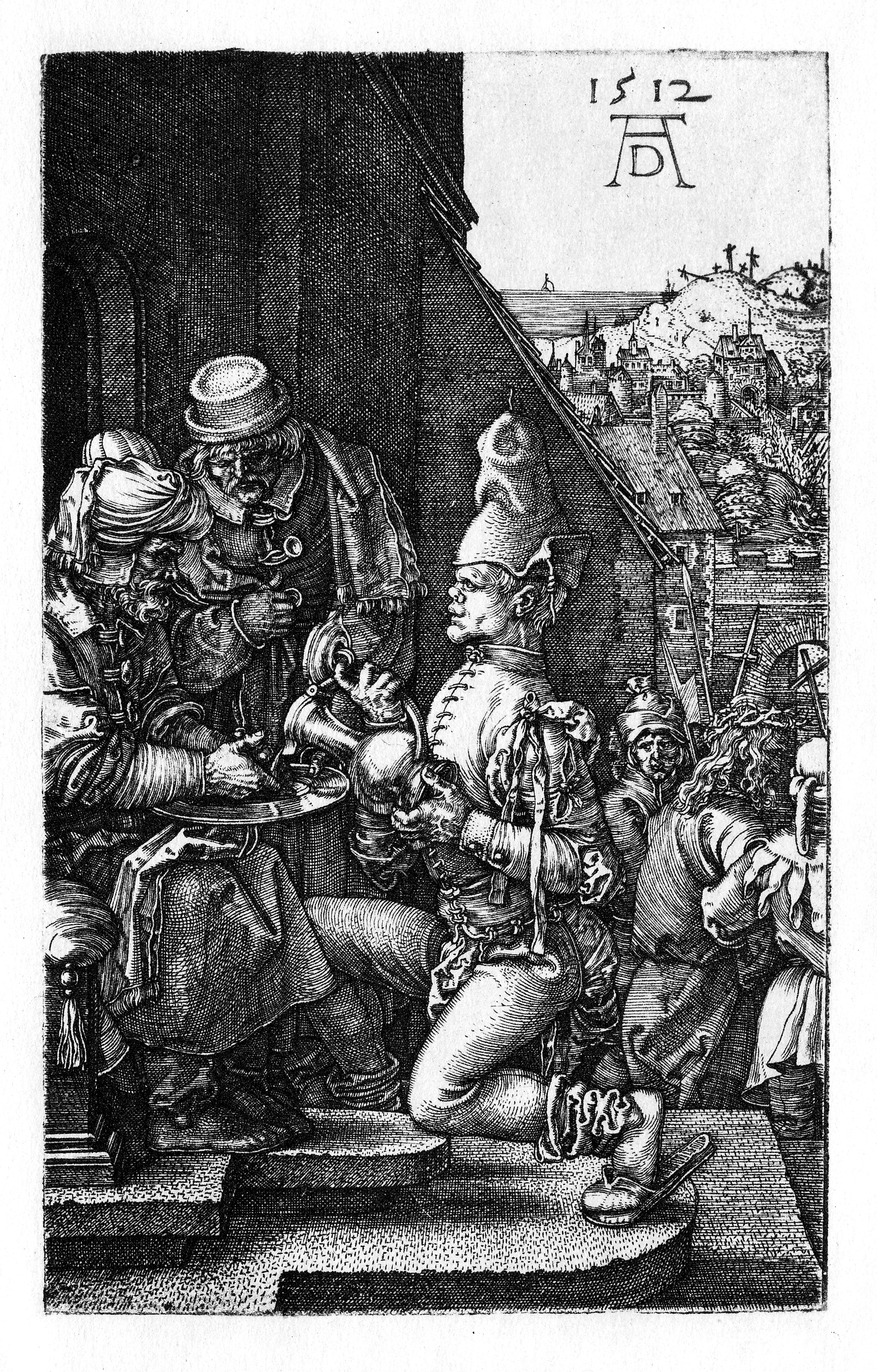
Пилат миє руки Pilate Washing his Hands 1512 рік Мідна гравюра 12 см x 7.9 см
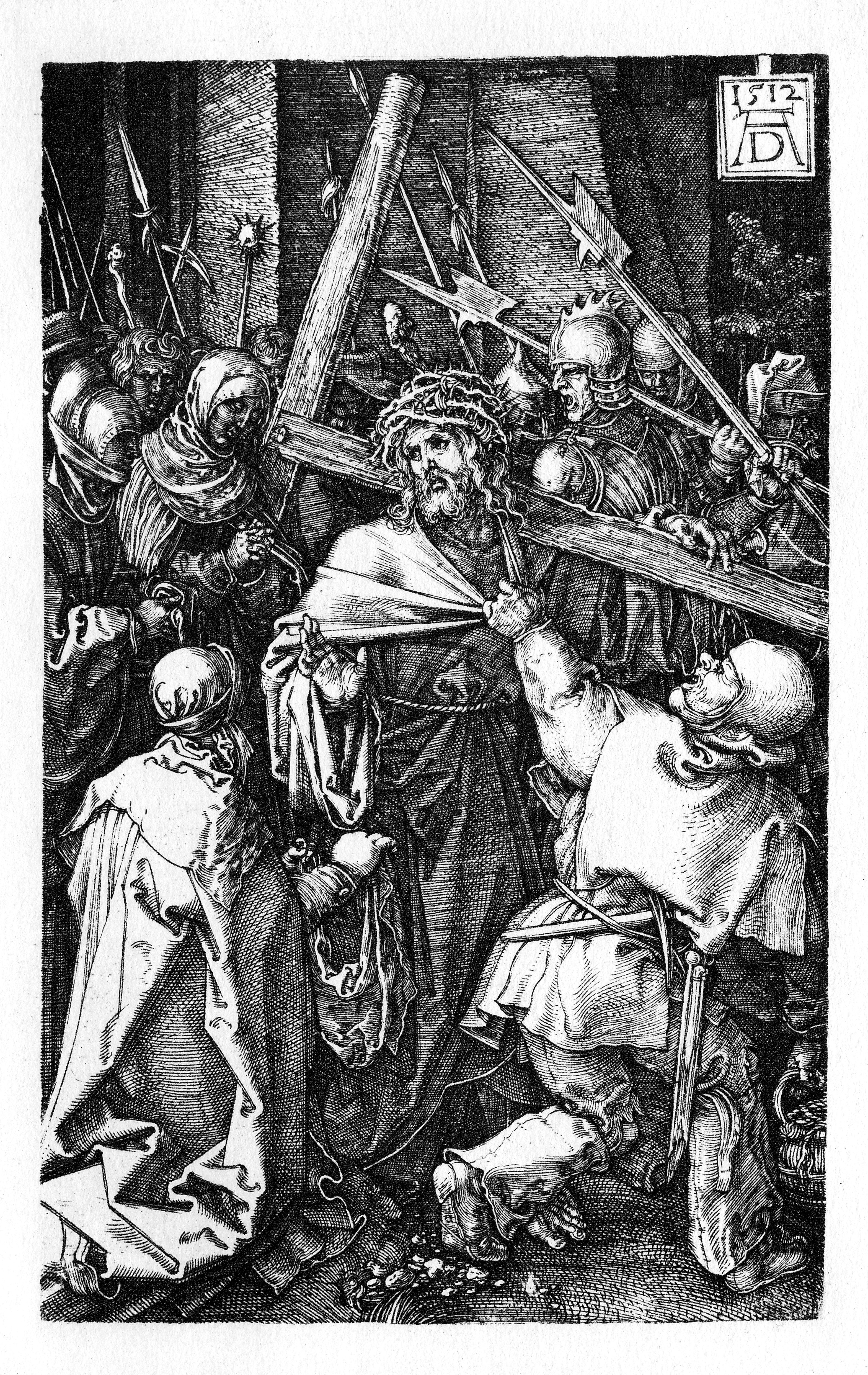
Несіння хреста Bearing of the Cross 1512 рік Мідна гравюра 11.5 см x 7.3 см
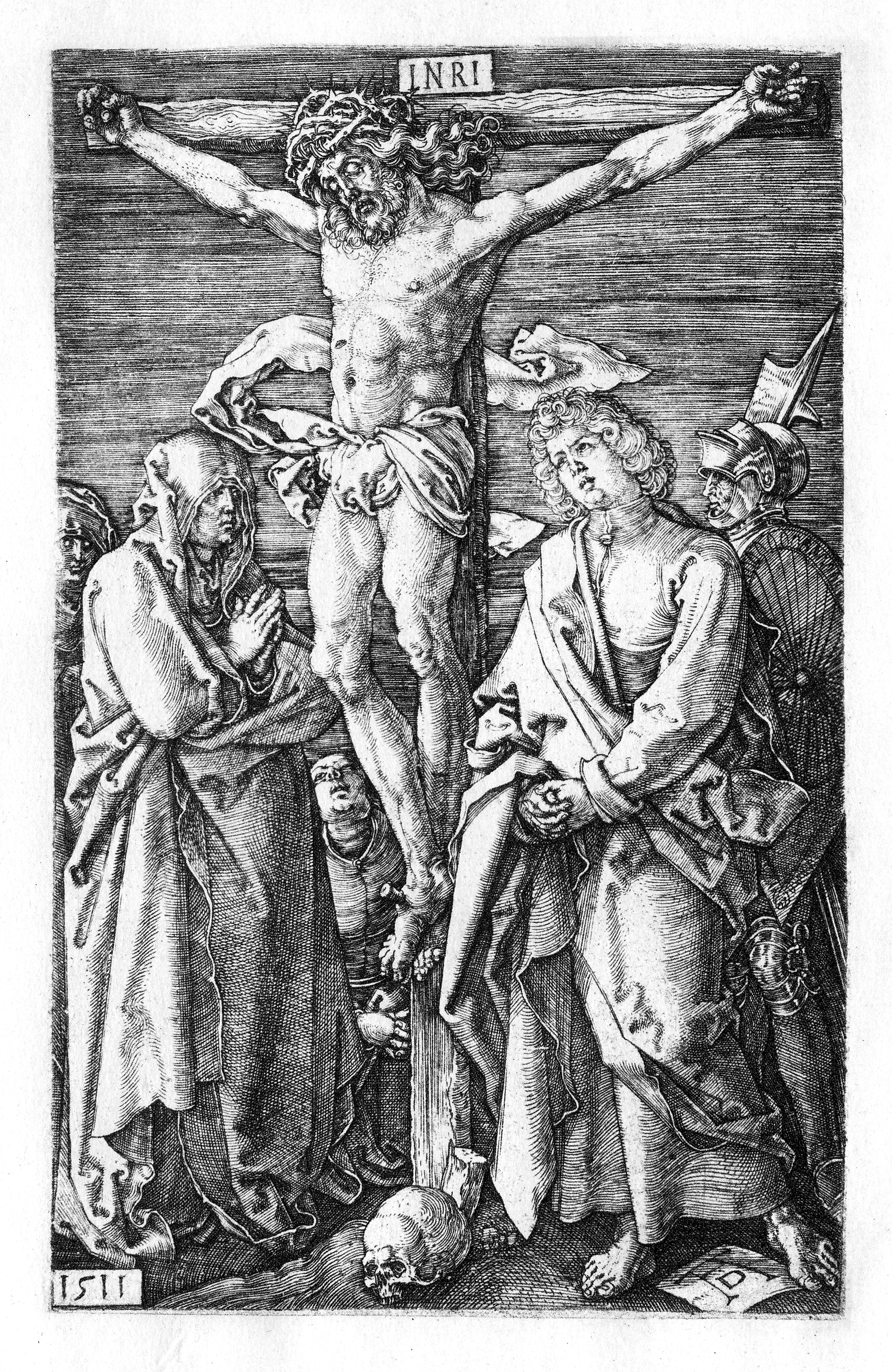
Розп'яття Crucifixion 1513 рік Мідна гравюра 11.7 см x 7.4 см
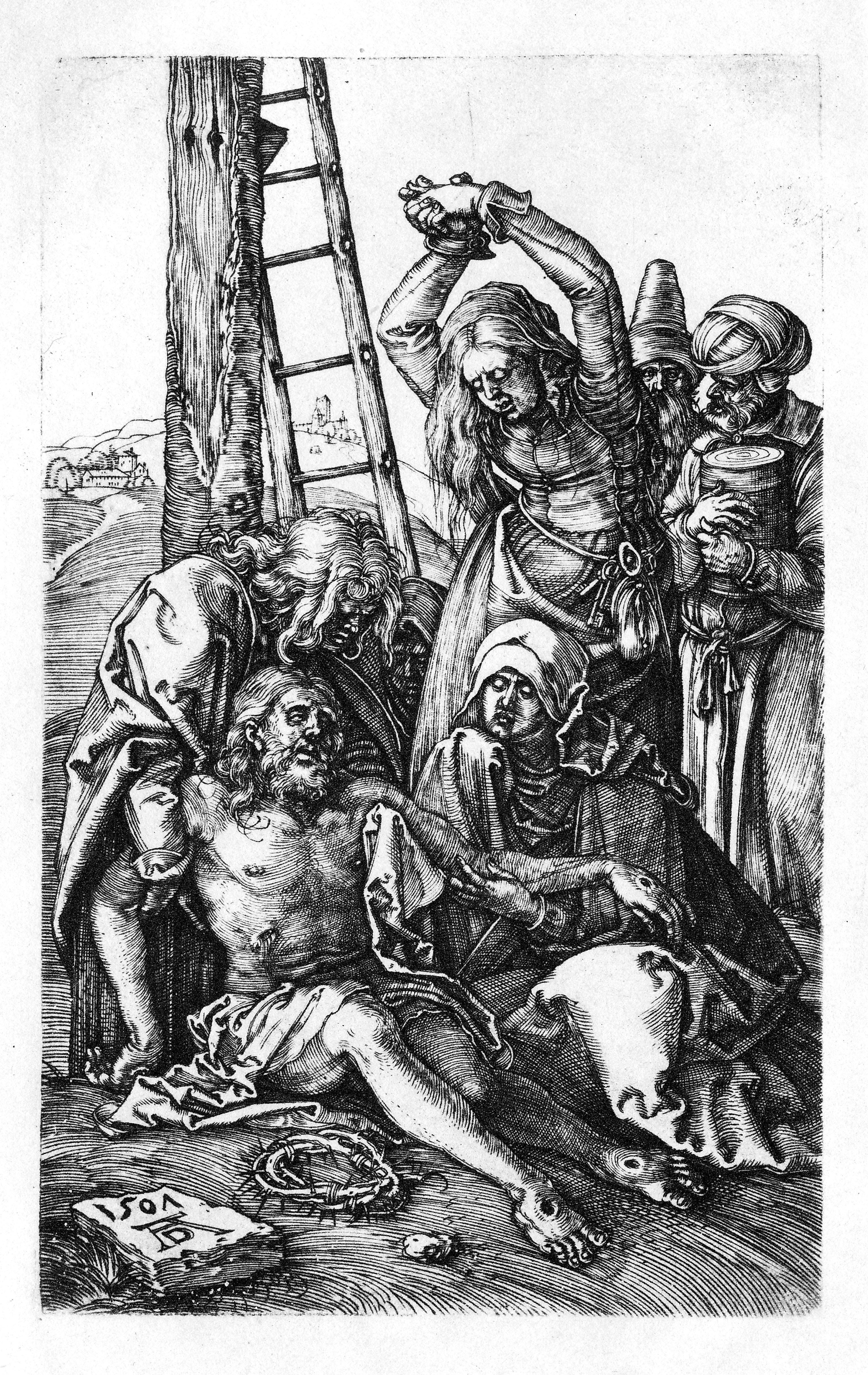
Плач про Христа Lamentation over Christ 1512 рік Мідна гравюра 12.7 см x 8.2 см
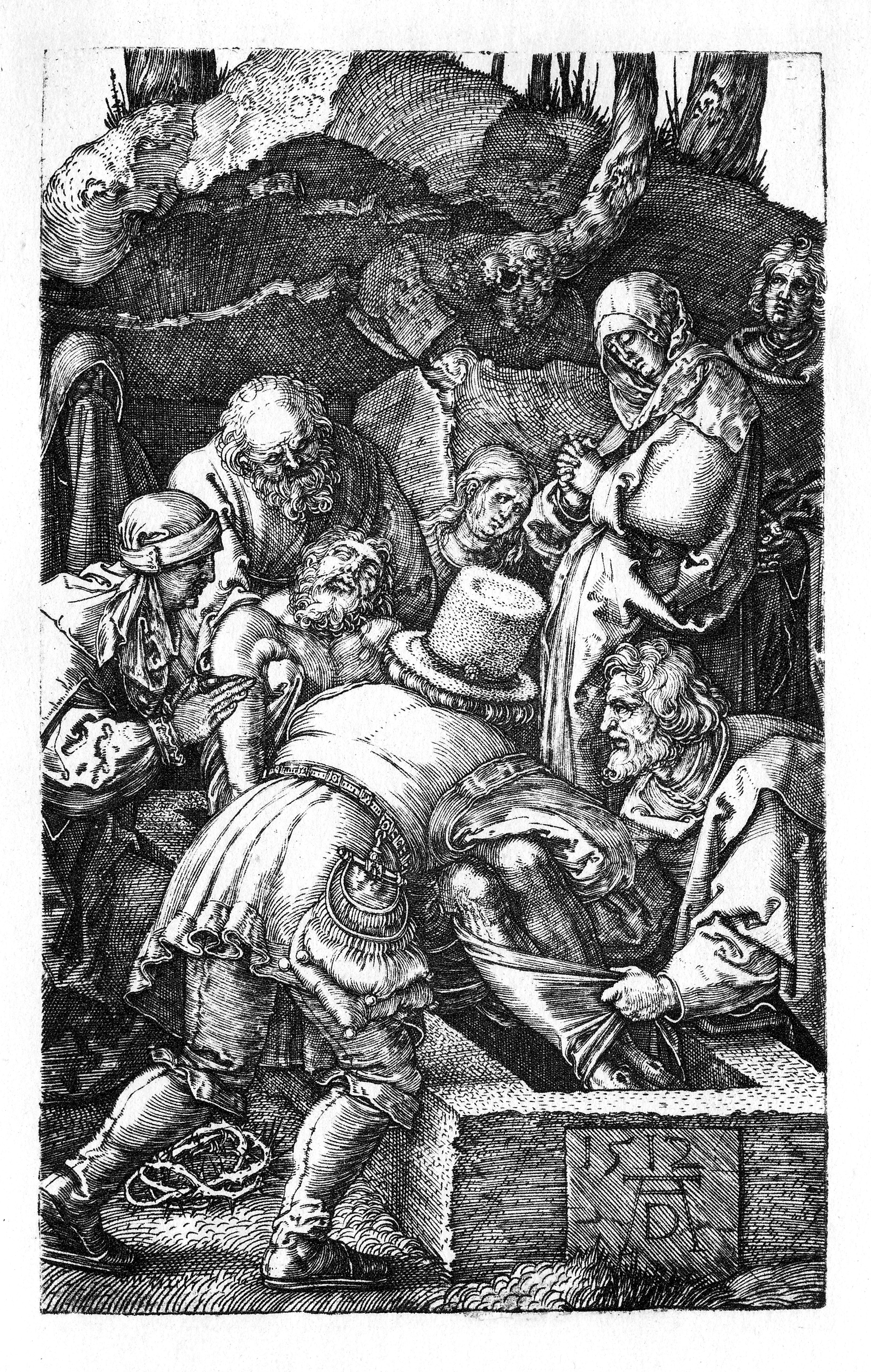
Поховання Deposition 1512 рік Мідна гравюра 11.7 см x 7.3 см
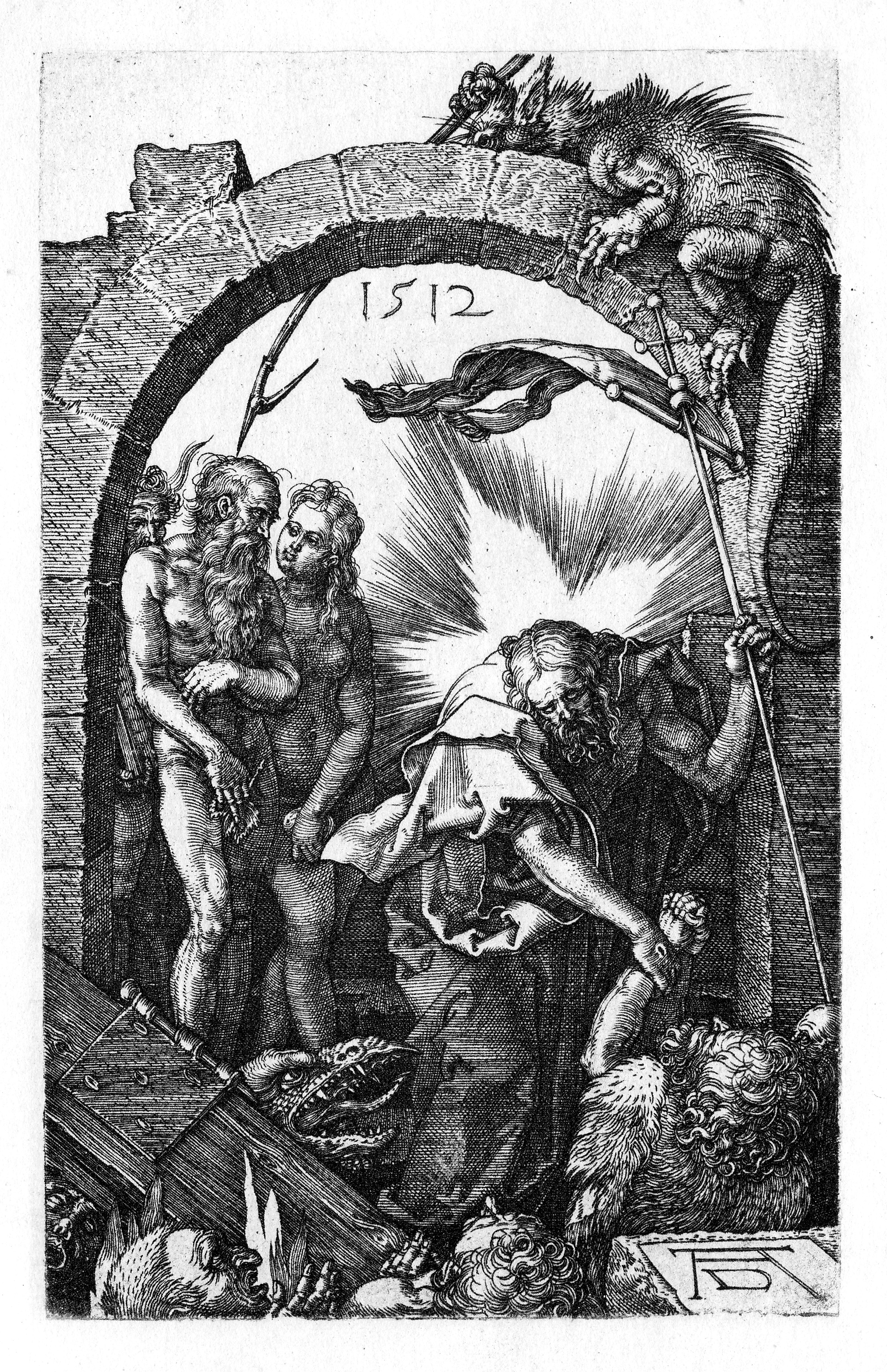
Боронування пекла Harrowing of Hell 1512 рік Мідна гравюра 11.5 см x 7.4 см
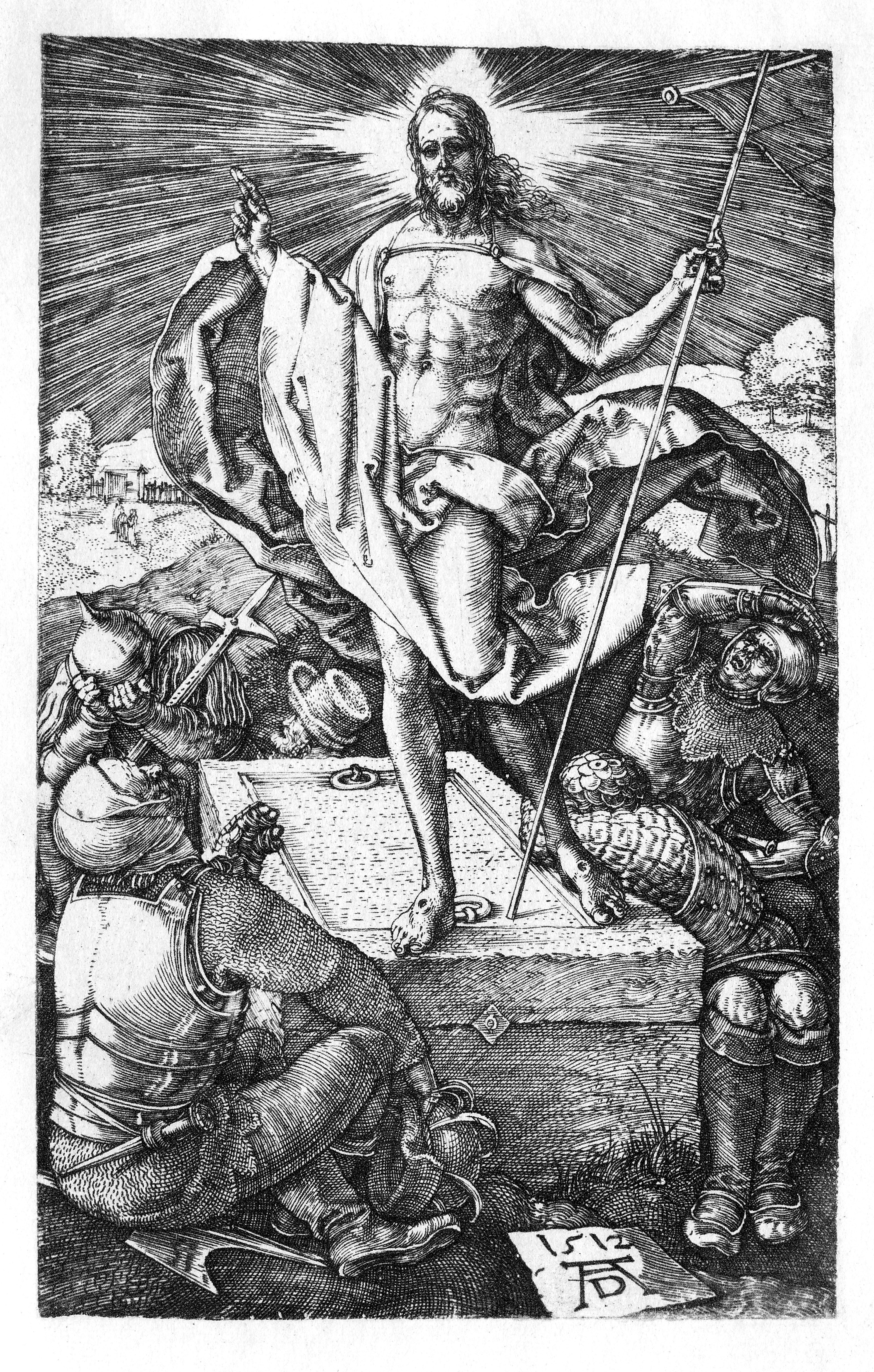
Воскресіння Resurrection 1513 рік Мідна гравюра 11.8 см x 7.5 см
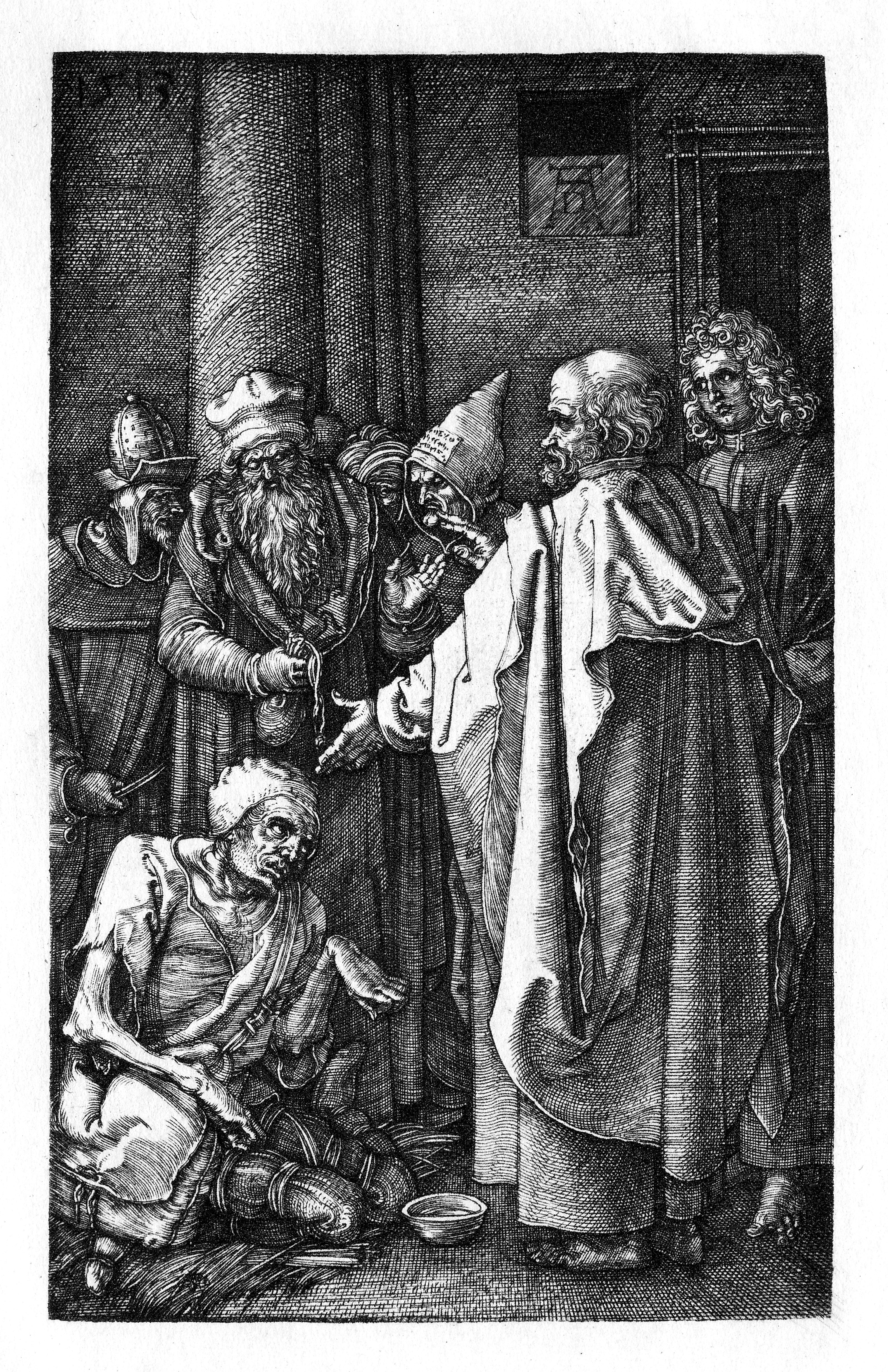
Святий Петро і святий Іоанн зцілюють каліку St Peter and St John Healing the Cripple 1513 рік Мідна гравюра 11.5 см x 7.4 см

- Людина скорботи у колони
Man of Sorrows by the Column
1509 рік
Мідна гравюра
11.7 см x 7.6 см
- Агонія в саду
	Agony in the Garden
1508 рік
Мідна гравюра
11.7 см x 7.2 см
- Зрада Христа
Betrayal of Christ
1508 рік
Мідна гравюра
11.7 см x 7.2 см
- Христос перед Кайяфоюм
Christ before Caiaphas
1512 рік
Мідна гравюра
11.7 см x 7.3 см
- Христос перед Пілатом
Christ before Pilate
1512 рік
Мідна гравюра
12.8 см x 8.8 см
- Порка
Flagellation
1512 рік
Мідна гравюра
11.9 см x 7.6 см
- Христос увінчаний шипами
Christ Crowned with Thorns
1512 рік
Мідна гравюра
11.9 см x 7.6 см
- Бути людиною
Ecce Homo
1512 рік
Мідна гравюра
11.7 см x 7.4 см
- Пилат миє руки
Pilate Washing his Hands
1512 рік
Мідна гравюра
12 см x 7.9 см
- Несіння хреста
Bearing of the Cross
1512 рік
Мідна гравюра
11.5 см x 7.3 см
- Розп'яття
	Crucifixion
1513 рік
Мідна гравюра
11.7 см x 7.4 см
- Плач про Христа
Lamentation over Christ
1512 рік
Мідна гравюра
12.7 см x 8.2 см
- Поховання
Deposition
1512 рік
Мідна гравюра
11.7 см x 7.3 см
- Боронування пекла
Harrowing of Hell
1512 рік
Мідна гравюра
11.5 см x 7.4 см
- Воскресіння
Resurrection
1513 рік
Мідна гравюра
11.8 см x 7.5 см
- Святий Петро і святий Іоанн зцілюють каліку
St Peter and St John Healing the Cripple
1513 рік
Мідна гравюра
11.5 см x 7.4 см